# 暗殺教室
『暗殺教室』（あんさつきょうしつ）は、松井優征による日本の漫画。『週刊少年ジャンプ』（集英社）において、2012年31号から2016年16号まで連載された。
2023年10月時点では2700万部を突破している。

## 概要
テーマが「主人公たちの担任教師を暗殺すること」であり、サスペンスの要素がある学園漫画兼コメディ漫画でもある。メタフィクションとしての要素もあり、同一作者の作品である『魔人探偵脳噛ネウロ』との繋がりを示唆する描写がある。
話数カウントは「第○話」で、サブタイトルは毎回「○○の時間」となっている。ただし、同名サブタイトルの場合は「○○の時間・○時間目」となったり、「の」が語法上なかったりすることがある。
松井の話によると、「この作品の着想は、第1話2〜3ページ目の“生徒が一斉に先生に銃を突きつけるシーン”が思い浮かんだことから」だという。思い浮かんだ後は、そのシーンが成り立つための世界設定やキャラクターを当てはめていった。「離れ校舎のE組」という設定も、「前述のシーンが周囲の目などがある大きな校舎の中では成立しづらいので、『周囲の目がない離れ的な校舎が望ましい、それに合った設定は…』という流れで考えて自然に決まっていった」などと語っている。
2012年11月2日には単行本第1巻が発売され、それを記念して同日から56時間の殺せんせーによるジャンプ公式サイトのジャックが行われた。
各単行本の幕間には何らかのおまけが描かれており、本編の補足や登場人物の詳細が描かれている。
本作品の第21巻（最終巻）には『特別読切 東京デパート戦争体験記』が収録されている。同作は連載会議を通らなかったが直後に本作品の連載が決まったため、使用予定だったキャラクターデザインの多くがスライドされている。

### メディア展開
連載当初からアニメ化・VOMIC化などメディアミックスが行われている。2015年1月から6月にはテレビアニメ（1期）が放送された。2015年3月に実写映画が上映された。テレビアニメからはゲームなどが派生した。2015年10月からは『最強ジャンプ』にてスピンオフ作品『殺せんせーQ!』が連載開始した。2016年にはアニメ映画も公開され、殺せんせーQも映画化され、殺せんせーQはシリーズ化も発表された。2016年3月11日にはアニメセカンドシーズン「課外授業編」として、テレビ放映されていない原作ストーリーの一部をdTVから独占配信された。

## あらすじ
ある日突然、進学校「椚ヶ丘中学校」の成績・素行不良者を集めた3年E組の元に防衛省の人間と、異形な姿をした謎の生物がやって来た。マッハ20で空を飛び、月の7割を破壊して常時三日月の状態にしてしまった危険な生物は「来年3月までに自分を殺せなければ地球を破壊する」ことを宣言したうえ、「椚ヶ丘中学校3年E組」の担任教師となることを希望した。
意味の分からない要望に政府は戸惑いつつも、3年E組の生徒に「謎の生物の暗殺」を依頼。生徒たちは最初こそ戸惑うが、「成功報酬：100億円」のために殺る気を出す。その生物＝殺せんせー（ころせんせー）の存在とその目的を把握しているのは日本をはじめ各国の首脳陣といったほんの一部の人間のみで、「殺せんせーの存在や殺せんせーの暗殺に携わっていることを、家族を含めた第三者へ絶対に口外してはならない。口外した場合は“記憶消去処置”を施される」「殺せんせーは、3年E組の生徒に絶対に危害を加えてはいけない。ただし、その家族友人は対象外」などの様々な決まりの下に生徒たちは殺せんせーを様々な手段で暗殺しようと試みるが、毎回殺せんせーの素早さと予測不能の行動で阻止され、逆に殺せんせーによる手入れを受けることになってしまう。
しかし、いざ授業が始まってみると暗殺者と標的という異常な状況ながら、多くの生徒たちは殺せんせーの指導と手入れによってこの暗殺教室を楽しみ、今までの「学校中から差別された底辺学級」としてではない前向きな学校生活を送るようになっていく。その一方、生徒の他にも殺せんせーを暗殺するため、世界中から暗殺者が送り込まれてくるのだった。
4月（第1話 - 第7話）
E組による殺せんせーの暗殺を狙いながらの学校生活が始まる。誰もが有効的な攻撃ができない中、寺坂グループの圧迫的な提案で潮田渚は捨て身の暗殺を決行するが、殺せんせーの怒りを買い、生徒は契約により殺さないが生徒の家族は契約外であることを示され、「人に笑顔で胸を張れる暗殺」をするように諭される。
その後もE組に落とされたことにより野球部を退部させられた杉野友人を殺せんせーが論理的な事実を持って励ましたり教師不信の赤羽業の心身をケアするなど、生徒が教師を暗殺するという目的の中にもE組に落とされた理由を明らかにし、殺せんせーにしかできない方法で問題を解決または改善に向かわせるという指導はこれからも生徒一人一人に及んでいい効果を見せていく。殺せんせーを監視する烏間惟臣は暗殺交じりの学校生活を異常と見なすものの、前向きになり明るい表情を見せる生徒たちの姿を見て、殺せんせーによる指導を認めるようになっていた。
しかし、進展を見せない生徒たちの暗殺に不安を覚える国は、E組にプロの暗殺者を送り込むことを決断した。
5月（第8話 - 第22話）
殺せんせー暗殺のために、英語教師の名目で政府から派遣された殺し屋のイリーナ・イェラビッチが着任する。生徒たちはイリーナのビジネス的なやり方に不満を覚え学級崩壊を引き起こす事態となるが、イリーナ自身も烏間の説得で徐々に生徒たちと打ち解け、クラスに溶け込んでいった。
その後椚ヶ丘中学校理事長・浅野學峯と対面した殺せんせーは彼の挑発まがいの発言から生徒たちに試験勉強をさせるが、勉強よりも賞金100億を獲得することを重視する生徒たちにあきれ、中間テストでクラス全員が学年50位以内に入らなければE組から出ていくと本気で宣言する。テスト本番では理事長の妨害工作でE組の面々は50位内に入ることができなかったものの、上位に食い込んだカルマの挑発を受けた殺せんせーはE組残留を決める。
京都への修学旅行では、不良グループによる茅野・神崎の拉致事件、および国が雇った狙撃手・レッドアイによる暗殺作戦が起こるも、拉致は殺せんせーが事前に授けた策で無事解決し、暗殺もことごとく失敗に終わり滞りなく終了した。
修学旅行から戻ると、E組には最新技術を駆使して作られた自律思考固定砲台（律）が送り込まれていた。当初は授業中でもお構いなしに暗殺を実行する彼女に生徒たちは迷惑するが、殺せんせーに改造された律は一転生徒たちと打ち解け、さらに自らの意志でE組の一員であることを選択する。
6月（第23話 - 第36話）
前原陽斗を侮辱し屈辱的な扱いをした土屋果穂と瀬尾智也に渚たちと殺せんせーが見事に仕返しをした数日後、イリーナの師匠にして殺し屋の斡旋業者・ロヴロが現れ、一向に暗殺できずにいる彼女にE組からの撤退を要求するが、殺せんせーのアイデアで烏間との模擬暗殺を行うことになる。最終的に烏間の判断でイリーナの勝利となり、E組残留が決定した。
律に続き、第2の転校生暗殺者・堀部イトナが現れるが、彼は殺せんせーと自分は兄弟と発言してクラスを騒然とさせる。イトナの保護者を名乗るシロの仲介のもと暗殺が始まるが、イトナは殺せんせーの物と同じ触手を出して殺せんせーを圧倒する。しかし機転を利かせた殺せんせーが辛くも勝利しイトナは敗北により暴走しかけたものの、シロは休学すると言い残し、イトナを連れて去っていった。
その後、クラス対抗球技大会のエキシビションマッチの試合で杉野の旧友である進藤一考が率いる野球部と対戦することとなる。周囲から負けを期待されながらもE組は殺せんせーの監督で野球部を圧倒、野球部の指揮権を理事長が乗っ取ったことで一時劣勢に立たされるものの殺せんせーとカルマの策略により野球部は敗北、殺せんせーは中間テストのリベンジを果たし杉野と進藤も無事に和解した。
7月（第37話 - 第56話）
防衛省から烏間の補任として鷹岡明が派遣されるが、鷹岡は過酷なカリキュラムを生徒たちに課し、異を唱える生徒には容赦なく体罰を加える非情かつ冷酷な危険人物であった。烏間は生徒たちを救うために鷹岡の勝負の提案に乗り、渚を指名。最初は体格などで渚を侮っていた鷹岡だが、予想外の暗殺の才能により渚に敗北。さらに理事長によって解雇通知を言い渡され、鷹岡はE組を去る。
鷹岡の一件から数日後、殺せんせーは裏山にE組専用のプールを設営するが、その中で殺せんせーの重大な弱点が「水」への接触であることが判明する。殺せんせーは元水泳部の片岡メグの問題を解決したものの、その後シロに買収された寺坂竜馬の裏工作と再改造されたイトナによってプールで危機に陥ってしまう。しかしカルマに叱責され策を授けられた寺坂により窮地を脱し、他の生徒たちによって戦闘不能の状態になったイトナはシロと共に再び撤退していった。
期末テストが迫ると、殺せんせーは生徒たちに総合点の他に1科目で学年1位を取った者には自身の触手を一本破壊する権利を与えると宣言する。そして渚たちは理事長の息子・浅野学秀率いる学年屈指の秀才5人組「五英傑」の提案で、A組とE組のどちらが多くテストで学年一位を取るか賭けをすることになった。勉強の末にE組は7人（理1人・社1人・英1人・家4人）が学年1位を取ることに成功し、E組は賭けの戦利品である沖縄の離島リゾートで行われる特別夏期講習への参加を獲得し、触手破壊を踏まえた暗殺をその島で行うこととなる。
8月（第57話 - 第76話）
リゾートでの殺せんせー暗殺の直前、ロヴロを講師に迎え最後の訓練が行われ、渚はロヴロに「必殺技」を伝授される。
普久間島での暗殺は順調に進むが、終盤で殺せんせーが奥の手中の奥の手「完全防御形態」となったことで暗殺は失敗に終わった。さらに第三者勢力によって生徒の半数が未知のウイルスに感染させられてしまう（男子：岡島、杉野、前原、三村、村松、女子：神崎、倉橋、中村、原、狭間）。未感染の生徒たち（同じ未感染の奥田と竹林を除く）は黒幕を倒して治療薬を奪取すべく、裏社会と繋がりのある「普久間殿上ホテル」への侵入作戦を決行する。潜入後はイリーナが警備員を引き付けるために一時離脱、烏間も黒幕が雇った殺し屋の毒ガスに倒れてしまうが、何とか黒幕の雇った3人の殺し屋（スモッグ・グリップ・ガストロ）を倒すことに成功する。最上階にたどり着いた一同だったが、黒幕の正体はE組を逆恨みしていた鷹岡だったことが発覚。さらに鷹岡は彼らの目の前でウイルスの治療薬を爆破し、怒りに燃える渚は彼と一騎討ちをすることになる。当初は実戦経験が豊富な鷹岡に圧倒された渚だったが、ロヴロから授けられた「必殺技」で見事鷹岡を倒すことに成功する。その後、生徒たちに盛られたウイルスは殺し屋たちの判断で食中毒菌を改良したタイプにすり替えられていたことが判明し、生徒たちはホテルからの脱出に成功する。
夏休み最後の日は殺せんせーと生徒たちは夏祭りを楽しむが、同時期にロヴロが死神に襲撃され、さらに南の島での暗殺の結果から殺せんせーの暗殺に成功した場合の賞金が300億円にアップされるなどE組の暗殺の環境が大きく変わり始めていた。
9月（第77話 - 第94話）
2学期が開始された矢先、竹林孝太郎が理事長の勧めで本校舎のA組に移籍していた事実が発覚する。さらに自分たちを見下すような発言をした竹林に腹を立てたE組は竹林に真相を確かめに行くが、今の自分には暗殺よりも家族に認められる方が大事だという彼の発言に大半の生徒は何も言えなくなってしまう。そんな中、竹林は理事長から創立記念集会でE組を侮辱する内容のスピーチとE組管理委員会の設立をするように依頼される。一度は引き受けるが、帰宅中に殺せんせーに諭されたことで自らの本心を全校生徒の前で打ち明け、理事長室から持ち出した盾を自ら破壊しE組に戻る。
暗殺訓練にフリーランニングが取り入れられてから数日後、殺せんせーを連想させる人物による連続下着泥棒事件が発生する。調査に乗り出した渚たちと殺せんせーは、真犯人のシロとイトナに遭遇する。当初はイトナの攻撃に押されていた殺せんせーだったが、彼の攻撃を見切り「完全防御形態」の応用技で撃退に成功する。しかし度重なる敗北のショックやシロから見捨てられたことで触手が拒絶反応を起こしたイトナは暴走状態となり姿を消してしまう。翌日、町中の携帯ショップを破壊していたイトナを発見したE組と殺せんせーは説得を試みるも、シロがイトナを連れ去り、後を追った殺せんせーもシロの罠の前に防戦一方となってしまう。しかし、シロによって駒にされたことに怒った生徒たちによってイトナは奪還されてシロは撤退する。そして寺坂グループの尽力によってイトナはE組に心を開き、触手を除去することに成功した後E組に迎え入れられる。
殺せんせーが木村正義の問題（名前のコンプレックス）を解決した数日後、磯貝悠馬がアルバイトをしていたことが五英傑に知られてしまい、黙認してもらう条件として体育祭の棒倒しでA組と勝負をすることになる。A組は助っ人として外国人4人を研修留学生として投入してきたが、磯貝は殺せんせーの個別授業をヒントにした作戦を展開してこれを撃破し、E組は勝利する。
10月（第95話 - 第110話）
体育祭から数日後、迫る暗殺期限に焦りを感じた生徒たちは岡島大河の提案で暗殺技能向上のため街中でフリーランニングを行うが、岡島が誤って無関係の老人、松方にケガをさせてしまう。これに激怒した殺せんせーは生徒に初となる体罰（触手によるビンタ）を決行し、反省の意味も含めて中間試験までの2週間を「テストよりも優先する勉強をする」としてテスト勉強を禁止し、松方が経営する保育施設を生徒たちで手伝うことを提案する。2週間の手伝いを無事に終えるも中間試験ではE組全員が大幅に順位を下げる結果となるが、唯一上位に食い込んだカルマに触発されて生徒たちは自分たちの力は誰かのために使うと決意し、烏間から新たな体育着を譲り受ける。
レッドアイが死神に襲撃された数日後、烏間の些細な発言が原因でイリーナが行方不明になる事件が発生。その直後死神がE組の前に現れ、イリーナを人質に取っていることを話して生徒たちだけで自身の下へ来ることを要求する。殺せんせーと烏間を欠いた状態で生徒たちは超体育着を着て死神のアジトに乗り込むも罠にかかり捕えられてしまう。一度は脱出に成功するも死神の高度な技術やイリーナの裏切りにより再び捕えられ、さらに救出に来た殺せんせーも捕えられてしまう。しかし死神が生徒ごと暗殺を遂行しようとしていることを知った烏間は死神を止めるべく反撃を開始。烏間の驚異的な実力を目の当たりにした生徒たちは殺せんせーと共に死神に一泡吹かせるために行動を開始し、見事騙すことに成功。烏間は死神と直接対決に臨み、殺せんせーの策で見事勝利した後、死神に唆されていたイリーナとも和解する。この一件を受けて、殺せんせーは防衛省に「暗殺によって生徒を巻き添えにすれば賞金は支払われないものとする」との条件を突きつけるも、既に各国共同で最終暗殺計画の準備が着々と進められていた。
11月（第111話 - 第118話）
殺せんせー暗殺期限が迫る中、E組で進路相談が行われる。そこで渚は自分は殺し屋になるべきなのかを殺せんせーに打ち明ける。殺せんせーは自分自身をもう一度見つめなおすように勧めるも、渚は母親である広海からの進路や生き方の強制に苦しめられていた。渚を本校舎へ復帰させようとする広海がそのことを相談するべくE組を訪れる。出張中の烏間に変わり、彼に扮した殺せんせーが面談に臨むも、広海の本性を知りその申し出を拒否する。それに逆上した広海は渚にE組の校舎を燃やさせようとするが、渚が自らの思いを語った上で殺せんせーを暗殺しに来た殺し屋を撃退する様子を見て、息子が自身と別の存在であることを痛感し、紆余曲折の末E組に残ることを認める。
その数日後学園祭が行われることとなり、大手外食チェーンとスポンサー契約を結んだA組に対抗するべく、E組は山で採れた様々な食材を使用した飲食店を開くことに決定する。文化祭では当初は学秀が芸人やアイドルを呼んだ影響でA組がリードしていたが、以前普久間島で女装した渚に惚れた金持ちのユウジがE組の情報を自身のグルメブログに書き込んだことで2日目には大盛況となる。結果的に自然の生態系が乱れることを懸念した殺せんせーの判断で途中で店を畳むが、それでも全校で3位の売り上げをたたき出した。理事長は学秀が努力を怠ったと批判するが、学秀は弱い相手に勝ったところで強者になれないという結論に辿りついたと理事長に告げる。理事長は学秀以外の五英傑にE組に対する憎悪を植え付け、期末テストは自身が取り仕切ると宣言する。
12月（第119話 - 第141話）
期末試験が近づく中、理事長がA組の担任となるも、E組への憎悪を煽る異様な教育風景に危機感を感じた学秀はE組に「期末テストで学年上位を独占することで理事長の教育方針を壊してほしい」と依頼する。そしてテスト本番では多くの生徒が難易度の上がったテストに苦戦するが、E組の生徒たちは全員が学年50位以内に入ることに成功する。一方でA組の生徒たちに自身の教育方針を真っ向から否定された理事長は思考が暴走し、E組の校舎を半壊させ、殺せんせーに解雇通知を突き付け、互いの命を懸けた勝負を挑んでくる。勝負では当初こそ理事長がリードするも、殺せんせーからE組制度を通して本当に自分がやりたかったこと・成し遂げたかったことを指摘された理事長の心境は変化し、E組の存続を認める。
しかし、冬休み直前、茅野が触手を出して殺せんせーを襲撃する事件が発生。彼女は自分がE組の元担任・雪村あぐりの妹・雪村あかりで姉の復讐のために今まで行動していたことを語り、殺せんせーに対決を要求する。対決では茅野は触手を発火させて殺せんせーを追い詰めるも、渚の秘策の前に我を取り戻す。そして殺せんせーは3月には自分は死ぬこと、そして自分はかつて「死神」と呼ばれていた殺し屋であることを明かし、自分の過去を語り始める。
かつて「死神」として活動していた殺せんせーは、とある仕事で唯一の弟子（E組が出会った死神）に裏切られたことで、天才科学者・柳沢誇太郎が主任を務める研究所にモルモットとして捕らわれてしまった。そこで柳沢の「人体で反物質を生成する」研究の実験体として実験の日々を送ることになる。そんな中E組の前担任である雪村あぐりと出会う。当初は実験とあぐりを利用して脱走を計画していた死神だったが、あぐりと接するうちに心境に変化が生じ、徐々に彼女と心を通わせていく。しかし実験の影響で死神の手足は変化して触手と呼ばれるようになる。3月になると月で同じ実験をしていたマウスが月ごと爆発したことで実験の欠陥が明らかになり、柳沢は殺せんせーを始末しようと行動を開始する。当の殺せんせーはこれを期に反物質の力を開放して脱走を図る。その圧倒的なスキルと触手に警備員がなすすべなく倒されていく中、彼を止めようとしたあぐりが触手地雷に貫かれて致命傷を負ってしまう。自分の力を後悔した死神は、彼女の最後の言葉を実行するために自ら弱くなることを望み、現在の姿となったのであった。
これらの告白を機に、E組の皆は、全ての真相にたどり着き、自分たちの担任教師を実際に暗殺する任務を背負っているという事実に直面してしまう。その結果、冬休み間はE組からの暗殺を誰一人として実行できなかった。
1月（第142話 - 第153話）
冬休みに誰一人暗殺を実行できないまま、遂に3学期を迎えたものの、E組の雰囲気はいつになく気まずくなっていた。殺せんせーの正体を知ったことで自らの殺し屋としての過去を内省したイリーナは、担任を殺しあぐねている生徒たちに、きちんと自分の気持ちと向き合うように諭す。そこで、殺せんせーを殺したくないという気持ちを固めた渚や一部のE組生徒は、彼の生命を救い出す方法を考え始めるが、中村など一部の生徒が渚たちの考えに真っ向から反対する考えを示す。渚は何とか説得を試みるも、暗殺を続けたい一人であるカルマとE組以前の擦れ違いも重なり口論の末暴行沙汰に陥りかける。そこをことの張本人である殺せんせーが殺す派と殺さない派のサバイバルゲームで決着を付けることを提案し、提案に乗ったE組は両陣営互いのスキルを生かし壮絶な消耗戦を展開する。最後は渚とカルマの一騎討ちの末渚たち殺さない派が勝利し、1月の間は殺せんせーを助ける方法を模索することに決定する。
律の調査により国際宇宙ステーション（ISS）で反物質に関する研究が行われていることを知ったE組一同は、そのデータを知るべく殺せんせー発案の潜入ミッションを実行する。ロケットにダミーの人形にすり替わる形で乗り、ISSに潜入した渚とカルマは宇宙飛行士たちと親睦を深めてデータの入手に成功。帰還後に解析を行った結果、殺せんせーが地球ごと爆発する可能性は1%以下と判明する。しかし教師として生徒たちの願いを一時は聞き入れていた烏間は、殺せんせーが危険生物であることと防衛省の考え上暗殺依頼が撤回される可能性は低いと告げる。これを機に渚たちは暗殺への考えを改め、もう一度正面から暗殺の任務と向き合った末に、E組全員で卒業までは任務を続けることを誓うのだった。
2月（第154話 - 第163話）
本格的に受験シーズンが始まり、竹林が第一志望校に不合格となるも殺せんせーの助言とE組での経験から立ち直り、渚は補欠合格となるも将来の目標を明確にし始める。
バレンタインでクラスの男女の仲が深まりつつある中、柳沢と二代目「死神」が殺せんせー暗殺に向けて動きだし、超国家間でも大規模な最終暗殺計画が着々と進められるなど世界が殺せんせー暗殺に向けて動き出していた。
E組が政府に雇われたホウジョウと接触した後、行方不明となっていたイトナの父が現れ、生徒全員の進路が決まりつつあった。
3月（第164話 - 第178話）
E組全員が第二志望内で高校に合格し、E組専用の卒業アルバムが殺せんせーにより撮影される。撮影後の夜、遂に各国家間による最終暗殺計画が始動する。暗殺兵器「天の矛」「地の盾」により殺せんせーは完全に旧校舎に閉じ込められ、世間に暗殺と殺せんせーのことが事実と異なる形で報道される事態が発生。学校へ向かおうとした生徒たちは自衛隊とマスコミに取り囲まれる事態に陥り、辛くも逃げ延びるも情報を集めようとした行動を危険視した政府によって捕えられてしまう。生徒たちは暗殺作戦中止を懇願するも、殺せんせーの人間だったころの所業や地球爆発の危険が0%でないことを考慮すれば容認できないと跳ね除けられてしまい、暗殺終了まで監視下に置かれ軟禁状態に置かれることに。生徒たちは烏間の言葉と情報を受け冷静さを取り戻し、自分たちに出来ることを考えることにし殺せんせーに会うための作戦を立てる。そして天の矛発射当日、イリーナの協力で脱出に成功した生徒たちは警備の目を掻い潜り裏山に侵入、ホウジョウ率いる傭兵部隊「群狼」を撃破し、さらなる連携でホウジョウを戦闘不能に陥らせ見事殺せんせーの下へ辿り着くことに成功する。
生徒たちは殺せんせーに何とかして逃げようと提案するも、殺せんせーは自分の危険性や世界中の英知を結集した今回の作戦は完璧であったと納得のいかない生徒たちを諭した。そして中村が持ってきていた殺せんせーのバースデーケーキを囲み束の間の平穏が訪れたが、柳沢と触手生物化した二代目「死神」が現れ、そのまま戦闘に突入。殺せんせー超過の能力を発揮する二代目と自らの体内に触手を埋め込んだ柳沢の猛攻に劣勢に立たされる殺せんせーだったが、二代目の攻撃から殺せんせーを庇った茅野が胸を貫かれて絶命してしまう。殺せんせーは全ての感情を込めたエネルギー砲で二代目を攻撃し因縁に決着をつけた後、1年間磨き続けた力を使い茅野を蘇生させる。
全てが片付いた後、E組はレーザーが発射されることを知った上であえて自分達の手で殺せんせーを殺すことを決意する。一同の同意の元、渚が殺せんせーに止めを刺し、涙ながらにE組は暗殺教室を卒業した。
卒業式を終えた後、余波でE組制度は廃止となり理事長は学園の経営を手放すこととなる。E組は支払われた賞金を学費と将来の頭金、わかばパークなどへの寄付、「とある物」の購入に使い、残りの賞金は政府へと返還する。一年の象徴であった三日月は徐々に崩壊を始め、元の球形へ戻ろうとしていた。
7年後（第178話 - 第180話（最終回））
生徒たちはそれぞれの道を歩みつつも、賞金で買い取った「とある物」である裏山の旧校舎に度々集い「手入れ」を行っていた。高校で不良たちを相手に、E組での経験を活かし授業を始める教育実習生となった渚の姿で物語は幕を閉じる。

## 登場人物
声の項は、アニメ版 / ジャンプ・スーパーアニメツアー2013版 / VOMIC版の声優の順。1人のみの場合はアニメ版の声優を示す。演の項は実写映画版でのキャスト。3年E組の卒業後にあたる将来の進路や登場人物のその後については原作最終話及び「卒業アルバムの時間」に描かれた。

### 主人公
殺せんせー（ころせんせー）
声 - 福山潤 / 関智一 / 小野坂昌也
演・声 - 二宮和也
本作品の主人公。「殺せんせー」は茅野が「殺すことができない先生」という意味でつけたニックネーム。月の7割を爆破して常時三日月の状態にしたと自ら語った上で、「1年後に地球を爆破する」と宣言している。3年E組の暗殺対象。
ある女性（後述）との約束で椚ヶ丘中学校3年E組の担任と授業を受け持つことになり、英会話（イリーナ）と体育（烏間）を除く全教科を担当。授業中はアカデミックドレスを着用し、三日月が刺繍された巨大なネクタイを着けている。
丸顔で何本もの触手を持つ正体不明の生物で見た目は黄色のタコに近い。普段はニヤリとした表情を浮かべている。笑い声は「ヌルフフフ」で、狼狽したり驚いたりするときには、「にゅやッ！」という独特の奇声を発する。
体は炭素化合物と珪素化合物のハイブリッド結合で出来ている。国が開発した対先生用の特殊な物質で触手にダメージを与えることが可能だが数秒で再生・回復する。しかしこの再生はかなりのエネルギーを消耗するため行った直後は動きが鈍くなる。その他にもいくつか弱点が存在し、潮田渚によってリスト化されている。さらに、ネクタイの真下には急所である心臓が存在し、そこに攻撃を当てれば一発で絶命する。
普段は慇懃無礼な口調ながらも物腰が柔らかく、E組の生徒たちに対しても基本的に丁寧な態度で接し一人一人への気遣いも見せる。ただし、道を外れた行動をとる者に対してはド怒り状態になって憤慨する。また、自分の教え子に対して危害を加える人間にも激しい怒りを見せ、必要に応じては触手を用いて制裁を下す。
趣味は暗殺者への報復としての「手入れ」で、対象は人の心身・物品にまでおよぶ。どんなに精密な作業も一瞬のうちにやってのけることができ、暗殺決行中に攻撃を避けながら手入れすることもたびたびある。
正体は「死神」という通り名を持つ殺し屋であった人間の男性。柳沢が主任を務める研究所での実験の結果、異形になってしまった。そこで出会ったE組の前担任である雪村あぐりが自身の暴走の結果致命傷を負ってしまったことから、自身の体を誰かを助けるために変化させなかったことを強く後悔し、彼女の最後の言葉を実行するため「弱くなりたい」と願い、現在の姿となってE組の前に現れた。トレードマークであるアカデミックドレスは、変異する際に潜んでいた山で見つけたカラムシの糸を編み込み、炭で染めて自作した物で、ネクタイは「出会って一年の記念日」としてあぐりからプレゼントされたもの。
最期は生徒たちの手によって地面に押さえられ、28人全員の出席を取った後、渚の対触手ナイフにネクタイごと心臓を貫かれ消滅した。
消滅前に生徒一人一人に卒業アルバムとアドバイスブックを残しており、生徒たちはそれぞれそのアドバイスを参考に後に順調に志望の進路へ進んでいる。E組の意向で墓は作られず、成功報酬300億円の一部で購入された旧校舎周辺の裏山が、「二人（殺せんせーとあぐり）がいつでもいるところ、皆がいつでも帰ってこれる場所」として使われ、元E組生徒によって定期的に手入れが行われている。

### 3年E組
連載開始時の在籍は26人だったが、物語の展開過程で暗殺目的の転入生として律とイトナが加入し、計28名（男子15名、女子13名）で構成されるようになる。
生徒の暗殺タイプは下記の3種類のタイプに分かれているが、転校生である律とイトナは分類されていない。
- 暗殺に積極的な生徒（磯貝、岡野、片岡、木村、倉橋、杉野、前原、三村、矢田）
- 暗殺のサポートに回る生徒（岡島、茅野、神崎、渚、千葉、速水、原、不破）
- 個人主義の生徒（業、奥田、菅谷、竹林、寺坂、中村、狭間、村松、吉田）

本項では各メンバーを分割して記述する。

#### 主要生徒
潮田 渚（しおた なぎさ）
声 - 渕上舞 / 東山奈央 / 山本希望
演 - 山田涼介
出席番号11番。本作品の語り部であり、実質的な主人公。ピッグテールのような水色の髪型をしている少年。
自他共に認めるド草食であり、基本的に器量の良い性格の持ち主。殺せんせーを追い詰めて暗殺する過程で観察力を養い、常に殺せんせーの特徴や弱点をメモしている。身長が低いことが最大の悩みで、賞金を手に入れたら「身長を買いたい」と望んでいる。また、同級生の女子からも女性と見られるほど少女然とした容姿の持ち主でもあり、女装をすると男子に好まれるほどの魅力を持つ美少女になる。しかし当人の精神面は男であり、女子のように扱われることは嫌がっている。同級生や先生をはじめ、基本的に他者からは下の名前で呼ばれているが、これは両親が離縁しているためと、「母と決別した後、父方の名字に戻っても違和感が無いように」するためであると後に判明した。
母である広海からは歪んだ愛情によって生き方や進路・外見を強制されているが憎もうとせず、彼女を危機から救った際に自分の思いのたけを明かし、進路についても文化祭での対話で了承を得た。また、夫婦不仲を堪えかねて妻と離縁した父とは今でも良好な関係を保っている。
成績不振からE組に落とされるが、それ以上に元同級生たちや元担任の大野から掌を返すように見放され、期待も警戒もされず誰にも認識すらされなくなった自分に絶望。劣等感から自身の命さえも軽視してしまうが、それでいて認められた人間が気にくわないという嫉妬の感情も持っている。良くも悪くも一目置かれている殺せんせーを当初は羨んでいたが、殺せんせーへの自爆テロ未遂を経て、劣等感は以前よりは少なくなった。肝心なところでスペルミスを犯す癖があるが、一学期期末テストの英語で学年6位を取っており、二学期期末テストでは総合14位を取っている。
運動能力や戦闘力は高くはないが、鷹岡が見せしめとして提案した対決戦では、烏間から腕利きの生徒として選ばれ「本物の戦闘用ナイフ」を手に取り戦い、周囲の予想を超える暗殺力をもって勝利を収めるなど、「殺気を隠し、自然な体運びで対象に近付く才能」「殺気で相手を怯ませる才能」「『本番』に物怖じしない才能」など暗殺の才能に非常に長けているということが証明される。華奢な印象をかもしだす細身で小柄な容姿も相手を油断させ、才能の発揮に役立っている。暗殺の才能をロヴロも高く評価し、夏休みに特別講師として訪れた彼により猫騙しを応用した必殺技を伝授され、鷹岡に仕掛けられた復讐戦でも再び勝利している。上述した家庭事情に加え「死神」との戦いを経たことで「意識の波長」をハッキリと感じ取れるようになり、完璧とはいえないが死神のスキルの一つであるクラップスタナーを身につけるなど、暗殺に適した数々の才能・技能を持っていることに一時期強い戸惑いを抱くが、母親を殺し屋から守った後に「誰かを守るために使いたい」と考えるようになる。このときから持つようになった暗殺の才能の使い道も相まって、殺せんせーの過去を知った際には殺せんせー暗殺の任務への迷いを経て、イリーナの言葉を機に任務を遂行する以外の選択肢で恩師の命を救う方法を、同様に暗殺の任務に迷いを抱える生徒たちと共に模索しようとする。その過程でE組以前からの擦れ違いを抱えていたカルマと仲違いするものの、サバイバルゲームを通じた語り合いで和解、互いに呼び捨てで呼び合うようになる。
高校受験では、椚ヶ丘超過の難関校である『蛍雪大学付属高校』を受験。結果は補欠合格であったが、繰り上げ合格となる。また、この時期と前後して大学進学後の進路についても改めて考えるようになるが、さくらの言葉により自分が「教師」としての殺せんせーに憧れていたことに気付く。その後、殺せんせーとの最後の面談において「殺せんせーみたいな教師になりたい」と教師を目指す決意を明らかにする。
最終暗殺計画の発動により政府に拘束された際には、烏間の言葉の真意を悟り、自分たちがこれからどうすべきかをE組一同に提案する。脱出後は、広海の了承を得て最終ミッションに臨み、ホウジョウにクラップスタナーを決めるなどの活躍を見せた。最後は一同了承の下、自らの要望で殺せんせーに止めを刺した。後に離縁していた両親は復縁し、一家での生活も取り戻している。
7年後は不良校の「市立極楽高等学校」の教育実習生となっているが、身長は160cmと1cmしか伸びず、外見も髪を切った以外はほとんど変化していない。その見た目から不良たちに舐められていたが、番長の「殺すぞ」という言葉でスイッチが入って豹変し、一瞬で番長の背後をとって喉元に中指を突きつけて不良たちを驚愕させ、E組で培った力を生かして教師への道を進む姿が描かれている場面で物語は終わる。『卒業アルバムの時間』では、その後教育実習での実績を買われ、裏で手を回されてそのまま「市立極楽高等学校」に就職している。また、學峯からも手腕を見込まれて講師のスカウトを受けている。
実写映画版では短髪でナヨナヨした言動をとる少年になっており、B組に幼馴染の斎藤綾香がいる設定が追加されている。
赤羽 業（あかばね カルマ）
声 - 岡本信彦 / 同左 / 島﨑信長
演 - 菅田将暉
出席番号1番。フランクな性格で飄々とした態度の赤髪の少年。インドかぶれの両親がいる。そのため、キラキラネームの持ち主だが、自身の名前が変わっていることは自覚しつつも、親の変わったセンスが子供にも遺伝したんだろうと自身の名前を気に入っている様子。
根は善良な優等生だが、己の「正義」を優先するため他人とぶつかり合うことが多く、作品開始時には、集団リンチを受けていた先輩を助けるために起こした暴力沙汰が原因で停学となっていた。渚の親友の一人で、彼とは3年間同じクラスになっている。喧嘩の腕っ節も強く、暴力的な高校生を倒すほどであるほか、頭が切れ器用なため「凶器やだまし討ちの基礎なら群を抜いている」と渚に評されている。また烏間の防御技術を見て習得し、実戦に取り入れるなど、E組生徒の中でもとりわけ戦闘面のセンスに非常に優れている。その反面拘束したグリップに手痛い仕打ち（鼻穴に辛子やわさびを入れるなど）をしたり、女装した渚を写真におさめたり、「完全防御形態」になった殺せんせーをいじったりと、かなり悪戯好きな面がある。
しかし、他者に対する警戒心の強い一面があり、先述の喧嘩の強さの一因ともなっている。E組に入る以前より渚の暗殺の才能を（明確に「暗殺の才能」と認識してはいなかったが）見抜いており、表面的には良好な関係を保つ一方で警戒心を強めるようになり、停学処分を機に一時期疎遠な関係となってしまう。E組にて渚と再会した後も、表面上は良好な関係を保っていたが、3学期初めに殺せんせー暗殺を続けるべきかどうかの議論が勃発したことで渚への感情を爆発させてしまい、サバイバルゲームで決着をつける一因となる。勝負では暗殺続行派を率いて渚たちを凌駕しようとするも、最終的には渚の強さを認めて自ら降伏し、和解後は呼び捨てで呼び合うようになる。
元々素行不良で、しばしば授業から勝手に抜けてしまう悪癖がある一方、成績は優秀だったため、元担任の大野からは依怙贔屓の対象にされていた。しかし当時のE組の生徒に暴力行為を働いていたA組トップ成績の生徒を大怪我させたことで大野から掌を返すように責められ、彼の保身もあってE組に落とされてしまう。その経緯から教師という存在そのものを不信感から見下すようになり、殺せんせーについても、命よりも精神的に「教師として殺したい」と望んであらゆる手を使って殺そうとする。最終的には崖から身を投げながら殺せんせーを狙うも、殺せんせーの驚異的な能力と教師としての責任感に救われ、殺せんせーに「健康的でさわやかな殺意」と評される明るい表情を見せるようになった。また、出題範囲通知外の設問が含まれる一学期中間テストで学年4位の成績を取った後も、「暗殺に従事している方が楽しい」という理由からE組に残留を望んだ。進路は国政を真に動かしている存在とみて官僚を目指している。
一学期期末テストでは生来のサボり癖と慢心から努力を怠った結果、得意科目だった数学の学年順位が2位から10位に落ち、学年順位も総合4位から13位にまで下がるという挫折を味わう。それにより敗北者の立場を知ったことで精神的成長を遂げ、普久間島では「相手を侮らず、敬意を持って警戒する」隙のなさでグリップとの戦いに勝利する。二学期中間テストでは学秀と1点差で学年2位、同期末試験では学秀を抜いて全教科で満点を取り、学年1位となる。
高校受験では、「追い出したと思った奴が戻ってきて自分たちの上に立たれるという本校舎の雑魚共の屈辱的な顔を3年間拝めることと、椚ヶ丘よりも学力の高い学校は多いが個人の学力で勝負して面白そうなのは恐らく学秀くらいしかいない」という理由から外部試験で椚ヶ丘を受験し合格する。
最終暗殺計画に際してのE組の最終ミッションでは、自らの要望によりクラス全体の指揮を担当。「使えるものは何でも使う」戦略で、「群狼」を終始圧倒することに成功した。
椚ヶ丘高校では1年次から学秀とトップ争いを繰り広げ、7年後は国家公務員試験に合格し、経済産業省で研修を行う模様。髪型が変わり、身長も185cmまで伸びている。
茅野 カエデ （かやの カエデ） / 雪村 あかり（ゆきむら あかり）
声 - 洲崎綾 / 竹達彩奈 / 大地葉
演 - 山本舞香
出席番号7番。陽気な性格の美少女で、E組担任教師に「殺せんせー」のニックネームを付けた本人。
渚とは席が隣同士ということもあって関係は良好。E組女子の中では唯一、渚から呼び捨てで呼ばれている。貧乳であることに強い劣等感を抱いているためそれらの話には敏感であり、賞金を手に入れたら「筋肉でもいいから胸囲を買いたい」と望んでいる。そのこともあって水泳に強い苦手意識を持っており泳げない。巨乳に憎悪を抱いているものの、矢田に関してはリゾート回で彼女が独自に築いた技術力を目の当たりにして心を開き対象からは除外している。また、体形の近さから子供の心の掴み方もうまい。プリンを初めとした大の甘いもの好きで、ケーキの飾りは最後に食べるタイプ。暗殺に関しては通常はサポートに徹している。プリンを使った暗殺作戦では暗殺用プリン作りの指揮を執ったが、後にこれは本来の目的を隠すためのダミーの暗殺であったことが判明する。
3年時に他校から転入し、そのままE組落ちとなったため、当初は問題児であるカルマの存在や、入学式で悪目立ちした木村の本名を知らなかった。修学旅行の際に神崎と共に不良グループによる拉致被害に遭ったが、この際神崎の過去を知ったことを切っ掛けに神崎とは打ち解けた間柄となっている。
その正体はE組の前担任・雪村あぐりの実妹であり、かつて「磨瀬 榛名（ませ はるな）」という芸名で席巻し、現在は事務所の意向で長期休業中の元天才子役の「雪村 あかり（ゆきむら あかり）」。「茅野カエデ」という名前はかつて自身が出演したドラマの没となった役名を流用した偽名。本来は黒髪で少しウェーブのかかった髪型だったが、正体を隠すため現在の緑色のツーサイドアップの外見となっていた。姉が手伝いに行っている研究所を訪れた際に触手の怪物が姉の血を弄ぶ場面に遭遇してしまう。現場で発見した触手の種とそのデータ、怪物の書き置きなどの僅かな情報を頼りに姉の仇討ちを決意し、住民票を偽造して椚ヶ丘中学校3学年に編入、さらに理事長室の備品を故意に破壊することでE組に落とされるよう仕向けている。その後は自らに触手を移植し、暗殺決行の時まで正体を隠すため、偶然隣の席になった渚の印象を際立たせることで自身をクラスに同化させていた。約1年に及ぶE組での殺せんせーと過ごした日々から姉殺害に関して疑念を感じたものの、膨れ上がった触手の殺意に押し負けた結果、冬休み直前に温存していた触手を解放して殺せんせーを急襲した後、自身の正体と目的をE組の生徒たちに明かして殺せんせーに一騎討ちを挑む。1年近く触手の拒絶反応に苛まれていたことで心身共に限界寸前だったが、己の生命力を与えて着火した触手で戦って殺せんせーを追い詰める。その代償として触手の暴走を招き生命の危機に瀕したが、渚の秘策としての口づけで絶頂に達し失神した隙に触手を除去され、危機を脱する。その後は誤解に囚われていた自分を深く反省し涙ながらに改心し、2週間の入院を経て復帰する。前述の口づけで渚に心を奪われると共に、E組一の殺し屋は自分では無く渚だと認識し、徐々に異性として意識するようになる。バレンタインでは、彼への本心を隠せずに縮こまるほどに意識していたが、渚の将来を応援することを決意する。
触手があったころはE組内では勉強面でも運動面でも目立った部分はなかったが、元々は転入試験で椚ヶ丘に楽に合格できるほどの学力を有しており、役者業で鍛えていた事もあって岡野以上の身のこなしができるなど、様々な面で非常に高い能力を持っている。ただし、巨乳へのコンプレックスは触手の影響で増幅されてこそいたが姉の影響で元から持っていた模様。クラスメートとの接し方についても、触手があった時は渚や杉野など一部のキャラクターを除くと女子の場合は「さん」、男子の場合は「君」付けで呼ぶなどやや距離を置いて接していたが、触手が無くなった後は倉橋を「陽菜乃ちゃん」と呼ぶようになっており、徐々に他のクラスメートとの距離も縮めている。本名が明かされた後も作中やE組での名義は「茅野カエデ」のままであり、本人も呼ばれているうちに気に入ったとの理由でこの名前を使用している。
自身が元でE組が真実を知ったことを内心後悔しており、その思いから最終決戦では二代目に単身立ち向かう。二代目の触手に貫かれ一度は絶命するも、殺せんせーの外科手術により蘇生を果たすこととなった。
高校卒業と同時に役者業に復帰し、7年後は朝ドラでスタント無しの演技を行ったりと女優として活躍している。黒髪の長髪に戻しており、身長も157cmまで伸びている。渚との個人的な交流はその後も続いているようだが、渚に会いに行ったら彼の教え子たちも一緒にいたなど、正式に異性として付き合っているわけではない模様。

#### 寺坂グループ
寺坂を筆頭とするE組の同級生の5人組。当初は4人で、殺せんせーに反抗的なグループとしての位置づけであったが、数々の経験を経てクラスと殺せんせーに馴染んでいっている。一学期期末テストでは殺せんせーに一泡吹かせるため協力し、4人揃って家庭科で学年1位を取り夏休みの暗殺に貢献した。9月よりイトナが加わり5人になる。
寺坂 竜馬（てらさか りょうま）
声 - 木村昴 / なし / 小池謙一
演 - 菅原健
出席番号16番。粗暴な性格をした刈り上げが特徴の大柄な男子生徒。
授業態度も暗殺にも不真面目で成績もE組で一番悪く、殺せんせーに対し反抗的な態度を示す数少ない生徒であり、元からいた生徒の中では、殺せんせーとクラスに馴染むまで時間がかかった生徒である。体格の良さもあって、暗殺に消極的なときでも烏間からは本気になれば戦力になると見られており、カルマからも体力と実行力を買われている。
小学生のころから典型的なガキ大将で、体格の良さと粗暴さで弱者を支配し、自分のステータスを保っていた。公立校の中では成績上位だったため進学校の椚ヶ丘中学校に入学するも、入学後はそれまでのやり方が通用しなくなり、クラスでも孤立し学年中の嫌われ者になってしまっていた。E組に落とされて以降再び支配欲に駆られた行動に出るが、殺せんせーの出現により叶わなかったことから反抗し続けていたため、E組の中でも浮いた存在になり、遂にはグループ内の他の3人にも愛想を尽かされてしまう。一時期はその際の疎外感をシロに付け込まれ、彼の暗殺計画にE組を巻き込んで危険な目に遭わせてしまうが、カルマに叱責されたことで深く後悔しながら改心し、カルマの戦術を実行する形で殺せんせーの援護に向かいシロとイトナを撤退させ、結果的にE組に馴染むことになる。このときにシロから渡された金で、殺せんせー暗殺用として警棒型スタンガンを購入する。
普久間殿上ホテルの戦いでは、前述の事件の負い目から、ウイルスに感染していることを隠してミッションに参加。スタンガンを使い、警備をしていた鷹岡の部下を気絶させることに成功する。さらに渚と鷹岡の戦闘においても、激昂した渚に活を入れることで彼の頭を冷やし、スタンガンを投げて渡した後に渚の勝利を見届ける。また、二学期には、イトナが自分同様にシロに利用され見限られた際に、自ら世話を買って出て諭し彼の心を開かせている。
竹林とは確執があったが、竹林行きつけのメイド喫茶に彼と共に入ったことがきっかけで溝を埋めている。また自身もメイド喫茶にはまり、遂には勧誘派になっている。
7年後は根性と体力をとある政治家に買われ、学生の身ながら秘書業務を行っており、卒業後はそのまま採用され、本格的に代議士を目指している。
村松 拓哉（むらまつ たくや）
声 - はらさわ晃綺 / 宮本誉之 / なし
演 - 髙尾勇次
出席番号24番。寺坂の取り巻きの一人で、出っ歯が特徴の男子生徒。
軽い性格をしており、普段はにやけた表情を浮かべている。実家はラーメン屋。E組の男子では料理の腕前は一番であるものの、実家のラーメンは頑固な父の影響で、不味いまま改善されていないため、殺せんせーに経営学を勧められ、将来店を立て直すことを目標にしている。母親がジャニーズファンで、名前の由来は木村拓哉のため、名前に対してコンプレックスがある。
寺坂に黙って殺せんせーの勉強の補習を受けたことで全国模試の成績が上がり、反抗心は薄れていった。それが原因で一時期寺坂と仲違いしてしまうものの、寺坂がシロたちに騙された一件を機に改心したことで関係を修復する。
7年後は家業を継いでいる。
吉田 大成（よしだ たいせい）
声 - 下妻由幸
演 - 長谷川ティティ
出席番号26番。寺坂の取り巻きの一人の男子生徒で、不良気取りでドレッドヘアをしている。
普段は粗野な立ち居振る舞いだが、生来の性格ではないために臆病な一面もある。原とは実家が近く、母親同士の仲が良い。実家はバイク販売店で、自身も実家の敷地やサーキットでマシンを乗り回すほどのバイク好き。
当初は寺坂グループの他の面々同様殺せんせーを良く思っていなかったが、後に同じバイクの話題で打ち解け合い、バイク友達になったことで反抗心は薄れた。それが原因で村松と同様一時期寺坂と仲違いするが、寺坂が改心したことで関係を修復する。
恋愛感情の有無については不明だが、隣の席である神崎の方を向いた時だけ猫なで声になる。また三村に対しても最初は笑い者にしていたが、エアギターの練習をこっそり覗いた結果「実はかなりなエネルギーや努力のある持ち主なのでないか」といった確証を持つようになり尊敬出来るかのような眼差しに変わった。殺せんせーとの和解や一時期仲違いした寺坂との関係修復を経て、少しずつクラスメイトの良さを認めるようになっている。
7年後は家業を継いでいる。
狭間 綺羅々（はざま きらら）
声 - 斎藤楓子 / 坂本あすみ / なし
演 - 大熊杏実
出席番号18番。目つきの悪い黒髪のウェーブヘアの女子生徒。
陰気な雰囲気をかもしており、ネガティブな事象や物の見方で見られる「人間の闇」を好んでいる。子供のころから夜道で会うと恐れられていたらしく、当時のあだ名が「ミス肝試し日本代表」。活字好きで読書と黒魔術を趣味にし、将来は図書館の司書を志望している。脚本作りなども得意だが、心に爪痕を残すブラックでダークな作風である。元々読書好きなこともあって語彙が豊富で、辛辣な表現で言葉攻めをすることがたびたびある。上述の性格になった理由として、気に入らないことがあるとヒステリックになるメルヘン趣味の母親によって今の人格になったと述懐している。
しかし、普段の陰気さと辛辣な言動は裏腹に、クラスメイトとの交流を嫌っているわけではなく、キラキラネームで悩む同じ境遇の木村を励ましたりするなど、面倒見がいい面を併せ持つ。作中の描写でも他の女子との絡みは少なく、女子の場合も敬称なしの苗字で呼んでいるが、ペットのタランチュラが大量の子供を産んで家がパニックになった際は倉橋が助けに行ってことなきを得るなど、女子ともそれなりに交流はあるようである。
寺坂・村松・吉田と同様に殺せんせーへの反抗心を持っていたため、当初より彼らと行動することが多かったが、殺せんせーが積極的にE組の環境改善を行ったことから反抗心が薄らいだ。これが原因で村松や吉田と同様、一時期寺坂とは距離を置くようになるが、彼の改心後は再び行動を共にしている。
7年後は図書館職員になっている。
堀部 糸成（ほりべ イトナ）
声 - 緒方恵美
演 - 加藤清史郎
出席番号28番。律に続き、暗殺目的でE組に送り込まれた男子転校生。
表情を変えることは少なく淡々としたしゃべり方をするが、巨乳やエロ本に目がないなど年相応の性的嗜好を持ち合わせている。登場直後に自らを「殺せんせーの弟」と名乗り「兄さん」と呼んでいたが、自らの髪を部分的に変形させた触手と保護者であるシロの策略で殺せんせーを追い詰めた。
その正体は、シロの改造手術で触手を後天的に得た人間。改造前は「堀部電子製作所」というスマートフォンの部品を手がける町工場を営む一家の一人息子だったが、海外企業に技術者を買収されたことで工場が倒産し、両親は失踪した上、同級生からいじめられるようになり、荒んだ生活を送っていたところをシロに拾われ、触手細胞移植を始めとした肉体改造を施され対殺せんせー用の暗殺戦士に仕立てられた。なお、殺せんせーとの兄弟設定もその過程でシロに刷り込まれたことが端的に明かされている。
シロの改造を受けるまでの経緯から、「力と強さへの執着」が極めて強く原動力となっていたが、度重なる作戦失敗の末、シロに見限られた挙句、精神を蝕んだ触手が暴走し死の危機に瀕する。しかし、殺せんせーとE組の生徒たちに救われ、「力と強さへの執着」や触手からも解放され、改めてE組の生徒として迎え入れられる。その際、特に寺坂グループの面々が尽力したこともあって、E組に入って以降は彼らとつるむ描写が多い。
シロの配下にいたころは触手細胞の影響で知力が低下していたが、元来頭が良く手先も器用で、触手除去と共にそれらも取り戻した。特に家業だった電子工作の技術を修得しており、その技能を暗殺の情報収集などに取り入れている。また、肉体改造の影響で少々筋肉質で、クラス合流後も異様な身体能力の高さを見せるが、その効果は消えつつあると殺せんせーは判断している。
前述の技術でラジコンやドローンを暗殺および情報収集用に改造し、試運転中に女子のスカートの中が見えそうになったことがきっかけで、殺しの他に、エロとものづくりで男子のツボをつかみ、思ったより早くクラスに馴染んでいった。
後に債務整理を終えた父親と再会し、実家の工場を再建する様子が描かれた。高卒後は「経営は吉田や村松を頼ればいい」という考えから工学専念のため進学せず、再建した実家の工場で仕事を行っている。アニメ版では、父親と再会した場面は描かれなかった。
実写映画版では、最初の敗北後、鷹岡の率いる部下の一人として再登場。完全防御形態になった殺せんせーを奪おうと鉄塔の上で渚&カルマと壮烈な戦いを繰り広げ、一旦は彼らを追いつめるものの予想だにしないゲリラ豪雨によって形勢逆転。渚に触手を引き抜かれ、その後は原作通り正式にE組に加わった。

#### その他の女子生徒
実写映画版にて中村、奥田、神崎の3名は渚たちに次ぐ主要生徒として設定された。
岡野 ひなた（おかの ひなた）
声 - 田中美海 / 飛野かなこ / 内村史子
演 - 高橋紗妃
出席番号4番。ショートカットの女子生徒。
ナイフ術の成績は片岡と並び女子一位。大雑把で気が強い性格の持ち主だが、身体能力が非常に高く、暗殺訓練でも意表をついた動きができる。また、元体操部という経験からアクロバティックな動きをしたり、普久間島殿上ホテルの絶壁を軽々と登る、ヤクザ風の男を蹴りの一発で気絶させるなどの柔軟性に優れている。一方で学力はE組内でも低い部類で、女子に限れば最下位である。
前原には以前から好意を持っていたが、当初はE組女子や一部の男子が気付いた程度で本人はうっすらとしか自覚しておらず、前原に至っては全く気付いていなかった。バレンタイン前日に前原にチョコを渡そうとしたが、それを暗殺に利用した彼に怒り、顔にチョコ越しでドロップキックを喰らわせる。翌日、前原が本当に反省したのを機に和解する。
前原からは、全体的にガサツかつ脳筋ですぐ手が出ると評されており、実際怒っている時は（主に前原の）顔面にドロップキックを躊躇なく喰らわせている。その反面、照れると黙り込んでしまうとのこと。
7年後は体育大学でアクロバットのパフォーマンスチームを作り、裏山を練習場所としている。卒業後はパフォーマンスチームを設立し、代表を務めている。
奥田 愛美（おくだ まなみ）
声 - 矢作紗友里 / 荒川美穂 / なし
演 - 上原実矩
出席番号5番。眼鏡をかけた三つ編みの女子生徒。
内気で臆病な性格をしており、クラスメートにも常に丁寧な口調で接する。また、純朴で素直すぎる性格のため、嘘がつけず騙されやすい。眼鏡を外すと「3」の字型の目をしている。
自ら水酸化ナトリウムや強力下剤などを生成できるほど化学の才能に非常に長けているが、その他の科目、特に国語が非常に苦手でE組に落とされた。「標的を騙すため、そして将来的に理科の才能を活かすためにも人に物事を効果的に伝えるための国語力を身につけること」という殺せんせーの指導を受け、それまでよりもクラスメイトとの親交関係を深めるようになった。「怪しげな薬とか作れそう」という理由からカルマに好感を持たれており、最も話しやすい異性として互いに認識している。理科の一学期中間テストで学年17位、同期末テストで1位を取っている。暗殺関連の能力を見ると完全な一点特化型で、化学をはじめとした技術関係以外の能力は全体的に最低水準ではあるものの、得意としている化学は飛び級クラスで烏間曰く自分が教えられる範囲を超えているとのこと。
7年後は医療研究機関で、殺せんせーの活性粘液をヒントにどんな血液型にも輸血できる人工血液を開発している。
片岡 メグ（かたおか メグ）
声 - 松浦チエ / 後藤香織 / 福原綾香
演 - 宮原華音
出席番号6番。責任感と統率力がある端正な顔立ちの女子生徒で、磯貝と共にE組の学級委員を務める。
磯貝と行動を共にすることが多いため、E組では噂の種になりがち。文武両道で人望が厚く、長身で凛々しい性格や立ち振る舞いから、「イケメンのメグ」を略して「イケメグ」というあだ名を持つ。女子人気が高く、未だに女子生徒からラブレターをもらうこともあるが、本人はそのことをあまり嬉しく思っておらず、宝物が「男子からもらったラブレター」であるなど、普通に男子からモテたいと思っている。ナイフ術の成績は岡野と並び女子1位。
その統率力から相手の世話をし過ぎてしまう傾向があり、2年の夏ごろ、泳ぎを教えていた同級生の多川心菜が自らの怠慢が原因で海で溺れて救助沙汰になったことで彼女から逆恨みされ、その償いとして勉強の手伝いを強要させられることになってしまった。その結果自身の苦手科目の成績が低下してE組に落とされ、その後も心菜に勉強の手伝いをさせられていた。しかし殺せんせーの策略で「時にはあえて厳しくすることの大切さ」を学び、彼女を突き放す決断を下した。
バレンタインでは磯貝と磯貝の妹弟のために自転車で往復4時間かけて激安業務用スーパーで購入した大量の徳用チョコレートを渡す。また、その際に磯貝と同じ公立高校を本命にしていることを伝えた。高校進学後は自身と磯貝にそれぞれファンクラブが出来るも、互いに人望があるため、派閥争いに発展している。
神崎 有希子（かんざき ゆきこ）
声 - 佐藤聡美 / 佐藤利奈 / なし
演 - 優希美青
出席番号8番。清楚な雰囲気をした黒髪のロングヘアーの女子生徒。
おしとやかな笑顔が特徴の美少女で、E組きってのマドンナとされており、男子の「クラスで気になる女子ランキング」は第1位とされているが、同性の生徒からも非常に人気が高い。クラスメートの杉野も好意を寄せ告白もしているが、告白されたことにも気づいていない鈍感。
かつては成績優秀な生徒だったが、虚栄心が強い弁護士の父からのプレッシャーなどの家庭の問題に耐えかね、2年生時の夏休みに姿を変えてゲームセンターでの遊びに没頭したためE組に落とされた。そのため当初は「肩書き」による後悔の念を抱いていたが、修学旅行で茅野と共にリュウキが率いる不良グループに拉致され、殺せんせーと渚たちの救助を受けたときの殺せんせーの言葉をきっかけに、「大切なのは中身の自分が前を向いて頑張ること」と気付く。以降は、仕事人間の父に代わって祖母の看病をした経験から介護士を志すようになり、弁護士になることを望んでいた父と進路を巡って喧嘩したり、暴力的圧力に負けずに鷹岡の授業を真っ向から拒絶したりと、芯の強さを見せるようになる。上述の経緯によりゲームに関しては一般的なゲーム機を用いたものに限らず、心理ゲーム、NGワードゲームなど、あらゆるジャンルにおいて滅法強く、成績も比較的優秀である。また、父を始めとする男性からの災難に遭うことが多いため、周囲から「男運が無い」と評されている。
一学期中間テストではクラス女子2位になっており、国語は学年23位。同期末テストでは2位を取っている。
7年後は看護・介護系の仕事に就いている。
倉橋 陽菜乃（くらはし ひなの）
声 - 金元寿子 / 福山綾夏 / なし
演 - 志村玲那
出席番号10番。明るい髪色をした天真爛漫な性格の女子生徒。
分け隔てをしない物腰やかわいらしい顔立ちをしていることもあり、男子の「クラスで気になる女子ランキング」は第3位。イリーナのテクニックを伝授されている女子生徒の一人。高い美術センスを持ち、生物好きなためそれらの知識にも強く、夏休みでは昆虫を捕獲する罠を仕掛けたり、普久間島ではイルカショーの技術を利用した奇襲を行った。烏間に好意を持っており、同じく烏間に好意を持つイリーナのことは応援してはいるものの、2人が親しげにしている場面では涙を流していることが多い。バレンタインではイリーナにチョコを預けて烏間に渡してもらうなど、基本的にはイリーナに烏間を譲るような姿勢ではあるものの、隙あらば略奪すると発言しており、完全には諦めていない。
7年後は農業大学に進学し、裏山の環境を利用し、子供向けの自然体験ツアーを開催している。
中村 莉桜（なかむら りお）
声 - 沼倉愛美 / 田端美保 / なし
演 - 竹富聖花
出席番号17番。金髪ロングの女子生徒。
勝気でさばさばした振る舞いで、時に男子が引くほどの下ネタを繰り出している。しかし、これらの言動はクラスメイトと馴染みたいという願望によるものであり、本質的には他者との和を大切にする生真面目な良識人である。普段のあっけらかんとした態度とは対照的に、時折達観したような考えを見せることがある。英語の成績が非常によく、一学期中間テストでは学年11位、同期末テストでは1位を取っている。
渚を気に入っており、彼にセクハラめいた言動をしつつも友人として気にかけており、彼の家庭事情を知った際には素直に謝罪している。実は渚に対しては以前から恋愛感情を持っていたようだが、同じく渚に恋心を抱く茅野の健気さを目の当たりにしてバレンタインを機に身を引いた。
もともとは小学1年生の時点で6年生のテストを全て満点を取るほどの才女で、「天才小学生」と呼ばれていた。しかしそれゆえに孤立していた過去があり、周囲と同じになろうとして素行不良となった挙げ句成績まで下がったためE組に落とされた。その後「学力向上への願望」と「周囲と同じ目線に立ちたい」というジレンマを抱えていたが殺せんせーによって両立できたことに感謝し、将来は外交官を志望している。
殺せんせーの過去とE組に来た目的を知った後それらを受け止めた上で、当人の望みを叶えるためにも殺せんせー暗殺の任務を続けるべきだと主張し、渚たちの暗殺計画を中断する考えには真っ先に否定的な見解を示していた。
7年後はイギリスに留学しており、帰国後はフリーの通訳として活動しながら外務省中途採用を目指している。
実写映画版では、帰国子女という設定が追加されている。
速水 凛香（はやみ りんか）
声 - 河原木志穂 / 森嵜美穂 / 優木かな
演 - 田中日南乃
出席番号19番。ウェーブのセミロングとまつげが特徴の女子生徒。
手先の器用さと動体視力のバランスが良く、動く標的を仕留めることに優れており、E組の女子の中では射撃術1位。髪形がイリーナと被るのが嫌だったため、球技大会の前後から髪を後ろで2つに束ねるようになっている。普段は口数が少なく、あまり感情を表に出さず、言い訳をしない芯の強さを持つ。しかし、そうした性格が災いして当時の同級生からの雑用強要が原因で成績が低下しE組に落とされ、成績のことで母親との確執も抱えるようになる。
夏期講習では暗殺作戦の失敗に意気消沈するも、ガストロとの戦いで殺せんせーやE組の「仲間」との信頼関係を再認識して自信を取り戻し、戦いを勝利に導いた。以降は少しずつ周囲に表情や自分なりの気遣いを露わにし、その不器用さから一部の男子生徒からツンデレと評されるようになる。また、冷め切っていた母親との関係も、烏間や殺せんせーの立ち回りで徐々に回復の兆しを見せている。
殺せんせーの生死を懸けたサバイバルゲーム編では持ち前の動体視力とバランス感覚で木の上から射撃するという戦略を採り、敵チームを大いに苦しめた。カルマからも「自在に動く移動砲台」として赤チームの要として配置され、渚に次ぐ3人をリタイアさせた。
バレンタインで千葉にチョコを渡していたが、茅野に「本命か義理かもわかんない」と評される。また、猫が好きで、ペットショップで好みの猫にメロメロになっている場面を殺せんせーに隠し撮りされている。
7年後は束ねていた髪を元に戻している。大学卒業後は設計事務所を開設した千葉の下で働いている。
原 寿美鈴（はら すみれ）
声 - 日野未歩 / 山根希美 / なし
演 - 金子海音
出席番号20番。大柄でふくよかな体型の女子生徒。
射撃の成績は女子2位だが、自身はあまり射撃は好きではない模様。「動けるデブ」を自称しており、怒ると寺坂もたじろぐほどの迫力を見せる。家庭科が得意で、女子の中で一番料理がうまく、優秀な専業主婦を目指している。学園祭では山の幸を使ったサイドメニュー作りを担当。料理だけでなく裁縫も得意で、その経験で実はブービートラップ作りにも長けており、サバイバルゲームでは岡野と木村の捕獲に成功している。母的立ち位置からなのか恋心にも敏感で、7年後では茅野にこっそり渚との関係を聞く場面も見られた。
吉田とは実家が近く母親同士の仲もいいため、修学旅行などで同じ班なこともあって寺坂グループからは厚い信頼を寄せられている。「パンは飲み物」だと断言しており、口に咥えたパンを一瞬で胃袋に収めることができる。
大学卒業後に就職した会社で社長から気配りと落ち着きを買われ、社長秘書となる。
不破 優月（ふわ ゆづき）
声 - 植田佳奈
演 - 武田玲奈
出席番号21番。ボブカットの女子生徒。
律の名付け親。父・兄と続く『週刊少年ジャンプ』愛読者で、好きな言葉は「友情」「特殊能力」「勝利」。『ジャンプ』だけでなく『サンデー』や『マガジン』にも精通しており、特にミステリを好んでいることもあって観察眼が非常に鋭く、リゾートでスモッグの正体を看破したり、殺せんせーを連想する連続下着盗難事件で真犯人がいることを予測したりなど、随所でE組のトラブルを解決に導いている。反面、二次元にのめり込みすぎる傾向があり、少々思い込みが激しい一面がある。また、さりげなくステルスマーケティングを取り入れた発言をするなど、メタフィクションな言動を見せる。
マスコミ志望は学歴も欲しいという殺せんせーのアドバイスから、不破の学力超過の高校を受験するようである。
大学卒業後は集英社に就職、少女誌担当となる。
矢田 桃花（やだ とうか）
声 - 諏訪彩花 / 戸田めぐみ / なし
演 - 松永有紗
出席番号25番。ポニーテールの髪型をしている女子生徒。
本来は悪い成績ではないが、病弱な弟の看病でテストに出席できなかったのが原因でE組に落とされた。あまり自己主張をしない控えめな性格だが、器量の良さに加え、胸の大きさがEカップとクラスの女子生徒ではスタイルが良いため、男子の「クラスで気になる女子ランキング」では第2位。社会に出たときに有効なスキルになると考え、イリーナから接待・交渉術を積極的に学んでおり瀬尾・土屋への報復作戦の際の狙撃場所のアパートの確保や普久間殿上ホテル潜入時に交渉術を活用し、作戦をスムーズに進行させることに貢献している。実は胸の大きさにコンプレックスを抱いていたが、イリーナの弟子になってからはそれを克服する。
就職後もその交渉術を活かして活躍している。
律（りつ） / 自律思考固定砲台（じりつしこうこていほうだい）
声 - 藤田咲
演 - 橋本環奈
出席番号27番。暗殺のためにノルウェーからE組に送られてきた人工知能搭載の新型兵器の転校生。
人間ではない機械だが、れっきとした「生徒」として登録されている。「律」は愛称であり、生徒としての登録名は「自 律（おのず りつ）」。劇中で描かれたフリチョフ・ナンセン級フリゲートを始め世界中の科学・軍事技術を集めて作られた等身大の黒い直方体の胴体を持ち、正面にあるモニターには両サイドの長い房を結んだミドルヘアの美少女の顔が映しだされ、人間とも自由に会話が可能。特殊なプラスチックを体内で自在に成形する機能があり、多数の銃火器を成形して攻撃し、そのデータを基に自らを改造して進化していく。「固定砲台」であるがゆえに本体は基本的に教室から動けないが、クラスメイトたちの携帯に自分の端末である「モバイル律」をダウンロードさせることで、間接的ではあるが容易に外出できる。趣味は服オブジェクト制作であり、防寒着やチアガール、スクール水着など、イベントに応じて頻繁に着替えている。
当初は「殺せんせーを殺す」ことしかプログラムされておらず、授業中でもかまわず暗殺を実行してクラス全体に迷惑をかけたために厄介者扱いされ、寺坂によってガムテープで拘束されてしまう。しかし殺せんせーから「E組での暗殺を成功させるには他の生徒たちとの協調が必要不可欠」と諭されて生徒たちと協調するべく、費用は自腹の殺せんせーの手で様々な改造を施され、クラスに溶け込んでいく。翌日開発者の手で強制的に元の状態に戻されたかに見えたが、殺せんせーの手で最初に組み込まれていた「生徒たちと協調するためのプログラム」だけは自らの意志でバックアップしており、機械でも人間と同じ自我を持つ生徒であると認められ、改めてE組の正式な仲間として迎え入れられる。
E組での1年を通して学習・進化を続け、卒業後は本体は解体されるも律自身はネット環境に身を置きさらなる学習を続けている。
にせ律 / 尾長 仁瀬（おなが にせ）
声 - 藤田咲
律の身代わりの少女。
本来は公立中学の女子生徒で、烏間の直属の上司・尾長剛毅の娘でもある。口は固く詮索もしない寡黙な性格。語尾に「ダス」を付ける。律の髪形のカツラをかぶっているのを除けば、細目・ふくれた頬・ニキビの鼻など、モニター・グラフィックの律とは似ても似つかぬ顔付きをしている。
一学期期末テストでは人工知能である律のテスト参加を理事長が認めなかったため、烏間が彼と交渉した上で彼女のテストを受ける代役として連れてこられ、律からネット授業を受けて、テストに参加する。律が機械という事実を学校側に伏せるため、一学期終業式にも同じく律の代役として出ており、二学期期末テストにも参加している。
最終暗殺計画発動の際にはE組の事情を知る者として救援に向かおうとしたものの、父に懇願され諦めることとなった。

#### その他の男子生徒
磯貝 悠馬（いそがい ゆうま）
声 - 逢坂良太 / 上村祐翔 / 本橋大輔
演 - 加藤雄飛
出席番号2番。アホ毛が特徴の男子生徒で、片岡と共にE組の学級委員を務めている。
E組のまとめ役を務める万能な優等生で、度胸と動体視力もクラスでも屈指であり、ナイフ術の成績は男子1位、射撃の成績では2位となっている。男子生徒では整った器量の持ち主であり、貧乏であることを除けば欠点や嫌味なところが全くなく、普段の行動などからクラスメイトからの信頼はとても厚い。家が近所で小学校の頃からの親友である前原とは、公私ともに一緒に行動することが多い。
中一の時に父親が交通事故で他界して以来、母子家庭で暮らしている。アルバイト先の常連客との会話によると、母親の身体があまり丈夫ではない。また、似た容姿をした弟妹がいる。かなりの貧乏であるため、夏祭りで釣った金魚を食用にして調理したり、パン食い競争で余ったパンをもらおうとしたりと、食べ物絡みのことになると周りを驚かせる行動をとることが多い。
家計を助けるために校則違反であるアルバイトをしていたことが原因でE組に落とされた。その後もバイトは続けており、クラスメイトや殺せんせーには黙認してもらっている。一度学秀ら五英傑に現場を見られて退学の危機に陥るが、体育祭の棒倒しにE組として勝利したことで五英傑の黙認も取り付けている。
中間テストではクラスでカルマに次ぐ2位、その内社会は学年14位。アフリカの貧困に共感して調べていた時に殺せんせーに実際に現地に連れて行かれたことでさらに興味が深まり、結果的に一学期期末テストでは社会で学年1位になる。
進学先は家の経済的な理由もあって公立高校を志望しており、片岡・竹林と共に志望校に合格した模様。その後は貯めたバイト代と奨学金で東大に進学、卒業後は財閥系商社に就職した。
岡島 大河（おかじま たいが）
声 - 内藤玲 / 中務貴幸 / なし
演 - 長村航希
出席番号3番。坊主頭の男子生徒。
写真撮影を趣味にしており、将来はフォトグラファーを志望している。顔だけなら二枚目だが自他共に認めるド変態で、夜中の校庭を裸で走り回るほか、それを上回る行為にも及ぶほどエロの話題には敏感である。好みのタイプは巨乳。殺せんせーも巨乳好きであることを利用し、大量のエロ雑誌を用意して殺せんせーを誘き寄せる罠を考案したが失敗している。
普段のスケベな言動で同級生を閉口させることも多い反面、本質的には明朗活発なムードメーカーで、クラス内ではしばしば音頭を取っている。軽率な言動が若干目立つ傾向にあり、他のE組生徒共に禁止されていた市街地でのフリーランニングの訓練を先陣を切って敢行した結果松方を負傷させる発端となってしまったこともあり、以降は態度を改め軽率な言動はとっていない。
高校卒業と同時にフリーカメラマンとなり、7年後は髪を伸ばしている。
アニメ版では社会に強く、クラスメイトに第一次世界大戦に関する内容を教える場面が見られた。
木村 正義（きむら ジャスティス / きむら まさよし）
声 - 川辺俊介 / 橋田旭弘 / なし
演 - 荒井祥太
出席番号9番。短髪をしている男子生徒。
元陸上部であり、100m11秒フラットというE組一の風のような俊足の持ち主。わりと頻繁に風邪もひく。また、モブ並の地味な容姿とは裏腹に、強烈なインパクトのある名前の持ち主でもある。両親はともに警察官で、子供の誕生で舞い上がってキラキラネームとなった。両親に付けられた下の名前に劣等感を抱いているが、両親は命名に迷いはなく、名前にまつわる抗議や不満はとりあってもらえない状況。殺せんせーやクラスメイトには「まさよし」と呼んでもらっていることを「武士の情け」と説明している。しかし病院の診察受付では本名をフルネームで呼ばれてしまうため、病院と聞くだけで動きが止まるほど強いコンプレックスとなっていた。殺せんせーには改名手続きを紹介されつつも、殺せんせーの言葉と作戦を経て「大事なのは名前ではなく、その名前で何をしたか」であることに気付き、名前に対するコンプレックスをある程度克服した。
7年後には警察官になっている。
菅谷 創介（すがや そうすけ）
声 - 宮下栄治
演 - 小澤顧亜
出席番号12番。三白眼で銀髪の男子生徒。
手先が器用で絵や造形の腕が群を抜いており、変装道具製作やメヘンディ、模写などが得意。殺せんせーの付け鼻の改良も行った。2年生の時に芸術面で悪目立ちしたことが原因で素行不良扱いされ、元々成績不振であったことも重なりE組に落とされた。殺せんせーの対応に満足しており、殺せんせーが入ってきた後に得たE組の「自由」を楽しむようになる。
一学期の期末テストでは隣の席がにせ律だったためテストに集中できず、その結果E組内ではクラス最下位になってしまうも、それでも187位中95位と学年内で中位の成績を取る。進路相談では、美術大への進学を志望していることを殺せんせーに話した。
高校は少しレベルを下げて余裕がある所に行くつもりで、殺せんせーに高3の基礎まで教わったため、高校生活は美術スキルを目一杯高めていくつもりとのこと。
7年後は芸術家となっている模様。
杉野 友人（すぎの ともひと）
声 - 山谷祥生 / 本城雄太郎 / なし
演 - 市川理矩
出席番号13番。元野球部の投手の男子生徒。
球速は早くはないが、カーブ・スライダー・チェンジアップを始めとした変化球が得意。明朗かつフレンドリーな性格。渚の親友の一人で、彼からはE組男子内で呼び捨てで呼ばれる数少ない人物であり、行動を共にすることが多い。常に両手首にリストバンドを巻いているのが特徴。神崎に好意を寄せていて告白もしているが、全く気づかれていない完全完結の片思い（7年後にも進展無し）。
元々野球部ではエースだったが、前述の球速の遅さが原因で相手チームに頻繁に打たれるようになり、結果レギュラーから落とされたという経験から投手としての自分に自信が持てなくなる。さらに、渚の情報を頼りに対先生BB弾を埋め込んだボールで殺せんせーに暗殺を仕掛けるも失敗し、以前よりも落ち込んでしまう。しかし、ニューヨークにスポーツ観戦に行って来た殺せんせーの触手を張った指導のお陰で「才能の種類は一つではない」と気付かされ、再び野球に前向きになる。後に市のクラブチームに入団し、高い技術力を習得している。球技大会の後に旧友の進藤と和解し、一学期期末テスト前に五英傑の動きを警告してきた時には、大丈夫なことを伝え互いを健闘し合った。
7年後は変化球を生かして大学野球でエースとなっており、プロからもスカウトが来ている。大学卒業後はそのままプロ入りしている。
竹林 孝太郎（たけばやし こうたろう）
声 - 水島大宙
演 - 吉原拓弥
出席番号14番。丸眼鏡を掛けている男子生徒。
二次元を愛するオタク。普段は無口で影が薄いものの、E組では比較的成績が優秀なこともあって時折クラスの頭脳役として活躍することがある。また、素顔は端正な容姿をしている。寺坂とは確執があったが、彼の改心後は一緒にメイド喫茶へ行くほど仲良くなっている。
実家は代々病院を経営しており、兄2人も揃って東大医学部という家庭である。彼自身も豊富な医療知識を持ち、普久間島ではクラスメイトの応急処置を行っている。しかし、要領が悪く、家族からは「家一番の出来損ない」として期待されず無視され続けたため、「家族に認められたい」という強い想いを持っていた。一学期期末テストで片岡と並んで学年総合7位を取りE組トップになったが、暗殺の授業ではE組最下位など伸び悩んでおり、二学期開始直前に理事長から本校舎復帰の勧めに応じてA組に移籍し、創立記念集会で「E組を侮辱し、E組管理委員会の設立を促すスピーチをする」という理事長の依頼をいったんは引き受ける。しかしE組の生徒たちが自分を心配して様子を見に来てくれたことや殺せんせーに諭されたことで考えを改め、本校舎の授業スタイルへの不満も相まって、自分の本心を全校生徒の前で打ち明け、理事長室から勝手に持ちだした盾を破壊するという故意の不品行をもって、E組に復帰する。その後は新たに導入されることになった爆発物の使用責任者に名乗りを上げ暗殺にも意欲的に取り組むようになり、後に爆発物を用いた活躍が様々な場面で見られ、他の暗殺スキルでもE組上位に入る物が複数見られるようになる。テレビアニメではこれらの経緯がオンエア分では直接描かれなかったが、後にdTVにて全4話各約5分の短編アニメシリーズとして配信された。
高校受験では、国内最難関校を受けるもプレッシャーからマークミスをしてしまい不合格となる。その際に殺せんせーの提案で行われた受験NGワードごっこでは、くどいぐらいNGワードをぶち込まれたことで怒りが頂点に達し、殺せんせーが恐怖を覚えるほどの殺気を放っていたが、逆にそのことで第一志望を不合格になったショックから立ち直った。その後、第二志望であった磯貝と同じ高校に合格したようである。
7年後は医学生となり、医療研究機関で奥田と共に人工血液を開発している。
千葉 龍之介（ちば りゅうのすけ）
声 - 間島淳司
演 - 大岡拓海
出席番号15番。鋭い目付きを前髪で隠している寡黙な性格の男子生徒。
普段は口数は少なく、人前では自分の感情を見せないことが多い。空間計算に長けており、遠距離射撃の腕前はクラス屈指で、E組男子内では射撃術1位。言い訳をしない芯の強さを持つが、自らの目力の強さを気にして、人前であまり感情を見せなくなったため、両親の無理解を受けるようになり、本校舎のクラスでも孤立していた。
夏期講習では速水同様、殺せんせーの暗殺作戦の失敗に意気消沈するも、ガストロとの戦いで殺せんせーやE組の「仲間」との信頼関係を再認識して自信を取り戻し、戦いを勝利に導く。建築士を志望しているため、時に建築様式や建築美術に関する造詣の深さを見せることがある。
大学進学後に見た目のせいで就職活動が難航するが、速水のアドバイスを受けて設計事務所を開設した。
前原 陽斗（まえはら ひろと）
声 - 浅沼晋太郎 / KENN / なし
演 - 岡田隆之介
出席番号22番。明るい髪色に整った容姿をした男子生徒。
行動派でスポーツも万能なため、女子からの人気は高いが、女癖が悪く複数の女子と交際していたり、E組に落とされた境遇を甘んじて受け入れたりするなど、良く言えば大人びたクールな性格、悪く言えばかなりませた考えの持ち主。磯貝とは家が近所で小学校のころからの親友であり、公私ともに一緒に行動することが多い。ナイフ術の成績は男子2位。E組の女子にはほぼ全員声をかけるも全て玉砕したが、「親友への義理」で片岡には声をかけていない。
C組の土屋果穂と付き合っていたが、E組に落ちたことを理由に彼女が瀬尾と二股をかけていたことが発覚すると、果穂からE組であることを逆に見下された上、瀬尾とその友人たちに足蹴にされてしまい人間不信に陥りそうになるほど悲しみ落ち込んだ。しかし、その翌日E組の生徒たちと共に果穂と瀬尾に報復を仕掛けた後に殺せんせーから励まされショックから立ち直る。しかし女癖の悪さ自体は全く変わらず周囲を呆れさせている。
後にE組での日々を経て岡野に興味を持つようになるが、バレンタインの際無断で暗殺作戦に利用したことにより内心前原を想っていた彼女を激怒させてしまう。許してもらうため奔走し、後に和解に持ち込む。
大学進学後はサークル活動に精を出し過ぎて留年するも、そこで得た人脈から大手広告代理店に就職する。
三村 航輝（みむら こうき）
声 - 高橋伸也 / 山口智大 / なし
演 - 三河悠冴
出席番号23番。橙色のマッシュルームカットの男子生徒。
ひょうきんな性格をしており、クラスでは音頭を取ることが多い。校舎裏でのエアギターが趣味だが、クラスメイトには内緒にしており、球技大会の練習中に殺せんせーの囁き戦術で言われたときはかなり赤面していた。実は神崎に好意を持っているが、あまりにも表に出さなさすぎて誰にも気づかれていない。
幼少期よりテレビ番組を好んで視聴している関係上、映像編集が得意で、普久間島では殺せんせーの恥ずかしい映像を記録したフィルムをナレーション付きで編集する。また、映像編集のみならず演出方法に関する造詣も深いため、時折クラスの頭脳役を買って出ており、死神との戦闘では偽装工作の指揮を執っている。
殺せんせーからのアドバイスで、マスコミ志望は学歴も欲しいとのことから無理をしてレベルの高い高校を受験予定。
大学卒業後はお台場のテレビ局に就職する。

#### E組教師
烏間 惟臣（からすま ただおみ）
声 - 杉田智和 / 諏訪部順一 / 鳥海浩輔
演 - 椎名桔平
防衛省臨時特務部所属の男性自衛官。E組に殺せんせーを担任として連れてきた人物であり、殺せんせーの監視、E組と暗殺者の調整やバックアップを行なっている。階級は1等陸佐（映画暗殺教室第1弾より）28歳。
教員免許を持っており、途中からE組の副担任になったが、殺せんせーの存在が機密であるため公的には担任ということになっている。担当科目は体育。科目を建前として、授業では運動のように見せ掛けて暗殺の基礎を教える。常に厳しい表情をしているが、整った容姿をしているため女生徒からは「カッコいい」と評されており、生徒たちとの関係も良好。恋愛に関しては凄まじく鈍感で、イリーナに好意を寄せられていることに周囲が気付いていても分からないほどであり、気付いたあとも仕事を優先している。犬好きだが、その内面に秘められた暴力的な野生の影響で犬の前を通ると死に物狂いで吠えられる。死神が調教したドーベルマンに微笑んだ時も凄まじい威圧感を放っている。
E組における暗殺、教育双方において異常な事態に対するツッコミ役に回ることが多い。殺せんせーのことは「奴」や「おまえ」などの二人称や代名詞で呼んでいたが、彼の最期に一度だけ名前を呼んでいる。
陸上自衛隊第一空挺団→防衛省情報本部統合情報部→臨時特務部という経歴を持つ戦闘のプロであり、殺せんせーには通用しないものの本作品に登場する人間の中ではトップクラスの格闘能力を持つ。作中ではしばしば「人類最強の男」と称されることがあり、世界最強の殺し屋と呼ばれた「死神」との勝負においても、武器を使わない素手での格闘戦では遥かに上回って勝利している。殺せんせーの暗殺の任務が最優先ながらも、受験生でもある生徒たちには将来のためにも普通の学生生活を送ってもらいたいと考えており、国からの命令とE組の環境との板挟みになることもある。
修学旅行の時点で殺せんせーの過去を断片的に知っている描写があるが、茅野の一件からその全てを知った際には言葉を失っている。その後、任務への迷いを経て、殺せんせーを助けたいという生徒たちの要望を教師としては聞き入れたものの、生徒たちに任務を全うさせることに否定的なイリーナに対して、防衛省側の立場としては、殺せんせーの生命と地球を救える方法があっても小さなリスクも看過できない以上は国が一度出した依頼は取り消せないという考えを明確にしている。その後、彼女に殺し屋を辞めて防衛省の諜報部で働き、殺した人間以上の数の人を救うよう勧め、自身との同居を持ちかける主旨の発言をした。
最終暗殺計画発動時には、政府に拘束されたE組生徒と対面。表向きは厳しい言葉を掛けつつも、レーザー発射の時刻や「群狼」などの情報、「生徒たちを信頼し、これからどうするかは任せる」というメッセージを暗に伝えた。その後、イリーナと共にE組校舎に向かい、柳沢・二代目死神との最終決戦や殺せんせーとの別れを見届けた。
7年後は防衛省の室長に出世し、イリーナと結婚している。彼女との間に娘が生まれているが、保育園では逆ハーレムを築いている。顔は出てきておらず、父親と同じく黒髪であるが、性格は母親似の模様。
イリーナ・イェラビッチ
声 - 伊藤静 / 堀江由衣 / 浅野真澄
演 - 知英
殺せんせーを暗殺するために教師という名目で派遣された腕利きの暗殺者。世界を股に掛け、8年間で計11件の暗殺を成功させているという。20歳。スリーサイズはB97 W60 H91。
スラブ系の金髪女性で、日本語と英語も含めて10か国の外国語を操る語学力を持ち、妖艶な美貌と数々の技術を武器にターゲットやその周辺人物と親密な関係になり、色仕掛けで油断させて至近距離で殺害するハニートラップを得意とする。色気をふりまくことを生きがいとしているが、何らかの不運やトラブルでアピールに失敗することも少なくなかった。格闘能力はそれほど高くなく、得意の手段が通用しない人物や素性を知られた相手の前では有効な攻撃ができなくなってしまうことが弱点だが、怒ったときに2挺の（小型ではない）マシンガンを連射するなど腕力は強い。しかし、語学力を始めとした暗殺に役立てるための技能や教養は本人の努力の賜物であり、E組赴任後も対殺せんせー用の自主訓練を行っており、一時的に死神に加担した際はE組生徒を見事な技術で追い詰めている。
民族紛争が激化した国の出身。12歳の時に略奪に来た敵の民兵に家族を殺害され、その際に父親の銃でその兵士を殺害し、敵が去るまで死体と共に地下の蔵に一晩隠れていたという壮絶な過去を持つ。故郷を脱出した際にロヴロに拾われ、彼から暗殺術、ロヴロの妻・オリガから房中術と女性としてのたしなみを教わった。「担任教師を殺害する」任務に関して無邪気な様子の生徒たちに時折複雑な表情を見せ、「殺すことの意味を真に理解しているか」と烏間に問うたこともある。
最初は生徒たちを「殺せんせーを殺すためだけの駒」として冷たく接し、自分の仕事だけを考え、授業もろくに教える気がないというぞんざいな態度をとり、クラスの生徒達からも好かれていなかった。しかし見かねた烏間に諭されてからは素直に態度を改め、生徒たちと親しく接していくようになる。このことから生徒との仲や人気を気にしている節があるが一部の生徒を下の名前で呼ぶなど心の距離は縮まっていき、関係は実年齢が近いこともあってか姉や友人に近い。矢田のように色仕掛けによる交渉術テクニックを教わっている女子生徒もいる。
担当科目は英語だが、受験のための英語は殺せんせーに任せているため、実用的な英会話を教えている。授業内容を始め、コミュニケーション手段は自身が得意とするところのお色気中心である。生徒たちからは苗字を省略する形でビッチ先生と呼ばれており、当初は嫌がっていたのだが、徐々に気にする素振りは見せなくなっている。また、軽口を叩かれてはキレて銃を構える癖をとるなど、子供染みた危なっかしいー面を見せることも多い。その一方、金持ちばかりに近付いて殺してきたせいで庶民的な感覚からは極めてかけ離れており、修学旅行で派手な格好をするなど、たびたび周囲から浮いた行動を取ることがある。
同僚である烏間に仕事を通して好意を抱くようになるなど、E組に来てからは年相応の一面を見せるようになり自身でも驚きつつ楽しんでいたが、反面で自身の生い立ちや生業から戸惑いや葛藤も抱いていたため、「プロ」の責任を優先する烏間や彼との仲をけしかける生徒たちとすれ違いが生じた際は、その隙を狙った「死神」に唆され、E組での自分を否定し彼に協力してしまう。「死神」の計画下で生徒たちを追い詰めもしたが、騒動の中で生徒の発言で考えを改めた烏間と和解。騒動後、本人は生徒を裏切り、殺す可能性があったことを理由にクラスを去ることを考えたが、生徒たちに改めて迎え入れられクラスに復帰する。それ以降は生徒たちに合わせるために服装と髪型を落ち着いたものに変えている。
殺せんせーの過去の告白を受けて、暗殺の任務にためらっている生徒たちに、これまでの暗殺者としての自分の過去を省みつつ、自分の本心と向き合った上で暗殺を続けるかどうか決めるよう助言する。
E組卒業後は烏間の助言で殺し屋を廃業し、彼が室長を務める防衛省の諜報部に転職。同時に烏間と結婚し一人娘を授かっている。結婚後は、烏間との上下関係が結婚前以上に確立されているようで、烏間には逆らえなくなっている。また、烏間との夜の営みは一度も勝てたことが無いようで、悔しい思いをしつつも烏間に逆らえなくなった理由の1つであることが窺える。
雪村 あぐり（ゆきむら あぐり）
声 - 川澄綾子
演 - 桐谷美玲
E組が始まる2学年の3月だけ担任を務めた女性教諭。茅野（あかり）の実姉で、妹とは正反対に巨乳で黒いショートヘアが特徴。専攻科目は化学。優しい性格で生徒たちからもかなり慕われていた。彼らが3年に進級した際には学校から姿を消し、表向きは一身上の都合により退職という扱いだったが、実際には手伝っていた研究所の事故により死亡している。死亡時の年齢は25歳。あかりの仕事関係から気に入ったというブランドの奇怪な柄のシャツを多数所持しており、E組生徒からは酷評され、初対面時の殺せんせー（死神）をも困惑させていた。
元は柳沢の一族が経営するバイオ企業の下請け会社の娘。普段は朝6時から夜7時まで椚ヶ丘中3-Eの教師をする傍ら、夜8時から深夜2時まで研究施設で研究員として働いており、柳沢の要請で研究所に実験台として送り込まれた当時はまだ人間だった殺せんせーの夜間監視役に任命される。柳沢とは見合い相手に当たるが、「従順でそこそこ優秀で死んでも誰も文句を言わないモルモット」という理由で殺せんせーの監視役に選ばれた存在であり、彼からは日常的にDV同然の仕打ちを受けていた。人体実験により異形の姿へと変貌していく殺せんせーを恐れることもなく対等な立場で接し続けたため、当初殺せんせーは彼女を利用して脱走を企てていたが、徐々に心を通わせ、殺せんせーも彼女と接するうちに人との心の接し方を学ぶ。月の爆発を受けて自らの力で暴走を始めた殺せんせーを止めようとするが、柳沢が殺せんせー抹殺用に設置した触手地雷によって重傷を負ってしまう。そして死の間際に殺せんせーに「自分の代わりにE組の教師となり、彼らを導いてほしい」と言い残し、息を引き取った。最終話に殺せんせーと一緒に現れた時に、インナーには地縛霊ならぬ「自爆霊」と書かれていた。
名前と存在が正式に言及される以前から殺せんせーの回想に時折登場していたが、原作で名が明かされていないころに相当するアニメ第1期第1話での役名は女性（回想）になっている。

### 本校舎

#### 生徒
田中 信太（たなか のぶた）、高田 長助（たかだ ちょうすけ）
声 - 後藤ヒロキ（田中）、矢部雅史（高田）
本舎のD組に所属する生徒で共に渚の元同級生。本作品における代表的なザコキャラ。ニキビが特徴の小太りの男子生徒が田中で、眼鏡をかけた細身の男子生徒が高田。二人で行動を共にしていることが多い。ことあるごとにE組に落ちた渚に嫌味を言って粘着しているが、当の渚や別のE組のメンバーからの反撃で返り討ちに遭い、時にはE組のメンバーによって災難に巻き込まれることがある。
なお、キャラブックでは、2人が出会うきっかけについて詳細に描かれており、中学・高校卒業後も交流は続いている。
土屋 果穂（つちや かほ）
本舎のC組に所属する女子生徒。普段はおしとやかにしているが、本性はしたたかかつ強情な性格。過去に前原と付き合っていたが、E組に落ちた前原に見切りを付けていた。それ以後は五英傑の一人・瀬尾と付き合い、当初は二股をかけていたが、前原に二股を知られたことをきっかけに豹変し、手酷く振る。しかしその現場を目撃した殺せんせーとE組の生徒たちから報復を受けて大恥をかかされ、最終的には瀬尾と口論の果てに絶交することになる。しかし、高校ではまた復縁したり破局したりを繰り返している模様。
テレビアニメ版には、尺の都合上で該当エピソードが削られているため、登場しない。
進藤 一考（しんどう かずたか）
声 - 佐藤拓也
本舎のB組に所属する男子生徒。野球部の主将にしてエース。杉野の旧友で、彼からエースのポジションを奪った張本人。スポーツマンらしく熱血で爽やかな性格だが、理事長の洗脳もあってE組に落ちた杉野を見下していた。持ち球はストレートとカーブのみだが、140km/h台を誇る豪速球を投げるため、ほぼストレートだけでエースに上り詰めた実力者。大学入試レベルの二学期期末テストで49位に入るなど学力も高い。
球技大会の「余興」でE組と対決するが、暗殺のための訓練を応用したE組の連続バントプレーに翻弄されてしまう。直後、監督が理事長に交代し、洗脳に近い指導で一時的に勢いを盛り返すことに成功するが、打者目前まで迫るE組の前進守備に思うように力が出せず、結果的に敗北したが、試合後には、杉野と笑顔で雪辱を誓い合い、和解した。
以降は杉野とは良好な関係を保ち、一学期の期末テスト期間直前には棘のある言い方ながらも杉野らE組のことを心配し、A組に気をつけるよう警告した。また、その際の五英傑の説明時にはナレーション口調になり、その後も期末テストや文化祭の直前で状況説明を実況で行うというコミカルな一面を見せている。
卒業後は他の本校舎生徒と異なり椚ヶ丘高校へは進学せず、大学卒業後はプロ野球選手となっている。
多川 心菜（たがわ ここな）
本舎のB組に所属する女子生徒で片岡の元同級生。片岡の腰巾着的存在でもあり、彼女に自己中心的な執着をしている。2年の夏ごろ、片岡に頼んで泳ぎを教えてもらうも反復練習を嫌って、一回練習を受けただけで海に行ったあげく、溺れて救助沙汰になった。以後片岡を逆恨みするようになり、償いとして頻繁に呼び出しては自分の勉強の手伝いをさせていた。それが原因で片岡がE組に落とされた後も手伝いを強要していたが、片岡の身を案じた殺せんせーによって夢の中と思わせられた上でE組専用のプールへ連れて行かれ、水泳の猛特訓を受けたことで見事に泳げるようになって、片岡から切り離される羽目になる。
テレビアニメ版には、尺の都合上で該当エピソードが削られているため、登場しない。

#### 五英傑
成績優秀者が選りすぐられた特進クラスであるA組の中でも、特に成績のいい5人の生徒たち。テストの順位も常に上位で、クラス内では音頭を取る中心メンバーであり仲のいい友人として交流している。全員楽器の演奏も学業の合間に練習し相当な実力で、学園祭ではバンド演奏を行っている。
浅野 学秀（あさの がくしゅう）
声 - 宮野真守
椚ヶ丘中学の生徒会長。理事長の一人息子でもあるが、理事長とは互いに「浅野君」「理事長」と呼び合い、親子を逸脱した険悪な関係にある。全国模試1位の秀才で、一学期中間試験でも学年1位であった。また交遊関係も広く、海外に友人が多数おり、その関係で英語・フランス語・ポルトガル語・韓国語を話せる。さらに武道の心得もあり、暗殺の訓練を受けたE組生徒を軽く蹴散らすなど身体能力も極めて高い。
表向きは爽やかな優等生を演じており周囲からの信頼も厚いが、本性は傲岸不遜で腹黒い戦略と支配欲を巡らせており、実の父である學峯さえも自分が支配しようと企んでいる。しかしその内心では家族でも容赦ない制裁行動を取る學峯を恐れてもいる。悪辣な妨害や横槍を得意とする父に対し、自らの人脈や知恵を駆使して真っ向勝負を挑んでくるため敵味方問わず高く評価されている。五英傑含めA組を手駒扱いしているが、A組に対する思いやりは持っている。また、人望もあり、敗北によってむしろ結束は強まっていた。
一学期期末テストでは學峯からの指示でA組の自主勉強会を開いて成績をさらに向上させるよう努めていたが、その一方で學峯が過度にE組に介入していることや不審者（＝殺せんせー）がいるとの噂から學峯が何かを隠していると疑念を抱いていた。その矢先に荒木たちがE組に賭けを持ちかけたためそれを利用し、勝利してE組を自分たちA組の奴隷にすることで隠し事が何かを突き止めて父親の弱みを握り、支配しようと目論んだ。しかし期末テストでは自身こそ学年で総合1位を取ったものの、荒木たち4人が足を引っ張ったため結局はE組との賭けに敗北。そのことで學峯から侮辱されたためE組に敵愾心を燃やすも、体育祭の棒倒しでもE組に敗北したことで學峯からリーダー失格の烙印を押されてしまう。その後、文化祭での経験から學峯の教育方針に疑問を抱くようになり、A組の担任となった學峯のE組への憎悪を煽る洗脳めいた教育方法への危機感から、E組に頭を下げてまでも「父の教育方針を壊して欲しい」と依頼する。その後、二学期期末試験では、「自分の外にも世界がある」と気付いたカルマに順位を抜かれ学年トップの地位を保持できなかった。これを機に真っ向から學峯の教育方針を拒絶し、殴り倒されてしまうが「やっと父親らしいあんたを見れた気がする」ともらす。その後、學峯が殺せんせーの教育方針とE組を正式に認めてからは、冷え切った父子関係が少しずつ改善され、學峯を「父さん」と呼ぶようになる。
殺せんせーの存在が公になったことでE組の秘密を知り、卒業式ではE組に取材を行おうとするマスコミに対し、A組を率いて擁護した。
高校ではカルマとトップ争いを繰り広げ、卒業後はムサチューセッツ工科大学に進学し、シリコンバレーで起業している。
榊原 蓮（さかきばら れん）
声 - 石川界人
生徒会書記を務める、刈り上げた髪型と切れ長の目をした美形の男子生徒。一学期中間試験総合3位。爽やかな性格で、詩人と称されるほどの文才があり、人文系コンクールを総ナメにする実績を誇っている。一方、女子生徒にはキザなナンパ口調で接し、女子との恋愛遍歴は数知れない。実家は資産家で、自宅に友人を集めてパーティーを開いたり、体育祭の打ち上げに高級ディナーを用意するなどしている。椚ヶ丘学園にも多額の寄付をしている功績から校内での地位は高く、学秀に次いで学力も高いため、彼と比較的対等に話せる数少ない人物であり、学秀からも下の名前で呼ばれている。他の五英傑のメンバーや本校舎の生徒とは異なり、E組制度にかこつけた嫌がらせをしたり、直接的な暴言や嫌味でE組を露骨に見下す態度を取ったりすることをせず、本校舎の生徒の中では比較的良識を持ち合わせている。
一学期期末テストでは学秀、神崎に次いで国語で学年3位となる。理事長の指導の影響で、学秀を除いた五英傑のメンバー同様、一時期E組への対抗心を燃やすようなるが、二学期期末テストでは学年総合8位と5位以内からランクを下げ、五英傑の面々では真っ先に、理事長の教育方針を真っ向から否定した。
大学進学時に読者モデルとなるが、女癖の悪さは治らず、それが原因でトラブルを起こすこともあるらしい。
実写映画の一作目では五英傑で唯一登場する。
荒木 鉄平（あらき てっぺい）
声 - 勝杏里
放送部部長を務める、眼鏡をかけた丸顔の男子生徒。一学期中間試験総合2位。両親が新聞社に勤務している影響でマスコミを志望しており、社会科目が得意。普段は気さくで親切な人柄を装っているが、E組のことを見下しており、公衆の面前でE組に嫌味を入り混ぜた嫌がらせを行っている。
一学期期末テストの勉強の際、図書館でE組のメンバーに絡んだが、テスト当日において、社会における学年1位を磯貝に取られてしまう（原作での順位は不明だが、アニメでは学年3位になっている）。その後、学秀や他の五英傑の面々と同様、E組に対して敵愾心を燃やすが、二学期期末試験においてさらに学年順位を大幅に下げ、10位以内から転落する。これにより他のA組の生徒や五英傑のメンバー共々改心して性格が丸くなり、顔つきも以前より穏やかになる。
最終的には新聞社に就職。
小山 夏彦（こやま なつひこ）
声 - 明平鉄平
生物部部長を務める陰気な男子生徒。一学期中間試験総合5位。暗い雰囲気をした風貌に違わない陰険で下劣な性格の持ち主で、厚眼鏡と乱杭歯を晒した下品な笑い方が特徴。徹底した暗記主義者のガリ勉であり、理科の勉強は暗記さえすれば事足りると豪語している。非常に高い記憶力を有しており、一学期中間テストのE組生徒個々人の教科ごとの順位を覚えていたり、文化祭の時には記憶を辿れば呼べる客が1000人はいると豪語していた。中二までは冴えない生徒であり、容姿のことでしばしば他の生徒から粗雑に扱われ、1年のころは同じクラスの寺坂にもこき使われていたが、当時から成績不振に陥っていた寺坂を見下していた。2年の時に学秀と出会ったことを機に現在のような性格に変貌してからは、逆に成績不振者を見下すようになるなど、自分を生まれ変わらせてくれた学秀には強い恩義を感じている。また、作中でも屈指のキモメンだが、現在では五英傑の肩書のおかげでそれなりに女子からモテているらしい。中間試験で自分から4位を奪い取ったカルマに対抗心を抱いている。
期末テストの勉強の際に図書館でE組のメンバーに絡んだが、期末テストでは理科で奥田に抜かれる形で学年3位に落とされる。一方、カルマが自滅する形で順位を落としたことで、雪辱は果たしている。しかし、二学期期末試験にて学年5位以内からさらに転落したことで、他のA組の生徒や五英傑のメンバー共々改心し、性格が丸くなると同時に表情も若干穏やかになった。
大学卒業後は製薬会社に就職し、新薬開発で邪魔となる長髪を切ったことで美に目覚め、歯列矯正やエラ削りまで行っているらしい。
瀬尾 智也（せお ともや）
声 - 髙木俊
生徒会議長を務める分厚い唇が特徴の男子生徒。一学期中間試験総合6位。底意地の悪い性格で口も悪いが、親の仕事の関係でロサンゼルスに1年間住んでいたことがあり、その時に基本的な会話を覚えたため語学力に優れている。しかしケヴィンからは訛りがあると言われ、彼と会話した時には舞妓口調に翻訳されていた。五英傑の中では唯一、学秀のことを呼び捨てにしており、学秀の能力の高さとカリスマ性を認めてはいるものの、他の本校舎の生徒と比較して一歩引いた目線で学秀のことを見ている。
C組の土屋果穂と付き合っていたが、同じく彼女と付き合っていた前原を荒木たちと共に足蹴にした現場を目撃した殺せんせーとE組生徒たちから報復を受けて大恥をかかされ、最終的には彼女と激しい口論の末に仲違いし、破局した。ただし、テレビアニメ版では土屋にまつわるエピソードが省略されているため、1学期期末テストのエピソードまでは登場しない。
期末テストの勉強の際、図書館でE組のメンバーに絡んだが、英語のテストで中村に追い抜かれ学年3位となる。二学期期末試験で学年10位以内を保持できず大幅に成績を落としてしまい、他のA組の生徒や五英傑のメンバー共々改心した際は、性格が丸くなった。
果穂とは高校進学後も破局と復縁を繰り返している。

#### 研修留学生
学秀が体育祭の棒倒しのために呼び寄せた助っ人4人。全員15歳であるが、同年代の生徒たちの倍はある体格を持つアスリートたちである。しかし棒倒しではE組の作戦に翻弄されて最後には敗北を喫することになり、その後、「負けから得るのもある」と学秀を庇ったケヴィンに対して理事長が提案した1対4の勝負を受けた結果、4人まとめて半殺しにされた。テレビアニメ版では、セリフはケヴィンのみに割り当てられ、各自の詳しい描写については割愛されている。
ケヴィン
声 - ロバート・ボールドウィン
アメリカ・テキサス州出身。全米アメリカンフットボールジュニア代表という肩書を持つ。弁当にサプリメントのような薬品を入れて食べるなどの肉体改造を行っている。4人の中では一番学秀と好意的に接しており、敗北を理事長から咎められた彼を庇っている。
カミーユ
フランス出身。フランスの有名レスリングジムの次代のエースと称されている。
ジョゼ
ブラジル出身。ブラジルの世界的格闘家の息子で、4人の中では最も好戦的な性格をしている。体育祭終了後は帰国しており、殺せんせーがブラジルまでサッカー観戦に行った際、テスト問題を作りながら「7対1」と呟いていた場に居合わせてキレかかっていたが、理事長にやられた鼻の負傷がまだ治っていない様子であった。
サンヒョク
韓国出身。韓国バスケ界期待の星と称されており、4人の中では最も大柄である。かつては体の強さは大きさだけだと思っていたが、学秀と会ってそうではないと思い知らされたと話している。

#### 学園関係者
浅野 學峯（あさの がくほう）
声 - 速水奨 / なし / 石川英郎
演 - 日向丈
椚ヶ丘学園理事長を務める男性教諭。41歳。徹底的な合理主義の持ち主であり、創立わずか10年で同校を全国指折りの優秀校にした敏腕運営者。学秀の父親だが、息子に支配者としての英才教育を施し、さらには「父であろうと蹴落とせる強者」であるようにと教えた上でお互いに実践しているため、周囲からは「乾いた親子関係」と見られている。
「5%の怠け者と95%の働き者を作る」という考えを基にした合理主義から、学校全体で意図的にE組生徒を差別して貶めさせることで、残りの優秀な生徒のやる気と才能を引き出すよう仕組んでいる。表向きは柔和な言動を見せ、生徒に分け隔てなく接するように振る舞うが、同時に人を畏怖させる冷徹な威圧感を放っており、校内関係者の中には彼に怯える者も少なくない。この二面性を巧みに使い分けることで、短時間で学力や運動性能を向上させるなど、教育者として非常に高い技術を持っている。また来日した研修留学生4人を一度に相手し瞬く間に倒すなど、戦闘技術も高い。自身が掲げている「E組の生徒をあくまで差別に相応しい対象として存在させる」という運営方法のためには妨害や卑怯な手段も平気で行うが、あくまで教育理念を優先しているため結果的にE組の利益となるような行動にも躊躇はない。
学校設立前は現在E組の教室として使われている旧校舎で開いていた私塾「椚ヶ丘学習塾」で教鞭をとっていた。当時は「生徒を伸び伸び育てる方針」を掲げており、生徒にも慕われ、彼の経歴や実績で開塾から3年が経つころには塾の生徒も増えていっていたが、塾の第1期生の一人「池田陸翔（声 - 山下大輝）」が塾卒業後に学校の部活の先輩から暴行や金品の窃盗などの悪質ないじめを受けて自殺したことから自分の方針が間違っていると思い込み、「例え弱者を踏みつけようと、より社会で強く生きていける生徒を育てる」という理想へと歪んでしまう。それ以降は池田を自殺に追い込んだ者たちをギャンブル中毒の廃人へと言葉巧みに誘導するなど、人を動かすためのあらゆる強さを学び直し、学校設立後はかつての「弱い自分」の象徴だった校舎を弱者への見せしめの場であるE組として利用するようになっていた。前述の椚ヶ丘学習塾の第1期生たちが塾を卒業する際にプレゼントされたネクタイピンを現在でも愛用しており、彼らに対して特別強い思い入れがあることが窺える。
学秀に命じていたE組の追い落としが失敗したため、二学期期末テストでは自身がA組の担任になり、E組への憎悪を煽ることでモチベーションを高めた教育を生徒たちに施し、期末試験の問題も極限まで難しくさせるが、A組生徒全員がE組に敗北し、学秀を筆頭にA組の面々が改心して理事長の教育方針との決別を選んだことで自身の思考が暴走してしまい、E組の校舎を半壊させ、殺せんせーに解雇通知を突き付け互いの命を懸けた勝負を挑む。しかし、殺せんせーとの勝負後、彼の言葉を受けてE組制度を通して本当に自分がやりたかったこと・成し遂げたかったことを自覚し、過去のトラウマと後悔による敗北と弱さへの恐怖心や、勝利と強さに対する病的な執着心から解き放たれ、ようやく殺せんせーの教育方針とE組生徒の努力や強さを正式に認めるようになる。また、これを機に学秀との親子関係にも少しずつ改善の兆しが見え始めている。
殺せんせーの出自に関する意味深な発言をしており、そのことについて口止めされていることを仄めかす発言もしている。また、茅野の正体を知る数少ない人物であり、彼女が直に暗殺に動くことを察しながら成り行きを見守っている。
政府によって殺せんせーならびに暗殺教室の情報が公表された時は大勢のマスコミからバッシングを受けながらも記者会見を行い、そこではあくまで責任転嫁せずに殺せんせーの教育手腕を認める発言を残した。その時あまりにも絡みがしつこい数名の記者に持ち前の洗脳技術で擁護記事を書かせるなど、彼なりの方法で殺せんせーの立場を尊重した。殺せんせーの暗殺後は生徒を危険に晒したとして学園が糾弾されたことにより学校経営権を手放すことになったが、後悔はしていない模様で、一連の事件を知った塾の第1期生の「森（声 - 七瀬彩夏）」と「永井（声 - 工藤雅久）」と再会を果たした。
E組廃止後は再び私塾を開き成功を収めている。また、教師として優秀な実績を出した渚を講師としてスカウトしようとしている。
実写映画の一作目では、原作にあった登場場面は削られて違う場面に変更されており、登場はしたが顔ははっきりと映されていない。
大野 健作（おおの けんさく）
声 - 山本兼平
演 - 吉田鋼太郎
椚ヶ丘中学校の3年D組担任の男性教諭で、渚とカルマの元担任。生徒思いの熱血教師のように振る舞っているが、実際には生徒の成績だけで分け隔てをし、自らの面目のことしか頭にない事なかれ主義の人物。E組に対しても傲慢な態度を取っており、カルマをE組に落とした際「おめでとう」と発言したりと陰険な性格でもある。成績が悪かった渚を粗雑に扱う一方で、好成績を収めていたカルマを依怙贔屓し素行不良な面を黙認していたが、カルマがE組の先輩生徒をいじめていたA組の優等生に制裁を加えたことで一転して冷淡な態度を取るようになり、カルマに教師に対する不信感を植え付けた張本人である。
二学期末のテスト問題作成時にも登場したが、學峯が今までより難易度の高い問題を作るよう全教師に命じると、大野自身も「こんな難しい問題は中学生に出題するレベルではない」と発言し、學峯の考え方に驚愕すると同時にそれまでを超える恐怖を感じていた。
松村 茂雄（まつむら しげお）
声 - 巻島直樹
椚ヶ丘中学校の校長を務める中年の男性教諭。理事長を強く支持していることもあって、他の生徒や教師と同様E組のことを見下している。全校集会ではE組を蔑むための嫌味を織り交ぜた訓話を行っているが、E組が一学期期末テストでA組と競り合う好成績になったため、夏休み前の終業式では少し困惑した表情を見せている。E組制度の廃止後、校長職を解任される。

### 防衛省関係者
烏間 惟臣（からすま ただおみ）
「#烏間惟臣」の項を参照。
園川 雀（そのかわ すずめ）
声 - 不明 / なし / 不明
特務部暗殺サポート班所属の女性。25歳。基本的にE組の教室に顔は出さないが、烏間と同様外部の暗殺者の手引きなどをしている。殺せんせー暗殺後は鵜飼と結婚し、退職して専業主婦となる。
鶴田 博和（つるた ひろかず）
声 - 不明
特務部暗殺サポート班所属の男性。30歳。烏間より上の上司の命令に逆らえず、不本意ながらシロの作戦に加担したことで烏間の怒りを買い、「殺人げんこつ」と称される鉄拳制裁を受ける羽目になる。殺せんせー暗殺後も烏間の部下として働いている。
鵜飼 健一（うかい けんいち）
特務部暗殺サポート班所属の男性。26歳。建築士の資格を持っており、千葉に助言する形で「わかばパーク」のリフォームに協力した。殺せんせー暗殺後は園川と結婚している。
尾長 剛毅（おなが ごうき）
声 - 不明
演 - 中原丈雄
防衛省情報本部の本部長で烏間の直属の上司。59歳。陸上幕僚長から情報本部長という経歴を持つ。よくこそあど言葉を使うため、部下からは陰で「こそあど部長」と呼ばれている。殺せんせーの暗殺には手を焼いており、度々烏間に苦言を呈している。公立中学に通う娘の仁瀬を律の替え玉としてE組に送り込み、仁瀬が律の授業で成績が上がったことに関しては感謝している。ちなみに仁瀬以外に息子もいる。
鷹岡 明（たかおか あきら）
声 - 三宅健太
演 - 高嶋政伸
烏間の補任としてE組に赴任してきた防衛省臨時特務部所属の男性自衛官。舌を出す癖がある。表向きは大男ながらも甘党の温和でお人好しな態度を装っているが、本性は極めて暴虐な人物。教育方針は「恐怖（ムチ）9割、愛情（アメ）1割」で、表向きは部下や生徒たちを「家族」に喩えるも、自身は独裁的な「父親」として振る舞い、逆らう者には徹底的に体罰を加える。この教育方針に基づく訓練により短期間で忠実な精鋭を育ててきた実績を持つが、その性格ゆえ同じ防衛省の者からも「極めて危険な異常者」と見られている。空挺部隊時代の同期で自分よりも優秀だった烏間に対抗心を持っており、烏間からE組の教官の地位と手柄を奪い取って出し抜こうと企んでいた。
赴任当初はE組の生徒たちにも友好的に接していたが、実際には生徒たちも自身が烏間を追い抜くための道具としか見ておらず、後に自分のやり方に異を唱えた生徒に暴行を加えるなど暴力的な本性を表し、生徒たちを完全に服従させるために烏間が選んだ生徒との勝負を提案。渚と勝負をすることになり、彼の表面的な柔弱さを侮り見くびっていたが、予想外の暗殺の才能に翻弄されあっけなく敗北、逆上して渚に襲いかかろうとするが、烏間に力負けしたことで「暴力教師」としての存在意義も完全に失ってしまい、理事長から解雇を宣告され防衛省へ戻ることになる。
E組の教育失敗を受けて上層部からの評価が下がり、同僚からも「自信満々で行ったくせに失敗した」「中学生に対決して負けた」とバカにされて陰口を叩かれるようになり、防衛省内でも立場を完全に失ってしまう。それらが原因で自らの顔面を引っ掻き、傷を付けるという自傷行為が癖になるほど精神的に追い詰められていき、渚やE組全体への逆恨みから暗殺用の機密費を盗んで防衛省を出奔、普久間島での特別夏季講習を舞台として殺し屋を雇い、正体を伏せてウイルスを使った非情かつ卑劣な方法で復讐劇を展開する。殺し屋や直属の部下を倒して自分に辿り着いた生徒たちの前で事実上テロリストとなって正体を明かし、屋上で渚に土下座をさせ、ウイルスの治療薬を破壊した際には渚の顔をみて狂喜した後、渚を完全に屈服させようとしたが、渚に「必殺技」を喰らったことで再び敗れて復讐は完全に失敗し、雇った殺し屋以外の部下共々防衛省に逮捕された。その後は防衛省の独房に収監されていたが、秘密裏に釈放された模様。渚への恐怖が一周回って彼を神格化（なぜか女神）している。

### 学外関係者および暗殺者
レッドアイ
声 - 楠大典 / 三木眞一郎 / なし
演 - 阿部力
サングラスをかけた長身の男性暗殺者。腕利きの狙撃手で、中東の砂嵐の中でも2km先の標的を仕留めたという実力の持ち主。犯罪者だが、無関係者（ターゲットではない相手）を巻き込まず、自分が殺されるかもしれない状況を受け入れるなど、性格は潔い。彼の持つ銃のスコープに映った標的が血で赤く染まらないことはなかったという噂から、「レッドアイ」の通称で呼ばれている。作中では、ボルトアクション方式のライフル銃（スコープ付き）を使用。暗殺歴は8年、過去の殺害人数は35人。また、世界各国の狩猟免許を持っている。
烏間からの依頼により、京都の修学旅行中に生徒の手助けを得ながら殺せんせーを暗殺しようとするが、いずれも失敗してしまい自信を喪失する。その後、存在を察知していた殺せんせーに接触され彼との会話で殺せんせーの教師らしさを知り、自身の無力さを認めて任務を辞退。一つの色に拘らず、様々な色を見ていこうと一人で京都観光を楽しむことにした。しかし秋ごろに死神に襲撃され、一命は取り留めたものの深手を負わされる。その後一時は死線を彷徨ったが若いため回復が早く、椚ヶ丘中の学園祭に訪れた際はE組に仕留めた雉を差し入れした。その後はプロのハンターとして自分の番組を持つほどの有名人となる。
ロヴロ・ブロフスキ
声 - 松山鷹志
「殺し屋屋」と呼ばれる初老の男性暗殺者。59歳。イリーナの師匠で、E組の暗殺者として彼女を日本政府に斡旋した人物でもある。日本語にも堪能。会社員→傭兵→職業暗殺者→暗殺者育成・斡旋業という経歴を持つ。かつては凄腕の暗殺者として名を馳せたが、現在は自身の後継者となる若手の暗殺者たちを育成し、彼らを斡旋することで利益を得ている。現在は暗殺家業を引退しているとはいえ、イリーナを簡単にねじ伏せるだけの格闘能力を誇っている。過去の暗殺人数は191人。弱点は孫であり、孫からは「お人好しなおじいちゃん」と見られている。
E組での教師生活に馴染んでしまったイリーナを見かねて彼女を連れ戻しに来たが、「E組での暗殺は彼女こそ適任」と主張する殺せんせーの提案により、烏間を標的にイリーナと模擬暗殺の勝負をさせられる。予想を上回る烏間の実力を見せつけられ、手を負傷したこともあり殺すのは不可能と判断しイリーナよりも先に脱落した。その後、殺せんせーを殺すための訓練で烏間に不意打ちを食らわせたイリーナの成長を認め、彼女がE組に残ることを許可した。それ以降も生徒たちの知らない所でたびたび殺し屋を送り込んでいたが、存在を察知されて悉く失敗している。
夏休みでは訓練の特別講師としてE組の下を訪れる。その際に手持ちで有望だった殺し屋数名が突然連絡が取れなくなった事実を生徒たちに告げ、渚に「必殺技」として猫騙しを授ける。その後、夏休み最終日に死神に襲撃され1か月の昏睡状態に陥るが、辛うじて一命を取り留める。その後は無事に回復し、椚ヶ丘中学の学園祭を訪れる。殺せんせー暗殺後はイリーナの改心を受けて考え方に変化が生じ、東欧を中心とした人材派遣機関を設立。
シロ / 柳沢 誇太郎（やなぎさわ こたろう）
声 - 竹内良太（シロ）、真殿光昭（柳沢）
演 - 成宮寛貴
「堀部イトナの保護者」を名乗り、対先生繊維で作った白装束に白覆面を着用した本名・素顔共に不明な謎の人物として登場した殺せんせーの宿敵で、「死神」と呼ばれていた人間時代の殺せんせーを現在の触手の化け物へと変えた張本人。そのため、E組の生徒たちが知らされていなかった殺せんせーの様々な弱点や攻略法を掴んでおり、殺せんせーの体にダイラタント挙動を生じさせる圧力光線を放つ小型の銃や麻酔銃などの秘密兵器を白装束の中に仕込んでいる。普段は落ち着いた口調で話し、初対面の相手には穏やかに接するが、本性は傲岸不遜かつ冷酷非道なエゴイストであり、他者全員を自身の目的を果たすための捨て駒としか見ていない。自身の計画においては平気でE組生徒を巻き添えにするなど、自己の目的のためなら他人を犠牲にし、自分の味方を裏切ることに迷いがなく、自ら拾ったイトナも敗北を重ねたことで利用価値がないと判断し切り捨てている。茅野の一件の際、E組の面々の前で初めて変声器を外し覆面を脱いで見せた素顔は、左目にスコープ状のガジェット（圧力光線を放つライトになっている）を装着し、鋭い目つきをしている黒い癖毛の男性である。34歳。
元々は、有名バイオ企業の御曹司として生まれた科学者であり、当時は国を超えた非公式研究組織の主任を任され、生物細胞を利用しての反物質細胞を作製する実験を計画していた。弟子の裏切りで捕縛された「明晰な頭脳に強靭な肉体を持ち、戸籍も無いため死んでも文句を言われない」存在である「死神」を実験素材として入手し、実験の結果、見事に反物質細胞の作製に成功するも、「死神」はその影響で徐々に人ならぬ姿に変貌してしまう。また茅野（あかり）の姉・あぐりとは婚約者であったが、実際には親と仕事絡みによる実質的な政略結婚であり、彼女に対しても、「死神」同様の「死んでも誰も文句を言わないモルモット」としか考えておらず、普段からパワハラ（DV）同然のぞんざいな扱いをしていた。あぐりに目を付けた目的は、自らに欠けている「情熱」を補うべくただ愚直に目標に向かって没頭する彼女の熱を取り込むことだった。あぐりとの関係もあって、彼女の実妹である茅野の兄とも自称しているが、当人からは初対面時より傲岸不遜な本性を見抜かれ、忌み嫌われている。月で同様の実験をしていたマウスが月ごと爆発したことで「死神」を始末しようと目論むも、あぐりからは裏切られた挙句「死神」から反撃を受け、左目を潰されてしまう。これ以降、殺せんせーに対しては自身の研究を台無しにされたことへの逆恨みから激しい憎悪を向け、彼を始末する目的を果たすためだけに奔走するようになる。些細な誤解から殺せんせーへの殺意を抱いた茅野についても、触手による心身への影響を気に掛ける素振りをする一方で、その裏では自らの目的を果たすための駒として利用しようと協力を仰ぐも、当人からは最後まで拒絶され続け、最終的に彼女の改心も相まって、利用することを諦めている。騒動直後に「二代目」なる人物と共にE組の生徒たちと殺せんせーの前に現れ、イトナや茅野を利用した殺せんせー討伐の失敗から「3月までには確実に殺せんせーを殺す」と宣言する。
最終暗殺計画終盤に二代目「死神」と共にE組を急襲し、一同の前で殺せんせーの暗殺を宣言。この時は自身の肉体の主要器官に触手を埋め込み、人間の状態を保ったままで触手生物に準ずる力を入手した状態となった。その力を持って二代目と共に生徒を巻き込むやり方で殺せんせーを攻撃するも、二代目に貫かれた茅野を嘲笑ったことで殺せんせーの逆鱗に触れ、殺せんせーのエネルギー波の余波で吹き飛ばされ、身体に触手を埋め込んでいたことが災いして「地の盾」に叩きつけられ、四肢はちぎれ全臓器に大ダメージを受け生命維持装置無しに生きられない寝たきりとなる。一連の研究も「実用に値せず」の烙印を押されるという、ある意味死よりも悲惨な結末を迎えることとなった。アニメ版と後述の実写映画版ではその後が描かれておらず、生死は不明。
実写映画版では、二代目死神が登場しないため自分自身に触手を注入して巨大化し、ラスボスのキャラクターも担う。演者の成宮は柳沢について「頭がいいあまり、曲がった方向へ行ってしまった悲しいキャラクター」と評している。原作中でも「全ての勝負に勝ってあらゆる敵を蹴落としてきた」（157話）という記述や、自身の体に触手を埋め込んでもイトナや茅野のように副作用に悩まされることなく順応していた描写などから、頭脳だけではなく万能の天才であったことがうかがえる。
スモッグ
声 - 伊丸岡篤
日本出身の中年の男性暗殺者。「毒殺」専門の暗殺者で、毒を噴射するスプレー型の武器を使った戦法を行う。使用する毒はすべて自作であり、洗練された実用性にこだわるあまり、専用の研究室まで作っている。
雇い主である鷹岡の命令の下、ウェイターに扮して普久間島に来たE組生徒に毒を盛ったトロピカルジュースを提供したが、普久間殿上ホテルで潜入した生徒たちに再会した際にその工作を不破に見抜かれ、烏間に麻痺ガスを浴びせるも、彼の常人離れした身体を完全に止めきれず膝蹴りを受けて倒される。鷹岡が倒された直後にグリップ、ガストロと共に生徒たちの前に現れ、今後のリスクを考えて食中毒菌を改良した致死性のないウイルスを仕込んでいたことを生徒たちに明かし、栄養剤を提供する。その後、鷹岡の一件に関して事情聴取を受けるため、他の二人と共にそれぞれ自分なりのエールを生徒たちに残して防衛省に連行される。椚ヶ丘中学の学園祭にも殺せんせーの招待で訪れ、「毒を入れてもうまい」と料理に舌鼓を打っていた。その後も日本に在住しており、奥田とも交流が続いている模様。
グリップ
声 - 村瀬克輝
セミロングのウェーブヘアが特徴的なデンマーク出身の男性暗殺者。素手で窓にヒビを入れる驚異的な握力の持ち主で「素手」専門の殺し屋。「武士の口調になる」という理由で語尾に「ぬ」をつけて話すことから、カルマに「おじさんぬ」というあだ名を付けられる。
普久間殿上ホテルではカルマと対峙し、彼をスモッグの麻痺ガスで騙し討ちするも、それを警戒していたカルマに同じ麻痺ガスを喰らい、寺坂らに拘束される。カルマに手痛い悪戯を受けるが、最終的にはその戦闘能力を認め、防衛省に連行される際にはカルマに励ましの言葉をかけた。椚ヶ丘中学の学園祭にも他の殺し屋同様訪れたが、またしてもカルマのいたずらでワサビ入りモンブランを食べさせられ、再び悶絶する羽目になる。そのせいか殺せんせーの暗殺後は濃い味と鼻腔への刺激が無ければ落ち着かない体質となってしまった。
ガストロ
声 - 子安武人
逆立てた髪が特徴の、フランス出身の長身男性暗殺者。「銃殺」専門の殺し屋。「その日一番うまい銃が一番手に馴染む」という理由で、実弾入りの銃に色々な食材・調味料を付けて咥えながら味わうという奇妙な趣味を持つ。また、銃の調子を味で確認するという特技もある。鷹岡に雇われた殺し屋の中では唯一軍人上がりで、その経験から隠れた敵をその行動まで瞬時に見抜く戦闘の勘を持つ。またアニメでもオートマチックやマシンピストルなど多種多様な銃も所持している。
普久間殿上ホテルではコンサートホールにてマグナムリボルバーと装填用クリップを手にE組全員と対戦。殺せんせーの攪乱作戦と菅谷が作った人形の罠に惑わされ、事前に鷹岡の部下から奪っていた38口径M60リボルバーによる千葉の一発で金具が壊れた吊り照明が直撃し、その隙に速水の一発で自分の拳銃を吹き飛ばされ敗北した。椚ヶ丘中学の学園祭にも他の殺し屋同様訪れ、つけ麺のスープに銃を浸し味わっている。殺せんせー暗殺後は本格的につけ麺屋を開設しようと計画している。
「死神」（しにがみ）
地球上で最高の殺し屋と評される人物。凄腕の殺し屋たちを次々と襲撃していくことから「殺し屋殺し」と呼ばれる。「死神」は仇名で、本名は不明。神出鬼没、冷酷無比で夥しい数の屍を積み上げ、「死」そのものと呼ばれるに至った男。ロヴロが渚に教える形でその存在が初めて語られている。成功した暗殺の難易度の高さから、実は10人ほどいるとも噂されているほどであるが、常に一人で暗殺を遂行する。用途に合わせて人を雇うこともあるが、その者たちは暗殺に関与したことすら知らないという。茅野の一件で自身の過去を打ち明けた殺せんせーの告白により、元々は人間時代の殺せんせーが腕利きの殺し屋として名を馳せていたころの通り名だったことが判明する。
死神（初代）
声 - 福山潤
演 - 二宮和也
殺せんせーのかつての姿。スラム街出身の若い男性。劣悪な家庭環境に生まれ育ち、自然と殺し屋となった過去がある。生まれてから戸籍を与えられなかったため、本名、国籍、年齢共に不明であり、これらについては殺せんせー本人も分かっていない（茅野から今のあだ名をつけられるまで、名乗る名前がないと主張していた理由である）。潜入暗殺のために様々な知識を身に付けているため、日本語はもちろん私立中学の古典問題を作れるほど堪能であり、大学教授に化けられるほどの頭脳を誇っていた。超人的な技能により不可能とも思えるような業績を挙げ、千人殺したあたりで人は彼を「死神」という名で呼ぶようになったという。
あるターゲットの息子から弟子入りを志願され、彼自身も「自分と同じ技能を持つ者がいれば殺しの幅が広がる」と考えたことから弟子に取り、力で抑えつつも彼の望む力を与えることでうまくコントロールしていたが、ある日突然その弟子による裏切りに遭って捕縛され、国を超えた非公式の研究組織に所属する柳沢にモルモットとして連行されてしまう。
それ以降の詳細は「殺せんせー」を参照。
死神（二代目）
声 - 島﨑信長
かつて人間だった殺せんせーの唯一の弟子で、E組が遭遇した「死神」。「死神」としては実質二代目に当たる。猫だましの応用技である「クラップスタナー」をはじめ、すれ違う新幹線の標的を打ち抜く動体視力など超人的な暗殺技術を持ち、短時間で罠を仕掛けたり、犬に銃を撃てるよう調教する指導力も併せ持つ。さらに奥の手として人差し指に仕込まれた極小サイズ（10口径）の仕込み銃から弾丸を対象の骨・筋肉の隙間を通して大動脈に打ち込み、血流圧で裂け目を入れて大量出血を引き起こさせて致命傷を与えることさえもできるが、自分の力を過信する余り時折簡単に隙を見せてしまうなど、若干精神面が未熟な傾向にある。
通常、殺し屋という人種は正面戦闘を得意とはしていないのが一般的であるが、殺し屋にとっては99%必要無いものの残りの1%の標的を倒し損ねるという理由で殺し屋になってまず最初に正面戦闘のスキルを磨いたと語っており、格闘の天才的なセンスを持つカルマを含め、E組生徒たちを一瞬で全滅させたほどの実力がある。ただし、正面戦闘のみの実力で言えば烏間には及ばない。
普段は明るい髪色の若い男性の姿をしているが、変装技術を極めるために顔の皮を剥いでおり、素顔は骸骨のような容姿である。元はごく普通の少年で非常に裕福な家庭で育ったが、全く満たされず、横暴な父親が目の前で初代死神（殺せんせー）に暗殺される場面を目撃してその殺しの技に魅了され、彼に弟子入りし、暗殺者になる。当初は自分のスキルが増えることに喜びを見出していたが、やがて初代が自分を弟子ではなく道具としてしか見ていないと感じるようになり、「死神」の名を受け継ぐために師を裏切った（顔の皮を剥いだのもこのころ）。この段階で師匠のスキルを85%習得、独立後には独自の技術も開発し、「あと10年あれば初代を超えた暗殺者になれていただろう」と初代から目されているなど、殺し屋の素質自体は作中最高クラスである。
ロヴロをはじめ殺せんせー暗殺の障害となる自身の商売敵の殺し屋たちを次々と始末した後に日本に潜入、花屋の青年を装いE組と接触して情報収集を行う。その過程で烏間に振られたイリーナを拉致・教唆して自身の手駒に変え、彼女を奪還するためアジトに乗り込んできた生徒たちも監禁、彼らをエサに殺せんせーを抹殺しようと目論む。当初は様々なスキルやトラップを使用して殺せんせーを檻に閉じ込めることに成功するも、上記の未熟さが災いして、殺せんせーと生徒たちの奇策や烏間との戦闘によって敗北、防衛省に拘束される。その後接触してきた柳沢から殺せんせーの正体が自分のかつての師であることを知り、生まれ変わりながら自らを妨げる彼の存在に殺意を抱き、柳沢と組んで反物質生物への改造を受ける。改造後のデモンストレーションでは一瞬で巨大ビルを砂状に変えるほどの破壊力を示したが、その時点で精神汚染が進み脳波が異常な値を示していた。
最終暗殺計画では柳沢と共にE組の前に現れ、直後に異形の姿に変貌し、殺せんせーに猛攻を仕掛けた。その時点で自らの命と引き換えに殺せんせーの2倍の速度であるマッハ40を叩き出すほどになり、同じく肉体を改造した柳沢との連携と生徒をも巻き込まんとする攻撃によって殺せんせーを追い詰めるも、単身で自身に挑んだ茅野を手にかけたために殺せんせーが放った己が全ての力を乗せた砲撃により柳沢諸共吹き飛ばされた。即死こそ免れたものの、追いかけてきた殺せんせーの持つ対触手ナイフに胸を貫かれ、死に際に「あんたに認めて欲しかった。あんたみたいになりたかった」とこれまで抱いていた感情をぶつけ、殺せんせーから「今なら君の気持ちがよくわかります。”あっち”で会ったらまた2人で勉強しましょう。お互いに同じ間違いをしないように」との返答を受けたのちに消滅した。
なお、名前が判明する以前での初登場となるアニメ第2期第1話では、謎の男という役名になっている。
クレイグ・ホウジョウ
演 - 橋本さとし
刈上げにオールバックの黒髪の長髪、左眼の傷が特徴で、常に不敵な笑みを浮かべている男性。42歳。「神兵」と渾名される最強の傭兵で、凄まじい戦闘力を持ち、地球上のあらゆる戦場で経験を蓄えている。子供のころから眼鏡を外すことを戦闘開始のルーティーンにしている。グリーンベレー→民間軍事会社→フリーランスという経歴を持つ生粋の戦争屋。名前から日系人と推測されるが、出身が日本でないことを除くと詳しい出自は不明。戦闘回数は5000回以上で、傭兵集団「群狼（ぐんろう）」のリーダーを務めており、単独で1000人の敵を蹂躙し、ライオンを素手で引きちぎり、E組の生徒たちを瞬く間に捕えるなど烏間からも「俺より3倍強い」と評されるほどの実力を持つ。またこの他にも万里の長城を7日で走破したり、雄叫びの反響で地形把握が可能と常人離れした能力を持つ。
最終暗殺計画では政府に雇われ、部下を率いて暗躍しており、計画発動後は部下と共に計画遂行の障害となるE組の生徒たちを捕えた。その後脱走したE組と裏山で交戦するが、綿密な作戦を立てたE組に部隊を全滅させられる。自ら直接交戦しようとするも、ルーティーンを行わせない作戦に翻弄され、渚とカルマの連携でダウンし、なおも意識を失わなかったためE組一同の手で念入りに拘束された。
テレビアニメ版では登場せず、裏山での戦闘の相手は自衛隊員になり、ホウジョウの役割は部隊の隊長（声 - 丹沢昇之）が担っている。
実写映画版では、防衛省の司令官として登場する。
ジェス
スキンヘッドに眼帯が特徴の男性。ホウジョウの部下で群狼の小隊長。
カルマからは鷹岡よりも余裕で強いと評されるほどの実力を有しており、最終暗殺計画ではホウジョウと共に政府に雇われ暗躍し、計画発動後は計画遂行の障害となるE組の生徒たちを捕える。
その後脱走したE組と裏山で交戦するも、烏間が生徒たちの実力を過小に伝えていたこともあってあっさりと敗北し、ジェスから「弱虫」などと罵られて腹を立てていたカルマに仕返しと言わんばかりの手痛い拷問を受け、悶絶する。
テレビアニメ版では登場しないが、裏山での戦闘では自衛隊員の一人が同様の拷問に遭っている。

### その他の人物
リュウキ
声 - 樋口智透 / 手塚ヒロミチ / なし
とある不良高の男子生徒で、不良グループのリーダー格。エリートに対して敵愾心を持っており、数々の悪行を行ってきたため犯罪慣れしている。殺せんせーの姿を目撃した人物でもあるが、その素性までは知らずにいる。
修学旅行にて観光していた渚たちを仲間（トシ / 声 - 徳本英一郎、ヒサシ / 声 ‐ 柳田淳一、マコト / 声 ‐ 後藤ヒロキ）と襲撃し、茅野と神崎を拉致して性犯罪を企てるが、駆け付けた殺せんせーと渚たちに制裁され失敗する。その後、E組への逆恨みから復讐しようと学園祭開催中の椚ヶ丘中を訪れるが、創作料理の味に感動し、さらにイリーナの色仕掛けに仲間共々篭絡され、E組の売上に貢献させられることになった。
『名簿の時間』では、その後のリュウキたちの行方が述べられているが、これは他の登場人物の裏設定と同様、今後のストーリーの伏線を暗示するものとなっている。また最終的には京都・奈良・大阪を中心にした観光会社を設立している。
法田 勇治（のりた ユウジ）
声 - 村瀬歩
大物芸能人の御曹司である男子中学生。幼少期の経験から折り紙つきの舌の確かさを持つ美食家であり、金に任せた食べ歩きから信頼性の高いグルメブロガーとしての顔を持つ。しかし、その一方で親の権力や財産を笠に着ることでしかコミュニケーションできない自分に後ろめたさを感じ、年齢に見合わぬ享楽的なパーティーに入り浸り、飲酒や喫煙、さらに違法なドラッグにも手を出していた。
渚たちが鷹岡との接触を目的で来た日に普久間殿上ホテルに宿泊していたが、自分の金目当てで付いてきた同級生の女子が外国人に付いて行ってしまい悶々としていたところに女装した渚に一目惚れし、本物の女子と思い込む。そして彼との対話を機に心を入れ替え、渚の姿を求めて椚ヶ丘中学校の学園祭を訪れ中村に女装させられた渚と再会するが、父周辺の虚飾に満ちた人間関係で培ってきた経験から渚の嘘を見抜き、渚から謝罪を受ける中で彼が男であることを聞かされショックを受けるも、これまでの自堕落な人生を省みる契機となった渚やE組への自分なりの感謝の印として、ブログでE組の模擬店の宣伝を行い、売上に大幅に貢献した。
松方（まつかた）
声 - 廣田行生
保育施設「わかばパーク」の園長である老年の男性。厳格で気が短く、荒々しい口調でしゃべるが、情け深い性格の持ち主。E組生徒が授業以外で使うことを禁じられたフリーランニングを行った際に岡島が起こした事故の巻き添えで、全治2週間の大怪我を負ってしまう。「今回の不祥事は教え子の監督不行き届きから来たもので、担任である自分が謝罪して誠意を見せる」という名目で、殺せんせーが本来禁忌である正体と素性を明かすことになった数少ない人物だが、秘密は明かさずにいる。
回復までの2週間、E組の生徒たちが施設に行き、そこに住む子供たちの信頼を得て、老朽化が激しかったわかばパークを2階建てにリフォームし、自身の全治期間分以上の成果を上げたことで快く送り出した。その後、保育施設の子供たちと一緒に椚ヶ丘中学の学園祭を訪れている。
暗殺完了後、E組から成功報酬の一部を寄付されており、さくらと共に目玉を飛び出させて驚いていた。またE組による改築後はメディアからも取り上げられるようになり、職員も増えて経営は安定している。
鬼屋敷 さくら（きやしき さくら）
声 - 山村響
「わかばパーク」にいる小学5年生（アニメ版では3年生）の女子児童。ませた性格をした少女。クラスメイトからのいじめが原因で2年近くも登校拒否をしていた。
E組の生徒らの来訪当初は小学生離れした毒舌で拒絶するも、渚に勉強をつきっきりで見てもらい、テストで好成績を修めたことでいじめに立ち向かい、E組の生徒らに心を開くようになった。それ以降も渚にたびたび勉強を教わっており、松方や他の子供たちと一緒に椚ヶ丘中学の学園祭を訪れる。渚には少なからず恋愛感情のようなものを抱いている描写が見受けられる。三学期には卒業後の進路に悩む渚に教師の道を示した。
小学校卒業後は椚ヶ丘中学に進学し、7年後は高校生となり、友人と仲良く談笑する姿が描かれている。
潮田 広海（しおた ひろみ）
声 - 三石琴乃
渚の母。表向きはお淑やかな美人。夫（渚の父 / 声 - 野瀬育二）とは離縁しているために別居しており、渚と二人暮らし。普段は温厚だが、気分の暗い時や気に食わないことがあると途端に逆上して怒鳴り散らすヒステリックな性格で、渚には自分の望む進路や言動の強制を迫り、意に添わない素振りを見せると髪を掴み上げるなどの暴力行為を加えることもある。学生時代は勉学に挫折し、憧れの一流大学や名門商社に入れなかったことが強い劣等感になっており、渚に「あなたのため」と言い聞かせながら強圧的に言動を束縛し、自分の思い通りの道を進ませることに執着している。自身が両親に勉強ばかりを強制され、髪型も短髪しか許されないなど容姿を磨けなかったことから、自分の子には思う存分おしゃれを教えたかったという願望を持っているため、生まれた渚が男性であったことに落胆しつつ、長髪や女装を強要し、渚を「娘の代用品」として扱うといった歪んだ愛情と狂気じみた執念は渚に心底から恐れられている。
渚を本校舎復帰させるためにE組担任との面談を希望するも、これに応じ烏間に扮した殺せんせーから、母親として渚に行っていることの愚かさと間違いを指摘され逆上、その後渚にE組校舎への放火を強要したが、渚が自らの想いを告白した上で殺せんせーを狙う殺し屋M（声 - 柳田淳一）を撃退したことで息子の成長を認め、渚の懇願もありE組に残ることを許可する。その後、学園祭に訪れた際、E組に残りたがっていた理由や「我が子と自分は別の存在」である事実を理解したことを告げ、改めて「渚の母親」として見守りつつ息子の希望する道を進ませることを誓い、和解の兆しを見せている。
殺せんせーの存在が公になった際には渚がやろうとしていたことを知るが、自分が正しいと思ったのならその通りにするよう伝えた。そして2月ごろに殺せんせーと接触した夫と改めて話し合いした上で復縁し、再び「家族3人」としてやり直すことを卒業式で渚に伝えた。

### 番外編・メディア化作品の人物
斎藤 綾香（さいとう あやか）
演 - 葵わかな
実写映画版の一作目に登場するオリジナルキャラクター。本校舎のB組に所属する女子生徒で渚の幼馴染み。E組に対する差別に抗ってはいないものの、E組に落ちた渚のことを今でも気にかけている。
プイ（Pui）
『殺たんB』に登場する少年暗殺者。E組の生徒たちと同年代で浅黒い肌が特徴。殺せんせー暗殺のために来日し、E組に訪れて早速殺せんせーに襲い掛かるも失敗。生徒たちには戦争が頻発する母国では学校にもあまり通えず級友たちも死んでいき、暗殺を生業にしているのも貧困状態である家族を養うためであると語っている。暗殺の技術は同じ村出身の師匠から教わったり自分の工夫によるものを得意としているが、英語は先述の経緯もあり文法がバラバラでE組の生徒たちには理解できない言葉に聞こえていた。そのこともあり、殺せんせーの提案により、E組と共に英語を学びながら暗殺させるという条件下で迎え入れられ、特に同じ貧乏であり似た境遇の磯貝とは意気投合する。
家族をある組織に人質にとられ、その組織から3日以内に殺せんせーを暗殺し報酬である100億を要求されたため殺せんせーを狙っていたことが判明する。最終的には殺せんせーが組織を壊滅させ家族を救出したことで彼に感謝と敬意を示し、これからの自分の武器は英語であることを悟り帰国した。
レア
『殺たんC』に登場。北欧の小国・ノルゴ王国の王女で、椚ヶ丘中学主催の英語ディペート大会に参加するために来日した。E組の生徒たちと同じ15歳であるが、ノルゴ王国は大陸の交差点と呼ばれる地域柄紛争が絶えず、母親も元難民であるため国際平和について深く考えている。一方で両親や国民からのプレッシャーに耐えかねて完璧な人物を演じていた。
立場上同年代の友人が少ないため、来日時にはごく普通の中学生と会うのを楽しみにしていたが、自身のエスコート役となった学秀が余りにも完璧すぎたために彼を言い包めてホテルから脱走し、半ば無理矢理に椚ヶ丘市街へ散策に出かける。その後喫茶店で偶然出会ったE組の生徒たちと立場を越えて意気投合する。直後に自身を暗殺しようとする暗殺者に何度も狙われるも、E組と学秀の活躍で全て防衛される。当初は学秀のことは冗談一つ言わない堅苦しい性格だったため「つまらない人」と称していたが、E組と共に行動するうちに徐々に認めるようになり、彼女自身も自分の本心を打ち明けるようになる。
その後E組、学秀、理事長、殺せんせーの協力で暗殺事件の黒幕であったノルゴ王国の駐日大使を糾弾し、事件が解決した後に開催されたディベート大会では周囲が引くほどの論戦を学秀と繰り広げた。帰国前学秀には、彼やE組と再会するべく日本に再訪すると語っている。
ステルド
『殺たんC』に登場。ノルゴ王国の駐日大使であり、紛争に武力介入するかどうかで二分しているノルゴ王国において外交官として紛争介入の裏で暗躍する野望を持っており、平和を唱えるレア王女の存在が邪魔だったことから王女の暗殺を計画した。
黒幕であることを渚と不破に暴かれ拳銃を取り出したが、殺せんせーの「手入れ」により地毛をちょんまげに結われる。
梓（あずさ）
番外編にて登場した、「居酒屋あずさ」を営む盲目の女性店主。夫に先立たれており、現在は一人娘の蛍と2人で店を切り盛りしている。誰に対しても分け隔てなく接するため、殺せんせーや常連の殺し屋たちからは慕われている。
「話すのに都合が良い」という理由で店を会合に使い出したシーカーたちの話を聞き、「自分たちは芝居の練習をしている役者」という殺し屋たちの口実を信じる姿勢を見せている。
実は手術による除去が不可能な悪性の脳腫瘍に侵されており、盲目となったのはその初期症状であった。殺せんせーと初めて会った時点で余命3年の状態であり、亡き夫の借金を1000万円も抱えていた。そんな折にシーカーたちの話を聞き、口実を信じる素振りを見せつつも密かに計画を練り、自分が死んでも蛍が一人で生きていけるだけの資金を残すため闇金の生命保険に加入し、殺せんせーあるいは証文を持つ債権業者のどちらかを道連れに自害する計画を立てていた。闇金業者に拉致されたところをシーカーらに助けられた直後、殺せんせーと2人になったところを狙い自爆を図るも殺せんせーの脱皮により失敗してしまう。しかし彼女の容体を把握していた殺せんせーの「手入れ」という名の触手を用いた手術により腫瘍を全て除去され視力が回復し、最後は殺せんせーに諭され感謝の言葉を口にする。
蛍（ほたる）
番外編にて登場した梓の一人娘。小学生であり、偶然にも渚とよく似た顔つきをしている。そのため殺せんせーも彼女と渚を重ねて見ている。盲目の母が営む居酒屋を手伝っていることから殺せんせーや常連の殺し屋と交流を持つようになる。梓とは異なり殺し屋たちの口実を信じこんでいたが終盤で彼らの本業が別にあることを知る。サラリーマン風の変装をした殺せんせーのことは「タコさん」と呼んでいる。
シーカー
番外編にて登場した、居酒屋あずさに集う殺し屋の一人。元は腕利きの航空管制官だったが、大型旅客機の遭難墜落事故の全責任を負わされ職を追われた過去がある。その後前職の知識に独学を加え、あらゆる目標の「座標」を探り当てる術を身につけそれゆえにこれまで誰も発見できなかった殺せんせーのアジトを独自に探り当てている。前職で失った信用を取り戻すことが出来なかったため殺し屋に身を落としていることを引きずっていたが、梓を助けたことで考え方に変化が生じ新しいことを始めるべく思案するようになる。
マリオ
番外編にて登場した、居酒屋あずさに集う殺し屋の一人。別のマリオを思わせる容姿をしている。元は首相クラスのVIPを護衛する凄腕のSPであり、ヤクザ十数人を瞬殺できる格闘能力を持つ。
チャンタ
番外編にて登場した、居酒屋あずさに集う殺し屋の一人。サングラスをかけた中国風の男性で、語尾が時折カタカナになる。元は警備会社の技術者であり、独自に開発したマスターキーでオートロックを解除する技術を持つ。
アベベ＝ブリティッシュブルドッグ＝ふとし
居酒屋あずさに集う殺し屋の一人。常に鼻くそをほじっており、額に「殺」の文字が刻まれているタンクトップ姿の小太りの黒人男性で、語尾に「っしゅ」と付ける。番外編キャラクター中で唯一本編にも登場しており、二代目死神に拉致されたイリーナの後任候補として登場した際不採用となった姿を見せている。普段はとぼけているがヤクザ相手には経歴の一つ「弁護士」としての腕を発揮し、梓の借金の違法性を法的根拠を添えて真面目に解説し平時の姿とのあまりのギャップに仲間たちをも驚かせた。
ジェローム・マーチ
『殺たんD』に登場。茅野と共演した人気若手俳優。21歳。十代のころからヒット作を飛ばし、明るく奔放なキャラクターも相まって絶大な人気を誇るが、ナルシストで女癖が悪く、共演した茅野を始め卒業旅行で現場を訪れたE組の女子にもナンパを仕掛けていた。またE組とシシ団の戦闘現場に遭遇した際にもモデルガンを手に手柄を得ようと現れるも、ラワンの蹴り一発で倒されるなど、ほとんど活躍しなかった。
事件後に再開された撮影で、緊張の解れた茅野の演技力に驚愕し、自分の未熟さを痛感していた。
ラワン
『殺たんD』に登場。茅野が出演した映画のスタントマンだが、正体は撮影が行われたプノン国では名の知れた盗賊団「シシ団」の頭目。撮影用に現場に運び込まれた国宝級の仏像を強奪するためにスタッフに扮して潜入していた。人質を取るなど卑怯な戦法をとるが、格闘能力も高い。
仏像を盗み出して逃走し、数十人の部下と共にE組と逃走劇を繰り広げ、E組が偶然発見した殺せんせーの隠れ家内まで追撃するも、E組の連携で手下を全滅させられる。直後に茅野を人質に取り、仏像を渡そうとした渚も返り討ちにして逃走を図ろうとするも、E組の連携で逃走を阻まれ、最後は渚のクラップスタナーで倒された。

## 用語
椚ヶ丘中学校（くぬぎがおかちゅうがっこう）
東京都椚ヶ丘市に位置する学校法人椚ヶ丘学園が運営する私立中学校。偏差値は66。くぬどん（声 - 間宮くるみ）というマスコットキャラクターがいる。前身は理事長が開いていた椚ヶ丘学習塾という私塾で、彼の教育方針が徹底されている。アルバイトは校則で禁止されている。
アニメ版ではE組の校舎のある裏山も含め、野球・サッカー・陸上競技用のグランドが一面ずつ、テニスコートが3面存在しているなど広大な敷地を有することが判明している。
殺せんせーの暗殺後は生徒を危険に晒したとして糾弾され理事長は経営権を手放すことになった。
椚ヶ丘高等学校（くぬぎがおかこうとうがっこう）
学校法人椚ヶ丘学園が運営する私立高等学校。偏差値は71。椚ヶ丘中学校本校舎の生徒は無試験で進学できるが、E組生は2学期期末試験終了までに本校舎へ復帰しなければ内部進学できない。ただし、単行本2巻の教頭の台詞によると、本校舎からも他校へ進学する生徒が一定数存在するようであり、本校舎の生徒は原則的に進学するわけではない。
椚ヶ丘中学校特別夏季講習
成績優秀クラスに与えられる特典。毎年夏に沖縄県の離島・普久間島で2泊3日で行われる。ホテルに提携しているサービスなどは全て学校が負担している。実際は余裕のない生徒たちは夏休み中個別で勉強し、余裕のある生徒たちは独自に旅行に出かけるため毎年半数も参加していない講習になっている。
本来は3-Aに与えられるはずの特典だが、E組がA組との一学期期末試験での賭けに勝ったことでE組に与えられている。前述のように毎年半数も参加していない講習ではあるものの、海外旅行へ行けるほど裕福な生徒ばかりではなく、この講習を楽しみにしていた生徒も少なくなかったようで、賭けに負けた五英傑はクラスメートから非難されていた。
3年E組 / 3-E
正式名称は「椚ヶ丘中学校特別強化クラス」。本校舎の他のクラスと異なり、2年の3月から開始される。成績不良と素行不良者で構成される落ちこぼれクラス。しかし本校舎生徒の中にはE組よりも成績が低い生徒が存在する上に、渚やカルマの回想によるとE組行き生徒が出た場合は、元の担任の学校内での評価にも影響が出るため、生徒のE組行の決定は本校舎の教師の裁量が含まれている様子がみられる。教員は主に新人の教師が配属され、一人でほぼ全教科を担当しているが、これは新人教師は総合的に教える力を鍛えられ、落ちこぼれの生徒に使う人件費も削減できるという意図がある。
校舎は椚ヶ丘中学校の古びた旧校舎で、本校舎から1km離れた山の上にある。学食もなく、トイレも汚く、劣悪な環境で勉強させられる上に部活動への参加も禁止され、学校行事も低待遇での参加となる。このことからエンドのE組と呼ばれている。E組の生徒たちは本校舎の生徒や教師から見下されていていじめや嫌がらせを公然とされている。「校内での物理的心理的な差別状況を作り出すことによって『成績が落ちるとE組に落とされる』という危機感を与えることを目的としており、落ちまいと頑張る合理的な仕組みの学校」と作中で説明されている。
E組落ちしても、中間または期末試験で学年50位以内に入る良好な成績を修め、元の担任がクラス復帰を許可すれば本校舎に戻ることも可能とされているものの、先に列挙した環境が条件達成の阻害要因となっているため実現は非常に困難である。E組に流された生徒たちはそのような希望のない閉塞的な状況から、殺せんせーが来るまであまり前向きな学園生活を送っていなかった。ただし、50位以内にわずかに届かなくても生活態度などに極めて優れた部分が認められる場合は優秀生徒と同等の資格を得られるものとしている。
殺せんせーの暗殺後は制度そのものが問題視され、渚たちの代で実質廃止された。その後旧校舎と裏山一帯は生徒たちの希望で殺せんせー暗殺の賞金で買い取られ、定期的に手入れ（清掃）が行われている。
3年A組 / 3-A
成績優秀者が選りすぐられた特進クラス。40人中28人が男子と、他のクラスと比べて圧倒的に男子の割合が高い。特別なカリキュラムが組まれていて授業の進みが速く、基準に満たない成績の生徒は容赦なく下のクラスに転級させられるため、五英傑など一部の生徒を除くと常に勉強に追われる日々を送っている。ただし、E組では1学期にやった範囲を2学期で行っており、ついてこれない生徒を振るい落とすための非効率で無駄に速いだけの授業内容であると、一時期A組に在籍していた竹林は評している。
椚ヶ丘学習塾（くぬぎがおかがくしゅうじゅく）
浅野學峯が椚ヶ丘学園設立前に開いていた私塾。「雑音の無い山奥で各自の長所を伸ばす」ことを目的として、校舎は廃校を利用していた。第一期生は3人だったが、開塾から3年が経つころには學峯の経歴や塾の実績が認められ、生徒の数も増えていった。しかし第一期生の生徒の1人池田陸翔がいじめで自殺したことを期に、學峯の考案する徹底した格差教育を取り入れた椚ヶ丘学園が設立され、塾の校舎は弱者への見せしめの場（現在のE組）として利用されることになった。

対先生物質
国が開発した特殊素材。人体には無害だが、殺せんせーを筆頭に触手持ちに対しては触れただけで細胞を溶かしダメージを与えることができる（ただし、再生できることや痛覚はないので弱点を狙わない限りは実質無傷になる）。ナイフと、自動拳銃とアサルトライフルを始めとしたエアガンとBB弾がE組生徒に支給されており、ナイフはゴムのように柔らかい。「ナイフを細かく切り刻む」「BB弾を粉末状にする」など形状や大きさを変化させても効果は失われない。シロはこれを繊維として用いた白装束を着用している。「触手を破壊する」性質上、殺せんせーと同じ物質で構成されたイトナの触手にも同様の効果がある。
アニメではナイフの刃やエアガンには、「S.A.A.U.S.O（SPECIAL ARMS AGAINST UNIDENTIFIED SLIMY OCTOPUS）」（「正体不明のヌルヌルしたタコに対抗する特別な武器」という意味）のロゴがデザインされている。
殺せんせーは上記の理由のため直接触れることはできないが、布などで覆えばその上から持つことが出来る。
普久間島（ふくまじま）
沖縄県の離島という設定である架空のリゾート島で、作中では「医療施設も無い小さな島」と語られている。毎年夏に椚ヶ丘中学校の成績優秀クラスが特別夏季講習を行っている。表向きは普通のリゾート島でほとんどのホテルは普通だが、島の山頂にある「普久間殿上ホテル」のみは例外となっており、警察からも「伏魔島」としてマークされている。
普久間殿上ホテル（ふくまでんじょうホテル）
普久間島にある山の山頂にあるホテル。他のリゾートホテルとは違い、暴力団組織をはじめ海外のマフィア勢力やそれらと繋がる財界の人物らが頻繁に出入りしている。作中でも「政府からもマークされている違法な商談場所」「政府として問い合わせても、一切正体を明かさない場所」としても捉えられドラッグパーティによる乱倫が行われている。権力者や政府高官とも繋がりがあるため警察も迂闊に手が出せず、テロリストに占拠されないためにテレビ局のような複雑な設計にしている。セキュリティは極めて高く、10階建で7階から上はVIPフロアとなっておりエレベーターも専用のカードキーでないと使えず、ホテル側の警備員以外に宿泊客が雇った私兵も警備にあたっている。
反物質生成細胞
柳沢が研究していた細胞分裂のサイクルを利用し、人体で反物質を生成させ、莫大なエネルギーを生み出す細胞。反物質生成に必要な「粒子の加速サイクル」を生命のサイクルに組み込み、巨大なエネルギーで細胞のエンジンを始動させる。細胞自身のエネルギーにより粒子は加速を与えられ続け、生きている限りは反物質の生成を続ける仕組みとなっている。殺せんせーの身体を構成する細胞は普通の細胞が様々な人体実験を経てこの細胞へと変化したものである。牛サイズの反物質生物が20頭いれば国1つ分の電力が賄えるとされるが、生物が寿命を迎え、細胞分裂が終わると反物質生成サイクルは消滅することなく細胞を飛び出して外部へと向かい、周囲の物質を連鎖的に反物質へと変え、爆発を引き起こす。作中では『死神』の反物質細胞を移植され、彼と同様の実験を月面で行っていたマウスにこの現象が起こり、月の直径の7割を消し飛ばす結果となった。
その後の研究で爆発するリスクは生物の大きさに反比例し、小さな生物ほど高確率で爆発することが判明、さらに月の事例はオリジナルの細胞を他の生物へ強引に移植したためであり、人間ベースでありオリジナル細胞から改造を受けた殺せんせーは月のマウス実験の条件に比べて爆発のリスクは低く、以前奥田が作った体を液状化する薬品で定期的に珪素化合物を流動させ「凝りをほぐす」ことで地球爆発の可能性が高くても1%以下であることが判明した。
殺せんせーの暗殺完了後、一連の研究はエネルギー利用も兵器利用も制御が不可能と判断され「実用に値せず」との烙印を押されることとなった。
触手
反物質生成細胞の影響で反物質エネルギーが身体を循環し始めると、桁外れの代謝が可能となり、その強大なパワーを受け止めるため、体組織が強靭で柔軟な構成へと置き換わっていき、やがて外部刺激で手や指が鞭のように撓り始めたもの。この触手は感情に大きく左右され、感情が歪めば肉体は異形の姿へと変わり、憎しみが増大すれば触手に全てのエネルギーを吸い取られ、精神を蝕まれていく。柳沢以外の触手持ち（殺せんせー、二代目死神、茅野、イトナ）が「触手がどうなりたいかを聞いてきた」と語っていることから、触手自体に知能がある模様。
触手細胞
柳沢が反物質細胞の副産物である触手を単体で運用するために開発した細胞。殺せんせーの触手を構成する細胞と同じ細胞であるため、対先生物質でダメージを与えられる。人体に移植した場合、頭部に移植した場合は白、首筋に移植した場合は黒い触手となる。触手細胞の移植を受けた者は毎日のように適合処置をしなければ地獄のような拒絶反応に苛まれ、触手による激痛が神経を蝕ばんでいき、常人なら3日ほどで狂い死ぬとされるため、安定させるために一ヵ月に火力発電所3基分のエネルギーが必要である。精神面にも影響があり、異常興奮とそれに伴う触手の暴走を起こすことがあるほか、甘党、水の忌避、乳房など身体の柔らかい部分への執着といった性質が現れる。さらにほとんどのエネルギーを触手に吸いとられるため人間としての能力が10〜30%ほど低下してしまうが、触手を除去すれば回復する。また身体の各所に微量に細胞を移植し続けることで、人間の状態を保ったまま、触手生物と同等の力を発揮できるようになる。

触手地雷
触手を単体かつ無人で運用するために開発された兵器。センサーを付けた特殊な容器に触手を詰めると、生命を感知して亜音速で襲いかかる。触手自体が強靭であるため、人体を容易に貫く威力を持つ。
超体育着
軍と企業が共同開発した強化繊維でできた体育着。衝撃耐性・引っ張り耐性・切断耐性・耐火性などあらゆる世界最先端の要素を誇る。そのため、高所から落下する、火の上に落ちる、ガラスを突き破るなどの危険行為も無傷でいられる。さらに特殊な揮発料に服の染料が反応し、一時的に服の色を自在に変えて全5色の組み合わせでどんな場所でも迷彩効果を発揮する。さらに肩・背中・腰は衝撃吸収ポリマーが効果的に身体を保護し、フードを被ってエアを入れれば頭頸部も完全防御できる。また強い衝撃を受けるとゲル状の骨組みが硬く固まり、身体を守った後は音を立てて崩れるダイラタンシー防御フレームが内蔵されている。元々は男女同じデザインだったが、女子用はファッション性を重視したイリーナの意向で上着の面積が少なく若干防御力が落ちている。年明け後にはフード内に目元保護用の極薄バイザーと通信機が追加された。
猫騙し
ロヴロが渚に伝授した「必殺技」。「相手を直接殺す技」ではなく「必ず殺すための技」で、相撲の猫騙しと同様の効果を発揮する。対象者に自分の存在を察知されて「暗殺」から「戦闘」に持ち込まれた際に、両手を突き出して両掌を叩いて音を出すという戦闘の常識から外れた行動を取ることでその場を「戦闘」から「暗殺」に引き戻し、「暗殺」に持ち込む理想的状況を作り出す技。
実写映画版では、ロヴロが未登場のため渚は未習得であり、他の方法で鷹岡を倒している。
クラップスタナー
死神が使う猫だましの一段階先の技。人間の「意識の波長」が最も敏感になる瞬間に、掌を叩き合わせて発した音波のピークを当てることで、相手が麻痺して動けなくなるほどの衝撃を与える。渚は死神から1度これを喰らった際に技を盗み、母親を巻き込もうとした暗殺者を撃退する際に使用した。また、死神時代の殺せんせーはアクリル板を殴ることで同じ技を使い、柳沢を昏倒させている。
対先生透過レーザー衛星「天の矛」
各国家が最終暗殺計画に投入した巨大衛星兵器。リクガメベースの反物質生物をエネルギー源にしてさらに巨大な粒子加速器で増幅し、高度400キロから巨大レーザーを掃射する。このレーザーはあらゆる障害物を透過して触手生物のみを溶かす効果がある。反面エネルギーをフルチャージするのに最大で7日かかる上に100%までチャージするとエネルギーの一部が透過光として発射されることで上空で月よりも明るく輝いてしまい、衛星の位置が地上から判明してしまうという欠点がある。
対先生透過レーザーバリア「地の盾」
各国家が最終暗殺計画に投入した兵器。マンションに偽装した6ヶ所の地上施設群からレーザーを収束させて山一つを覆うバリアを形成する。レーザーは地中にも張り巡らされている。
群狼（ぐんろう）
ホウジョウが率いる傭兵部隊。30人にも満たない少数精鋭ながら、世界中の山岳や密林地帯で恐れられたゲリラ戦や破壊工作のエキスパートたちで、その実力は訓練を受けたE組の生徒たちを瞬く間に捕えるほど高い。しかし、烏間からE組の実力を過小に伝えられていたことに加え、E組生であれば目を瞑っていても動き回れるほどに地形を熟知している裏山で交戦したことであっさりと全滅させられた。

## 売上・発行部数
1巻の初版は30万部だったが、わずか半年でヒットの指標とされる累計発行部数100万部を超えた。メディアミックスなしでの累計100万部突破は異例とされている。わずか6巻目で初版100万部を突破。同日発売した藤巻忠俊の漫画「黒子のバスケ」24巻と同時に初版100万部を突破し「週刊少年ジャンプ」で、100万部突破作品が同時に誕生するのは初めてとなった。2023年10月時点で累計発行部数は2700万部を突破している。

## 書誌情報

### 単行本
表紙はほぼ全て殺せんせーの顔のアップで、顔色と表情は各巻にて異なり、カバー裏に顔色の解説と触手語録（古今東西の格言に触手を絡めたパロディ）が書かれている。最終巻の21巻のみ例外的に表紙が異なり、夜空を見上げるE組がシルエットで映し出されその月に殺せんせーの顔が映る構成になっている。
- 松井優征 『暗殺教室』 集英社〈ジャンプ・コミックス〉、全21巻
  1. 「暗殺の時間」2012年11月7日第1刷発行（11月2日発売[集 1]）、ISBN 978-4-08-870596-5
  2. 「大人の時間」2012年12月31日第1刷発行（12月28日発売[集 2]）、ISBN 978-4-08-870604-7
  3. 「転校生の時間」2013年3月9日第1刷発行（3月4日発売[集 3]）、ISBN 978-4-08-870633-7
  4. 「まさかの時間」2013年5月7日第1刷発行（5月2日発売[集 4]）、ISBN 978-4-08-870667-2
  5. 「才能の時間」2013年7月9日第1刷発行（7月4日発売[集 5]）、ISBN 978-4-08-870769-3
  6. 「水泳の時間」2013年10月9日第1刷発行（10月4日発売[集 6]）、ISBN 978-4-08-870821-8
  7. 「島の時間」2013年12月31日第1刷発行（12月27日発売[集 7]）、ISBN 978-4-08-870854-6
    - アニメDVD同梱版、ISBN 978-4-08-908203-4

  8. 「チャンスの時間」2014年3月9日第1刷発行（3月4日発売[集 8]）、ISBN 978-4-08-880028-8
  9. 「衝撃の時間」2014年5月7日第1刷発行（5月2日発売[集 9]）、ISBN 978-4-08-880059-2
  10. 「泥棒の時間」2014年7月9日第1刷発行（7月4日発売[集 10]）、ISBN 978-4-08-880137-7
  11. 「体育祭の時間」2014年10月8日第1刷発行（10月3日発売[集 11]）、ISBN 978-4-08-880194-0
  12. 「『死神』の時間」2014年12月31日第1刷発行（12月27日発売[集 12]）、ISBN 978-4-08-880223-7
  13. 「進路の時間」2015年3月9日第1刷発行（3月4日発売[集 13]）、ISBN 978-4-08-880317-3
  14. 「期末の時間」2015年5月6日第1刷発行（5月1日発売[集 14]）、ISBN 978-4-08-880354-8
  15. 「嵐の時間」2015年7月8日第1刷発行（7月3日発売[集 15]）、ISBN 978-4-08-880425-5
  16. 「過去の時間」2015年10月8日第1刷発行（10月3日発売[集 16]）、ISBN 978-4-08-880485-9
  17. 「分裂の時間」2015年12月31日第1刷発行（12月28日発売[集 17]）、ISBN 978-4-08-880581-8
  18. 「バレンタインの時間」2016年3月9日第1刷発行（3月4日発売[集 18]）、ISBN 978-4-08-880627-3
  19. 「登校の時間」2016年4月9日第1刷発行（4月4日発売[集 19]）、ISBN 978-4-08-880651-8
  20. 「卒業の時間」2016年6月8日第1刷発行（6月3日発売[集 20]）、ISBN 978-4-08-880686-0
  21. 「ありがとうの時間」2016年7月9日第1刷発行（7月4日発売[集 21]）、ISBN 978-4-08-880727-0

### 参考書
- 松井優征、久麻當郎、阿部幸大 『暗殺教室 殺たんA』ジャンプ ジェイ ブックス（集英社）、2014年8月4日発売[集 22]、ISBN 978-4-08-703327-4
- 松井優征、久麻當郎、阿部幸大 『暗殺教室 殺たんB 基礎単語でわかる! 熟語の時間』ジャンプ ジェイ ブックス（集英社）、2015年5月1日発売[集 23]、ISBN 978-4-08-703327-4
- 松井優征、久麻當郎、阿部幸大 『暗殺教室 殺たんC 解いて身につく! 文法の時間』ジャンプ ジェイ ブックス（集英社）、2016年4月4日発売[集 24]、ISBN 978-4-08-703392-2
- 松井優征、日下部匡俊、東京大学数学対策チーム『暗殺教室 殺すう　まるごと中学基礎数学』ジャンプ ジェイ ブックス（集英社）、2016年5月30日発売[集 25]、ISBN 978-4-08-703393-9
- 松井優征、久麻當郎、阿部幸大 『暗殺教室 殺たんD センター試験から私大・国立まで! 問題集の時間』ジャンプ ジェイ ブックス（集英社）、2017年9月4日発売[集 26]、ISBN 978-4-08-703425-7

### ファンブック
- 松井優征 『暗殺教室 公式キャラクターブック 名簿の時間』2015年3月4日発売[集 27]、ISBN 978-4-08-880386-9
  - 雑誌に掲載された扉絵や、実写映画のカラービジュアル、雑誌での特別企画に加え、刊行時点での既刊12巻分のストーリーの内容、それまでに登場する全登場人物の基本設定が網羅されているほか、（単行本の描き下ろしページと同様に）物語の補足としてストーリー内では苗字のみ触れられていた人物のフルネームや、各人の人物像・人間関係に関する裏設定が書かれている。なお、これらの裏設定の一部は、13巻以降の内容の伏線を暗示する重要な手掛かりにもなっている。
  - 他にも、作者・松井がそれぞれ、実写版で渚を演じた山田、実写映画版の監督を務めた羽住英一郎、テレビアニメ版で殺せんせーの声を担当する福山と行った対談が収録されている。
- 松井優征 『暗殺教室 公式イラストファンブック 卒業アルバムの時間』2016年7月4日発売[集 28]、ISBN 978-4-08-880740-9
  - 全カラーイラストや、秘蔵設定資料、前作『魔人探偵脳噛ネウロ』のイラストが収録されている他、E組生徒の進路などの情報やジャンプ本誌の投票で選ばれた人物の未来が収録されている。

## 番外編
2016年16号での本編完結後に18号から21・22合併号までの短期集中連載。全4話。
殺せんせーの正体を知ったことで、生徒が暗殺を仕掛けることが出来ずに悩んでいた冬休みの間の殺せんせーの回りで起きた出来事が描かれている。最後は現在に場面が飛び、渚のその後が描かれている。

## ヴォイスコミック
集英社のヴォイスコミック「VOMIC」として、2013年1月と6月にジャンプ専門情報番組『サキよみ ジャンBANG!』にて放送され、同年2月からVOMIC公式サイトで配信された。

## スピンオフ
『殺せんせーQ（クエスト）!』が2015年11月号から『最強ジャンプ』で連載開始。企画・ストーリーが渡邉築、作画が青戸成。
内容は、ロールプレイング要素を含んだファンタジーの世界で、勇者育成校の落ちこぼれであるバグ（特殊能力）持ちのE組生徒たちが、魔王である殺せんせーを殺すために奮闘するストーリー。原作のパロディ場面も時折ある。
登場人物の性格は原作とさほど変わらないが、設定は変わっているため五英傑や浅野などは学外の人間になっている。
ジャンプ本誌に何度か出張で読み切り版が掲載されたことがある。

## ジャンプ・スーパーアニメツアー2013
「修学旅行編」が2013に行われた「ジャンプスーパーアニメツアー2013」にて上映され、単行本第7巻特別版付属DVDに収録された。スタッフは、テレビアニメ『戦国コレクション』を手がけたメンバーが中心となっている。

### スタッフ
- 原作 - 松井優征（集英社「週刊少年ジャンプ」連載）
- 監督・演出・絵コンテ - 後藤圭二
- キャラクターデザイン・作画監督 - 柴田勝紀
- 脚本 - 新井輝、金澤慎太郎
- 色彩設定 - 原田幸子
- 美術監督 - 秋山健太郎
- 撮影監督 - 萩原猛夫
- 編集 - 内田恵
- 音楽 - 菊谷知樹
- 音響監督 - 山田陽
- チーフプロデューサー - 足立聡史
- プロデューサー - 稗田晋、三條場一正
- アニメーションプロデューサー - 常葉みどり
- 制作 - Brain's・Base
- 製作・著作 - 集英社

## テレビアニメ
2015年1月より6月までフジテレビ・関西テレビ・東海テレビ・北海道文化放送・BSフジほかにて放送された。BSフジでは、2013年3月をもって『ノイタミナ』枠作品のネット放送が打ち切りとなって以来の、フジテレビ製作深夜アニメ放送ということになる。
2014年11月には、「ジャンプスペシャルアニメフェスタ2014」にて殺せんせーと烏間の出会いを描く完全オリジナルエピソード「episode:0 出会いの時間」が上映された。
作中の授業パートは第1期・第2期とも通信教育のZ会に監修を依頼している。
フジテレビで2015年1月24日に予定されていた第1期第3話の放送は、「情勢に配慮」という理由から中止されることになった。同局広報によると、ISILによる日本人拘束事件に配慮したという。その後の放送については公式ホームページなどで告知するとしていた。その第3話のフジテレビでの放送は、同年1月31日（30日深夜）に行われた。
2015年4月、第1期の放送期間中にテレビアニメ第2期（SECOND SEASON）の制作が決定し、2016年1月より6月まで放送された。この2期は当初予定されておらず、放送中の視聴者の応援によるものであることをシリーズ構成の上江洲誠が明かしている。また、原作の中盤にあたる第14話までを「SECOND SEASON」、終盤にあたる第15話以降を「FINAL SEASON」として扱っている。
2016年4月15日にフジテレビで放送が予定されていた第15話は、熊本県で起きた大地震による報道特別番組のため、当日の放送を休止した。
原作のいくらかの話はカットされており、ハイテンポで話が進んでいる。カットされた話の一部は二期「課外授業編」としてdTVで独占配信された後、Blu-rayとDVDで販売された。また、一期は9巻の途中までであり、以降は二期で原作の最終話の部分まで放送されている。episode:0を除けば、アニメオリジナルの話は特にない。
殺せんせーの最期の部分に相当する24話は「OPなし、かつアバンからラストまでCMを一切挟まない」という異例の構成で放映された。
最終話放送終了後、新規カットを加えた総集編の映画化が発表され、『劇場版 暗殺教室 365日の時間』として2016年11月19日より期間限定で上映された。同時上映としてスピンオフ作品『殺せんせーQ!』もアニメ化された。
2025年4月10日より放送10周年記念『アニメ「暗殺教室」10周年の時間』のキャンペーンとして、第1期と第2期の再放送がフジテレビ系列で開始された。主題歌はそれぞれ新規の曲が用いられている。

### スタッフ（テレビアニメ）
- 原作 - 「暗殺教室」松井優征（集英社「週刊少年ジャンプ」連載）[10]
- 製作 - 清水賢治、横澤良雄、今井陽介、立木洋之
- 監督 - 岸誠二[10]
- 助監督 - 仁昌寺義人（第1期12話 - 第2期）
- シリーズ構成・脚本 - 上江洲誠[10]
- キャラクターデザイン - 森田和明[10]
- サブキャラクターデザイン - 黒澤桂子
- サブキャラクターデザイン補佐・衣装変え - 樋上あや（第2期）
- メカデザイン・メカ作画監督 - 廣瀬智仁
- プロップデザイン - 廣瀬智仁、小柏奈弓（第2期）
- エフェクト作画監督 - 橋本敬史
- 色彩設計 - 加口大朗
- 美術監督 - 宮越歩、下山和人
- 撮影監督 - 三品雄介（第1期）、平川竜嗣（第2期）
- CGディレクター - 内山正文
- 編集 - 坂本雅紀
- 音響監督 - 飯田里樹
- 音楽 - 佐藤直紀
- 音楽制作 - フジパシフィックミュージック
- 音楽プロデューサー - 大胡寛二（第2期）
- プロデューサー - 尾崎紀子
- アニメーションプロデューサー - 比嘉勇二
- アニメーション制作 - Lerche[10]
- 制作 - アニメ「暗殺教室」製作委員会（フジテレビジョン、関西テレビ放送、電通、BSフジ）

### 主題歌
オープニングテーマ
「青春サツバツ論」（第1期 第1話 - 第11話）
作詞 - 畑亜貴 / 作曲 - 田中公平 / 編曲 - 中村博
歌 - 3年E組 うた担［渚&茅野&業&磯貝&前原］
歌 - 3年E組 修学旅行4班［渚&茅野&業&杉野&神崎&奥田］（第一期 第7話・第8話）
「自力本願レボリューション」（第1期 第12話 - 第22話）
作詞 - 藤林聖子 / 作曲・編曲 - 鳴瀬シュウヘイ / 歌 - 3年E組 うた担［渚&茅野&業&磯貝&前原］
「QUESTION」（第2期 第1話 - 第14話）
作詞 - 藤林聖子 / 作曲・編曲 - 本間昭光 / 歌 - 3年E組 うた担［渚&茅野&業&磯貝&前原］
「バイバイ YESTERDAY」（第2期 第15話 - 第23話、第25話）
作詞 - 藤林聖子 / 作曲 - 三原康司 / 編曲 - フレデリック、本間昭光 / 歌 - 3年E組 うた担 ［渚&茅野&業&磯貝&前原］
「黄色信号」（2025年再放送版第1期第1クール）
作詞・作曲・編曲・歌 - 友成空
「ラストルック」（2025年再放送版第1期第2クール）
作詞・作曲・編曲・歌 - 須田景凪

エンディングテーマ
「Hello,shooting-star」（第1期）
作詞 - YUKA / 作曲・編曲 - K.MASAKI / 歌 - moumoon
「欠けた月」（第2期 第1話 - 第14話）
作詞・歌 - 宮脇詩音 / 作曲 - ArmySlick、Emyli / 編曲 - ArmySlick
「また君に会える日」（第2期 第15話 - 第25話）
作詞・歌 - 宮脇詩音 / 作曲 - ArmySlick、Lauren Kaori / 編曲 - ArmySlick
「ツキノフネ」（2025年再放送版）
作詞・作曲 - ひとみ / 編曲 - まーしー、Soma Genda、Yusuke Koshiro / 歌 - あたらよ

挿入歌
「月光」（第2期 第16話）
作詞 - 藤林聖子 / 作曲・編曲 - 本間昭光 / 歌 - 宮脇詩音
「旅立ちのうた」（第2期 第24話）
作詞 - 藤林聖子 / 作曲・編曲 - 本間昭光 / 歌 - 3年E組
「卒業証書」（第2期 第25話）
作詞 - 藤林聖子 / 作曲・編曲 - 本間昭光 / 歌 - 宮脇詩音

### オリジナルユニット
3年E組うた担［渚&茅野&業&磯貝&前原］
声 - 渕上舞&洲崎綾&岡本信彦&逢坂良太&浅沼晋太郎
- 第1期 第1クールオープニングテーマ「青春サツバツ論」
- 第1期 第2クールオープニングテーマ「自力本願レボリューション」

3年E組 修学旅行4班［渚&茅野&業&杉野&神崎&奥田］
声 - 渕上舞&洲崎綾&岡本信彦&山谷祥生&佐藤聡美&矢作紗友里
- 第1期第7話・第8話 オープニングテーマ「青春サツバツ論」

### 各話リスト
| 話数       | サブタイトル             | 絵コンテ                   | 演出                        | 作画監督 | 総作画監督                   |       |
| 第1期      | 第1期                    | 第1期                      | 第1期                       | 第1期 | 第1期                        | 第1期 |
| ---------- | ------------------------ | -------------------------- | --------------------------- | --- | ---------------------------- | ----- |
| episode0   | 出会いの時間             | 齋藤徳明                   | 小林孝志                    | アミサキリョウコ、黒澤桂子、松本剛彦 | 山形孝二                     |       |
| 第1話      | 暗殺の時間               | 岸誠二                     | 向井雅浩                    | アミサキリョウコ | 山形孝二                     |       |
| 第2話      | 野球の時間               | 小林孝志                   | 小林孝志                    | 樋口博美、高山幸二 | 山形孝二                     |       |
| 第3話      | カルマの時間             | 峯沢拓也                   | 大橋明代                    | 幸野浩二、黒澤桂子 | 山形孝二 黒澤桂子            |       |
| 第4話      | 大人の時間               | 鎌田祐輔                   | 鎌田祐輔                    | アミサキリョウコ、幸野浩二 | 山形孝二                     |       |
| 第5話      | 集会の時間               | 岩畑剛一                   | 野亦則行                    | 黒澤桂子、山形孝二、吉本拓二 | 山形孝二                     |       |
| 第6話      | テストの時間             | 小林孝志                   | 小林孝志                    | 廣瀬智仁、星野真澄、幸野浩二 | 山形孝二                     |       |
| 第7話      | 修学旅行の時間 1時間目   | 小林孝志                   | 小林孝志                    | 山形孝二、黒澤桂子、樋口博美 藤田亜耶乃、大沢美奈、中野彰子 | 山形孝二 黒澤桂子            |       |
| 第8話      | 修学旅行の時間 2時間目   | 岩畑剛一 齋藤徳明          | 鎌田祐輔 木野目優           | 滝川和男、黒澤桂子、松本剛彦 市川美帆、樋上彩、樋口博美 | 黒澤桂子 山形孝二            |       |
| 第9話      | 転校生の時間             | 齋藤徳明                   | 木野目優                    | アミサキリョウコ、樋口博美 松本剛彦 | 山形孝二                     |       |
| 第10話     | LRの時間                 | よしもときんじ 齋藤徳明    | いとがしんたろー 木野目優   | アミサキリョウコ、樋口博美 松本剛彦 | 山形孝二                     |       |
| 第11話     | 転校生の時間 2時間目     | 岩畑剛一                   | 木野目優                    | 樋口博美、幸野浩二 | 黒澤桂子                     |       |
| 第12話     | 球技大会の時間           | 松本剛彦                   | いとがしんたろー            | アミサキリョウコ、黒澤桂子、星野真澄 市川美帆、樋上彩、幸野浩二、樋口博美 松本剛彦（野球）                                                                               | 山形孝二                     |       |
| 第13話     | 才能の時間               | 齋藤徳明                   | 福岡大生                    | アミサキリョウコ、中野彰子 | 黒澤桂子                     |       |
| 第14話     | ビジョンの時間           | 釘宮洋                     | 大橋明代                    | 樋口博美、幸野浩二、鎌田祐輔、成川多加志 松本剛彦、岩佐智子、鈴木恵理 | 黒澤桂子                     |       |
| 第15話     | 期末の時間               | 齋藤徳明                   | 伊藤史夫                    | 桑原直子、武本大介 | 黒澤桂子                     |       |
| 第16話     | 終業の時間 1学期         | 小林孝志                   | 小林孝志                    | アミサキリョウコ、藤田亜耶乃、大沢美奈 | 黒澤桂子                     |       |
| 第17話     | 島の時間                 | 釘宮洋                     | いとがしんたろー            | 西田美弥子、星野真澄 | 黒澤桂子                     |       |
| 第18話     | 決行の時間               | 仁昌寺義人 福岡大生        | 福岡大生                    | 樋口博美、本間充、服部憲知、柳瀬雄之 星野真澄、市川美帆、樋上彩 | 黒澤桂子                     |       |
| 第19話     | 伏魔の時間               | 鎌田祐輔                   | 鎌田祐輔                    | 安形佳己、アミサキリョウコ、市川美帆 伊藤麻由加、岩佐とも子、牛ノ濱由惟 小沼克介、斎藤千恵、永田陽菜 難波聖美、樋口博美、樋上彩 藤田亜耶乃、星野真澄、松本剛彦、幸野浩二 | 黒澤桂子                     |       |
| 第20話     | カルマの時間 2時間目     | 政木伸一                   | 大橋明代                    | 星野真澄、大西陽一、吉本拓二、松本純平 西田美弥子、内原茂、武本大介、市川美帆                                                                                            | 黒澤桂子                     |       |
| 第21話     | 鷹岡の時間               | わだへいさく               | わだへいさく                | 星野真澄、服部憲知、大西陽一、櫻井司 能海知佳、梶浦紳一郎、内原茂、樋上彩 市川美帆、木下由美子、野口征恒                                                                 | 黒澤桂子                     |       |
| 第22話     | 渚の時間                 | 仁昌寺義人 福岡大生        | 仁昌寺義人 いとがしんたろー | アミサキリョウコ、本間充、星野真澄 松本純平、藤田亜耶乃、松本剛彦 | 黒澤桂子                     |       |
| 第2期      |                          |                            |                             | |                              |       |
| 第1話      | 夏祭りの時間             | 仁昌寺義人                 | 仁昌寺義人                  | 藤田亜耶乃、西村真理子、樋口博美、樋上あや | 山形孝二                     |       |
| 第2話      | カエデの時間             | 齋藤徳明                   | いとがしんたろー            | 宮西多麻子、横山沙弓、樋口博美、幸野浩二 | 山形孝二                     |       |
| 第3話      | 堀部糸成の時間           | 齋藤徳明 仁昌寺義人        | 矢花馨                      | 鎌田祐輔、金子美咲 | 山形孝二                     |       |
| 第4話      | 紡ぐ時間                 | 木野目優                   | 木野目優                    | 樋口博美、幸野浩二 | 山形孝二                     |       |
| 第5話      | リーダーの時間           | 平井義通                   | 平井義通                    | 鎌田祐輔、西村真理子、能海知佳 梶浦紳一郎、樋口博美、幸野浩二 | 山形孝二                     |       |
| 第6話      | ビフォーアフターの時間   | 政木伸一                   | 伊藤史夫                    | 藤田亜耶乃、斎藤千恵、吉本拓二 | 山形孝二                     |       |
| 第7話      | 死神の時間 前編          | 齋藤徳明 仁昌寺義人        | 野亦則行                    | 幸野浩二、宮西多麻子、横山沙弓、鎌田祐輔 金子美咲、斎藤千恵、樋口博美 | 山形孝二                     |       |
| 第8話      | 死神の時間 後編          | 松本剛彦                   | 石田暢                      | 上野卓志、大村将司、小川茜、海堂ヒロユキ 加藤弘将、徳永さやか、Yu Min Zi、Synod                                                                                          | 山形孝二                     |       |
| 第9話      | 2周目の時間              | 齋藤徳明                   | 安藤健                      | 竹内アキラ、小長井美南 | 山形孝二                     |       |
| 第10話     | 学園祭の時間             | 釘宮洋                     | いとがしんたろー            | 鎌田祐輔、藤田亜耶乃、金子美咲、樋口博美 | 山形孝二                     |       |
| 第11話     | 期末の時間 2時限目       | 木野目優                   | 木野目優                    | 斉藤千恵、横山沙弓、西村真理子、木下由美子 | 山形孝二                     |       |
| 第12話     | 空間の時間               | 福岡大生                   | 平井義通                    | 鎌田祐輔、宮西多麻子 | 山形孝二                     |       |
| 第13話     | 生かす時間               | 齋藤徳明                   | 大河原崇                    | 金子美咲、藤田亜耶乃 | 幸野浩二                     |       |
| 第14話     | 正体の時間               | 東海林真一                 | 殿水敦子                    | 宇都木勇、藤田正幸 | 山形孝二                     |       |
| 第15話     | 告白の時間               | 政木伸一                   | 前園文夫                    | 菊地勝則、相良理央、栗原遊太郎、嘉村弘之 | 幸野浩二                     |       |
| 第16話     | 過去の時間               | 齋藤徳明                   | 伊藤史夫                    | 横山紗弓、斉藤千恵、樋口博美 | 山形孝二                     |       |
| 第17話     | 分裂の時間               | 田口智久                   | 大河原崇                    | 安形佳巳、鎌田祐輔、宮西多麻子 | 幸野浩二                     |       |
| 第18話     | 結果の時間               | 東海林真一                 | 間島崇寛                    | 金子美咲、藤田亜耶乃、黒澤桂子、市川美帆 樋上あや、西村真理子、安形佳己、東海林真一                                                                                      | 山形孝二                     |       |
| 第19話     | 宇宙の時間               | 東海林真一                 | いとがしんたろー            | 斉藤千恵、樋口博美、横山沙弓、星野真澄 | 幸野浩二                     |       |
| 第20話     | バレンタインの時間       | 東海林真一                 | 清水明                      | しまだひであき、猪飼幸一、石崎裕子 | 山形孝二                     |       |
| 第21話     | 信頼の時間               | 齋藤徳明                   | 石田暢                      | 宮西多麻子、安形佳己、鎌田祐輔 | 幸野浩二                     |       |
| 第22話     | ハッピーバースディの時間 | 岩畑剛一                   | 平井義通                    | 金子美咲、藤田亜耶乃、樋上あや、星野真澄 | 山形孝二                     |       |
| 第23話     | ラスボスの時間           | 東海林真一                 | 伊藤史夫                    | 斉藤千恵、樋口博美、横山沙弓 | 幸野浩二                     |       |
| 第24話     | 卒業の時間               | 齋藤徳明                   | 仁昌寺義人                  | 宮西多麻子、安形佳己、鎌田祐輔 | 山形孝二                     |       |
| 第25話     | 未来の時間               | 齋藤徳明 あきとし 夕澄慶英 | 大河原崇                    | 金子美咲、藤田亜耶乃、斉藤千恵 樋口博美、樋上あや | 幸野浩二 山形孝二            |       |
| 課外授業編 |                          |                            |                             | |                              |       |
| 第1話      | 竹林の時間1              | 渡部 周                    | 渡部 周                     | 江間一隆 | 江間一隆                     |       |
| 第2話      | 竹林の時間2              | 渡部 周                    | 渡部 周                     | 諸石美雪 | 諸石美雪                     |       |
| 第3話      | 支配者の時間・2時間目1   | 渡部 周                    | 渡部 周                     | 梶浦紳一郎 | 梶浦紳一郎                   |       |
| 第4話      | 支配者の時間・2時間目2   | 渡部 周                    | 渡部 周                     | 江間一隆、永野孝明、諸石美雪 | 江間一隆、永野孝明、諸石美雪 |       |
| 第5話      | それぞれの時間1          | 渡部 周                    | 渡部 周                     | 渡部 崇、諸石美雪 | 渡部 崇、諸石美雪            |       |
| 第6話      | それぞれの時間2          | 渡部 周                    | 渡部 周                     | 大西秀明、古谷好二、永野孝明 | 大西秀明、古谷好二、永野孝明 |       |
| 第7話      | それぞれの時間3          | 渡部 周                    | 渡部 周                     | 杉田 匡 | 杉田 匡                      |       |
| 第8話      | それぞれの時間4          | 渡部 周                    | 渡部 周                     | 江間一隆 | 江間一隆                     |       |

1. ↑  ジャンプスペシャルアニメフェスタ2014上映。BD1巻初回版に映像特典として収録。
2. 1 2 3 4  絵描き歌パート
3. 1 2 3  ソニックニンジャ
4. ↑  番組表などでの表記やオープニング後のサブタイトル表示では「××の時間」と表記。原作の漫画単行本でも、同様に目次の鷹岡の時間の箇所はふれている。

### 放送局
| 放送期間                                                    | 放送時間                                                                               | 放送局             | 対象地域   | 備考                                    |
| ----------------------------------------------------------- | -------------------------------------------------------------------------------------- | ------------------ | ---------- | --------------------------------------- |
| 2015年1月10日 - 3月28日 2015年4月11日 - 6月20日             | 土曜 1:20 - 1:50 土曜 0:55 - 1:25（金曜深夜）                                          | フジテレビ         | 関東広域圏 | 製作委員会参加 『フジバラナイト FRI』枠 |
| 2015年1月16日 - 3月 2015年4月 - 6月26日                     | 金曜 1:58 - 2:28（木曜深夜） 金曜 1:55 - 2:25（木曜深夜）                              | 関西テレビ         | 近畿広域圏 | 製作委員会参加                          |
| 2015年1月16日 - 1月23日 2015年2月 - 3月 2015年4月 - 6月26日 | 金曜 3:10 - 3:40（木曜深夜） 金曜 3:05 - 3:35（木曜深夜） 金曜 2:40 - 3:10（木曜深夜） | 東海テレビ         | 中京広域圏 |                                         |
| 2015年1月19日 - 6月29日                                     | 月曜 2:40 - 3:10（日曜深夜）                                                           | 北海道文化放送     | 北海道     |                                         |
| 2015年1月20日 - 6月30日                                     | 火曜 1:05 - 1:35（月曜深夜）                                                           | さくらんぼテレビ   | 山形県     |                                         |
| 2015年1月22日 - 3月 2015年4月 - 6月30日                     | 木曜 1:40 - 2:10（水曜深夜） 火曜 1:35 - 2:05（月曜深夜）                              | 高知さんさんテレビ | 高知県     |                                         |
| 2015年1月23日 - 3月 2015年4月 - 7月3日                      | 金曜 1:50 - 2:20（木曜深夜） 金曜 1:25 - 1:55（木曜深夜）                              | 岩手めんこいテレビ | 岩手県     |                                         |
| 2015年1月24日 - 6月27日                                     | 土曜 10:00 - 10:30                                                                     | BSフジ             | 日本全域   | BS放送 / 製作委員会参加                 |
| 2015年1月27日 - 3月 2015年4月 - 7月3日                      | 火曜 1:50 - 2:20（月曜深夜） 金曜 2:05 - 2:35（木曜深夜）                              | テレビ静岡         | 静岡県     |                                         |
| 2015年3月3日 - 8月4日                                       | 火曜 19:00 - 19:30                                                                     | アニマックス       | 日本全域   | BS/CS放送 / リピート放送あり            |
| 2015年3月4日 - 8月5日                                       | 水曜 1:20 - 1:50（火曜深夜）                                                           | 福井テレビ         | 福井県     |                                         |
| 2015年4月7日 - 9月1日                                       | 火曜 0:55 - 1:25（月曜深夜）                                                           | サガテレビ         | 佐賀県     | [ 注 24 ]                               |

| 配信期間                | 配信時間        | 配信サイト             |
| ----------------------- | --------------- | ---------------------- |
| 2015年1月10日 - 6月20日 | 土曜 12:00 更新 | フジテレビオンデマンド |
|                         |                 | dビデオ→dTV            |
|                         |                 | dアニメストア          |
| 2015年1月17日 - 6月20日 |                 | UULA                   |

なお、『週刊少年ジャンプ』など一部の情報誌では、テレビ長崎（長崎県）でも放送予定と記載されていたが、2015年7月現在、放送開始に関する情報が一切無い（現在は公式サイト内の放送局情報からも削除されている）。
| 放送期間                                       | 放送時間                                        | 放送局             | 対象地域   | 備考                                    |
| ---------------------------------------------- | ----------------------------------------------- | ------------------ | ---------- | --------------------------------------- |
| 2016年1月8日 - 7月1日                          | 金曜 1:25 - 1:55（木曜深夜）                    | フジテレビ         | 関東広域圏 | 製作委員会参加                          |
|                                                |                                                 | 岩手めんこいテレビ | 岩手県     |                                         |
|                                                | 金曜 2:25 - 2:55（木曜深夜）                    | 関西テレビ         | 近畿広域圏 | 製作委員会参加                          |
|                                                | 金曜 2:35 - 3:05（木曜深夜）                    | 仙台放送           | 宮城県     |                                         |
|                                                | 金曜 2:45 - 3:15（木曜深夜）                    | 東海テレビ         | 中京広域圏 |                                         |
| 2016年1月11日 - 6月27日                        | 月曜 1:45 - 2:15（日曜深夜）                    | 北海道文化放送     | 北海道     |                                         |
| 2016年1月18日 - 3月28日 2016年4月6日 - 7月14日 | 月曜 16:20 - 16:50 木曜 1:55 - 2:25（水曜深夜） | 高知さんさんテレビ | 高知県     |                                         |
| 2016年1月20日 - 7月6日                         | 水曜 1:10 - 1:40（火曜深夜）                    | 福井テレビ         | 福井県     |                                         |
| 2016年1月22日 - 7月8日                         | 金曜 2:05 - 2:35（木曜深夜）                    | テレビ静岡         | 静岡県     |                                         |
| 2016年1月23日 - 7月9日                         | 土曜 8:30 - 9:00                                | BSフジ             | 日本全域   | BS放送 / 製作委員会参加                 |
| 2016年3月7日 - 8月29日                         | 月曜 19:00 - 19:30                              | アニマックス       | 日本全域   | BS/CS放送 / 字幕放送 / リピート放送あり |

| 配信期間               | 配信時間        | 配信サイト             |
| ---------------------- | --------------- | ---------------------- |
| 2016年1月8日 - 7月1日  | 金曜 12:00 更新 | フジテレビオンデマンド |
|                        |                 | dアニメストア          |
|                        |                 | アニメ放題             |
|                        |                 | U-NEXT                 |
| 2016年1月15日 - 7月1日 |                 | dTV                    |
|                        |                 | UULA                   |

### BD / DVD
| 巻 | 発売日         | 収録話          | 規格品番     | 規格品番     |
| 巻 | 発売日         | 収録話          | BD初回版     | DVD初回版    |
| -- | -------------- | --------------- | ------------ | ------------ |
| 1  | 2015年3月27日  | 第1話 - 第2話   | EYXA-10358/B | EYBA-10342/B |
| 2  | 2015年4月24日  | 第3話 - 第5話   | EYXA-10359/B | EYBA-10343/B |
| 3  | 2015年5月29日  | 第6話 - 第8話   | EYXA-10360/B | EYBA-10344/B |
| 4  | 2015年6月26日  | 第9話 - 第11話  | EYXA-10361/B | EYBA-10345/B |
| 5  | 2015年7月31日  | 第12話 - 第14話 | EYXA-10362/B | EYBA-10346/B |
| 6  | 2015年8月28日  | 第15話 - 第17話 | EYXA-10363/B | EYBA-10347/B |
| 7  | 2015年9月25日  | 第18話 - 第20話 | EYXA-10364/B | EYBA-10348/B |
| 8  | 2015年10月30日 | 第21話 - 第22話 | EYXA-10365/B | EYBA-10349/B |

| 巻          | 発売日         | 収録話                            | 規格品番       | 規格品番       |
| 巻          | 発売日         | 収録話                            | BD初回版       | DVD初回版      |
| ----------- | -------------- | --------------------------------- | -------------- | -------------- |
| 1           | 2016年3月25日  | 第1話 - 第3話                     | EYXA-10828/B/P | EYBA-10812/B/P |
| 2           | 2016年4月29日  | 第4話 - 第6話                     | EYXA-10829/B/P | EYBA-10813/B/P |
| 3           | 2016年5月27日  | 第7話 - 第9話                     | EYXA-10830/B/P | EYBA-10814/B/P |
| 4           | 2016年6月24日  | 第10話 - 第12話                   | EYXA-10831/B/P | EYBA-10815/B/P |
| 5           | 2016年7月29日  | 第13話 - 第15話                   | EYXA-10832/B/P | EYBA-10816/B/P |
| 6           | 2016年8月26日  | 第16話 - 第18話                   | EYXA-10833/B/P | EYBA-10817/B/P |
| 7           | 2016年9月30日  | 第19話 - 第21話                   | EYXA-10834/B/P | EYBA-10818/B/P |
| 8           | 2016年10月28日 | 第22話 - 第25話                   | EYXA-10835/B/P | EYBA-10819/B/P |
| 課外 授業編 | 2016年11月25日 | 「竹林の時間」 「それぞれの時間」 | EYXA-11206/B   | EYBA-11204/B   |

### webラジオ
『アニメ「暗殺教室」ラジオの時間〜3年E組 ころ八（ぱち）先生！〜』は、2016年4月4日より6月27日まで文化放送の超!A&G+にて毎週月曜日の19時30分 - 20時に配信された番組。全13回。パーソナリティは渕上舞（潮田渚 役）。
ゲスト
- 第1回（2016年4月4日）洲崎綾（茅野カエデ 役）
- 第2回（2016年4月11日）福山潤（殺せんせー 役）
- 第3回（2016年4月18日）真殿光昭（柳沢誇太郎 役）
- 第4回（2016年4月25日）佐藤聡美（神崎有希子 役）
- 第5回（2016年5月2日）木村昴（寺坂竜馬 役）
- 第6回（2016年5月9日）植田佳奈（不破優月 役）
- 第7回（2016年5月16日）藤田咲（律 役）
- 第8回（2016年5月23日）逢坂良太（磯貝悠馬 役）
- 第9回（2016年5月30日）田中美海（岡野ひなた 役）
- 第10回（2016年6月6日）沼倉愛美（中村莉桜 役）
- 第11回（2016年6月13日）島﨑信長（二代目死神 役）
- 第12回（2016年6月20日）岡本信彦（赤羽業 役）
- 第13回（2016年6月27日）洲崎綾

| フジテレビ 金曜1:25 - 1:55（木曜深夜）枠       | フジテレビ 金曜1:25 - 1:55（木曜深夜）枠 | フジテレビ 金曜1:25 - 1:55（木曜深夜）枠 |
| 前番組                                         | 番組名                                   | 次番組                                   |
| ---------------------------------------------- | ---------------------------------------- | ---------------------------------------- |
| アフロの変 ※1:25 - 2:25 【30分繰り下げて継続】 | 暗殺教室（第2期）                        | #ハイ_ポール 1:55 - 3:25                 |

## 映画
映画『暗殺教室』（あんさつきょうしつ）は、2015年3月21日に劇場版第1作が公開された。
2014年8月26日に渚役の山田涼介（Hey! Say! JUMP）の主演とその他の配役が発表された。殺せんせーの声の担当は公開まで伏せられ、公開前の試写会でもエンドクレジットのキャスト部分を修正して上映していたが、公開初日の舞台挨拶にて山田の所属するジャニーズ事務所の先輩でもある嵐の二宮和也が殺せんせー役の声優を務めたことが発表された。なお、二宮が声優に挑戦するのは2006年公開の映画『鉄コン筋クリート』以来9年ぶりとなった。
殺せんせーは着ぐるみとスーツアクターによる演技を3DCGでトレースして描かれている。
原作の最終回が公開される前日にあたる2016年3月18日にフジテレビの『金曜プレミアム』枠で、地上波で初放送（21:00 - 23:22。文字多重放送 / データ放送。解説ナレーター - バッキー木場）された。
2015年4月に続編となる劇場版2作目『暗殺教室〜卒業編〜』の制作が発表され、2016年3月25日に公開された。二宮は殺せんせーの声に加え、その過去の姿でもある死神役として実写でも出演した。
松井自身が制作に協力しており、原作が終わるタイミングで公開されるようにし、結末は変更されないようにしたとのことである。
2017年1月9日には、フジテレビで再び地上波放送された（文字多重放送 / データ放送）。

### スタッフ（映画）
- 原作 - 松井優征『暗殺教室』
- 監督 - 羽住英一郎
- 脚本 - 金沢達也
- 音楽 - 佐藤直紀
- 製作 - 石原隆、渡辺直樹、藤島ジュリー景子、市川南、加太孝明
- プロデューサー - 上原寿一、森井輝、片山怜子・古屋厚（卒業編）
- アソシエイトプロデューサー - 小川英洋（第1作）
- ラインプロデューサー - 古屋厚（第1作）、道上巧矢（卒業編）
- 撮影 - 江崎朋生
- 照明 - 三善章誉
- 録音 - 柳屋文彦
- 美術 - 棈木陽次
- 装飾 - 小山大次郎
- 編集 - 松尾浩
- VFXスーパーバイザー - オダイッセイ
- VFXプロデューサー - 赤羽智史、西村敬喜（卒業編）
- テクニカル・スーパーバイザー - 岡野正広（第1作）
- 特殊造型 - 梅沢壮一
- 音響効果 - 柴崎憲治
- 選曲 - 藤村義孝
- スクリプター - 田村寿美
- 助監督 - 長野晋也
- 制作担当 - 道上巧矢（第1作）、星雅晴（卒業編）
- 配給 - 東宝
- 制作プロダクション - ROBOT
- 製作 - 映画「暗殺教室」製作委員会（フジテレビジョン、集英社、ジェイ・ストーム、東宝、ROBOT）

### 主題歌（映画）
「殺せんせーションズ」（暗殺教室）
歌 - せんせーションズ
「さよならセンセーション」（暗殺教室〜卒業編〜）
歌 - せんせーションズ

### 小説
- 松井優征、金沢達也『映画 暗殺教室』ジャンプ ジェイ ブックス（集英社）、 ISBN 978-4-08-703353-3
- 松井優征、金沢達也『映画 暗殺教室 -卒業編-』ジャンプ ジェイ ブックス（集英社）、ISBN 978-4-08-703390-8

### テレビ放送
- 第1作

| 回数 | テレビ局   | 番組名（放送枠名） | 放送日              | 放送時間      | 放送分数 | 視聴率 | 備考                                                        |
| ---- | ---------- | ------------------ | ------------------- | ------------- | -------- | ------ | ----------------------------------------------------------- |
| 1    | フジテレビ | 金曜プレミアム     | 2016年3月18日（金） | 21:00 - 23:22 | 142分    | 10.0%  | 地上波初放送 放送日は原作の最終回が公開される前日となった。 |
| 2    | フジテレビ | （なし）           | 2017年1月9日（月）  | 21:00 - 23:03 | 123分    | 7.3%   |                                                             |

- 第2作

| 回数 | テレビ局   | 番組名（放送枠名） | 放送日              | 放送時間      | 放送分数 | 視聴率 | 備考                              |
| ---- | ---------- | ------------------ | ------------------- | ------------- | -------- | ------ | --------------------------------- |
| 1    | フジテレビ | （なし）           | 2020年3月30日（月） | 21:00 - 23:28 | 148分    | 4.9%   | 地上波初放送 本編ノーカット放送。 |

- 視聴率はビデオリサーチ調べ、関東地区・世帯・リアルタイム。

## ゲーム

### コンピュータゲーム
暗殺教室 殺せんせー大包囲網!!
ニンテンドー3DS用ソフトとして、バンダイナムコゲームスより2015年3月12日に発売。
ジャンルは「コミカルアサシンアクション」で、原作のストーリーを再現。主人公はプレイヤー自身で、デフォルメされたキャラクターたちが武器やワナを駆使し、フィールド上を駆け回る殺せんせーを暗殺する。殺せんせーを操作してE組の生徒を手入れする「お手入れミッション」も搭載。
暗殺教室 アサシン育成計画!!
ニンテンドー3DS用ソフトとして、バンダイナムコエンターテインメントより2016年3月24日に発売された。ジャンルは「暗殺教室“体験”アクション」。殺せんせー大包囲網!!の続編にあたり、システムが強化された。
キャラクターはE組生徒が全員登場し、それ以外の重要なキャラクターも登場した。
暗殺教室 囲い込みの時間
スマートフォン向けアプリとして、バンダイナムコゲームスより配信されていた。
ターゲットを3人の暗殺者で囲んでミッションをこなす。2016年9月20日をもってサービス終了。
殺せんせーの抜き打ちテスト
スマートフォン向けアプリ。無料。

### リアル脱出ゲーム
暗殺教室からの脱出1
SCRAP主催のリアル脱出ゲームとして、2015年2月から「暗殺教室からの脱出1」が東京と大阪の常設スタジオ（東京は道玄坂にある「道玄坂ヒミツキチラボ」、大阪は心斎橋にある「大阪ヒミツキチオブスクラップ」）で約2カ月の同時ロングランで開催し、東京・大阪での開催期間中に全国2都市を巡回の他名古屋矢場町にある常設スタジオ「名古屋ヒミツキチオブスクラップ」のこけら落し公演第1弾として約1カ月弱のロングランで開催したが2016年1月から凱旋公演として東京道玄坂にある常設スタジオ「道玄坂ヒミツキチラボ」と名古屋矢場町にある常設スタジオ「名古屋ヒミツキチオブスクラップ」と大阪心斎橋にある常設スタジオ「大阪ヒミツキチオブスクラップ」にて約2週間、横浜山下町にある常設店舗「アジトオブスクラップ横浜」にて約1ヶ月のロングランで開催し、4都市（東京・横浜・名古屋・大阪）での開催期間中に全国2都市を巡回し、同年6月にシンガポールで開催した。キャッチコピーは『脱出せよ！3年E組！』である。
椚ヶ丘中3年E組に編入した転校生として、朝礼終了後の椚ヶ丘中3年E組教室に閉じ込められ1時間以内に様々な謎を解きながら、担任でブラジル旅行中の殺せんせーから送り込まれた暗殺者を暗殺し、椚ヶ丘中3年E組教室から脱出することがクリア条件。
6人一組で"学校感あふれる手作りのアイテム"を身に着けて来場し、当日会場にて特製"殺せんせー"キャンディ（青春のレモン味・製造元：金太郎飴）を6つプレゼントした。
暗殺教室からの脱出2
2016年2月から続編として「暗殺教室からの脱出2」が東京道玄坂にある常設スタジオ「道玄坂ヒミツキチラボ」にて約半年、横浜山下町にある常設店舗「アジトオブスクラップ横浜」と名古屋矢場町にある常設スタジオ「名古屋ヒミツキチオブスクラップ」と大阪心斎橋にある常設スタジオ「大阪ヒミツキチオブスクラップ」にて約1ヶ月に及ぶロングランで開催し、4都市（東京・横浜・名古屋・大阪）での開催期間中に全国14都市を巡回した。キャッチコピーは『普久間殿上ホテルから生きて脱出せよ』である。BSフジ制作の番組とのコラボレーションはこれが初となる。
椚ヶ丘中3年E組の生徒となり、南の島での暗殺研修旅行中に担任の殺せんせーが奇妙な病気にかかってしまい犯人から「奇妙な病気のウイルスをばらまく」という脅迫文が届き南の島に閉じ込められ1時間以内に様々な謎を解きながら、奇妙な病気を治すワクチンを担任の殺せんせーに注射し、南の島から脱出することがクリア条件。
開催1カ月前までに前売り券を購入した者で、当日会場にて特製"殺せんせー"フェイスバルーンをプレゼントすることが決まった。

### クロスオーバー作品
ジェイスターズ ビクトリーバーサス
2014年3月14日にバンダイナムコゲームスより発売されたPlayStation 3 / PlayStation Vita用ゲーム。
プレイアブルキャラクターとして殺せんせーが登場。テレビアニメ化以前の作品のため、殺せんせーの声はOVA版の関智一が担当している。

週刊少年ジャンプ オレコレクション!
2017年7月6日にバンダイナムコエンターテインメントよりサービス開始されたスマートフォン用ゲーム。
2017年11月1日から参加。殺せんせーと潮田渚の他、名場面のカードが登場。

ジャンプチ ヒーローズ
2018年3月28日にLINEよりサービス開始されたスマートフォン用ゲーム。
2018年6月15日から参加。11種類のキャラクター（同キャラの差分含む）が登場。

週刊少年ジャンプ 実況ジャンジャンスタジアム
2018年8月2日にコナミデジタルエンタテインメントよりサービス開始されたスマートフォン用ゲーム。
サービス開始当初から参加。プレイアブルキャラクターとして殺せんせーが登場。

## 受賞歴
漫画
- マンガ大賞2013年ノミネート - 40pt（6位）を獲得。
- 「全国書店員が選んだおすすめコミック2013」第1位。
- 宝島社「このマンガがすごい!」2014年オトコ編1位。

テレビアニメ
- Yahoo!検索大賞2015・アニメ部門賞。

映画
- 第39回日本アカデミー賞 新人俳優賞（山田涼介、『映画 暗殺教室』）

## 関連項目

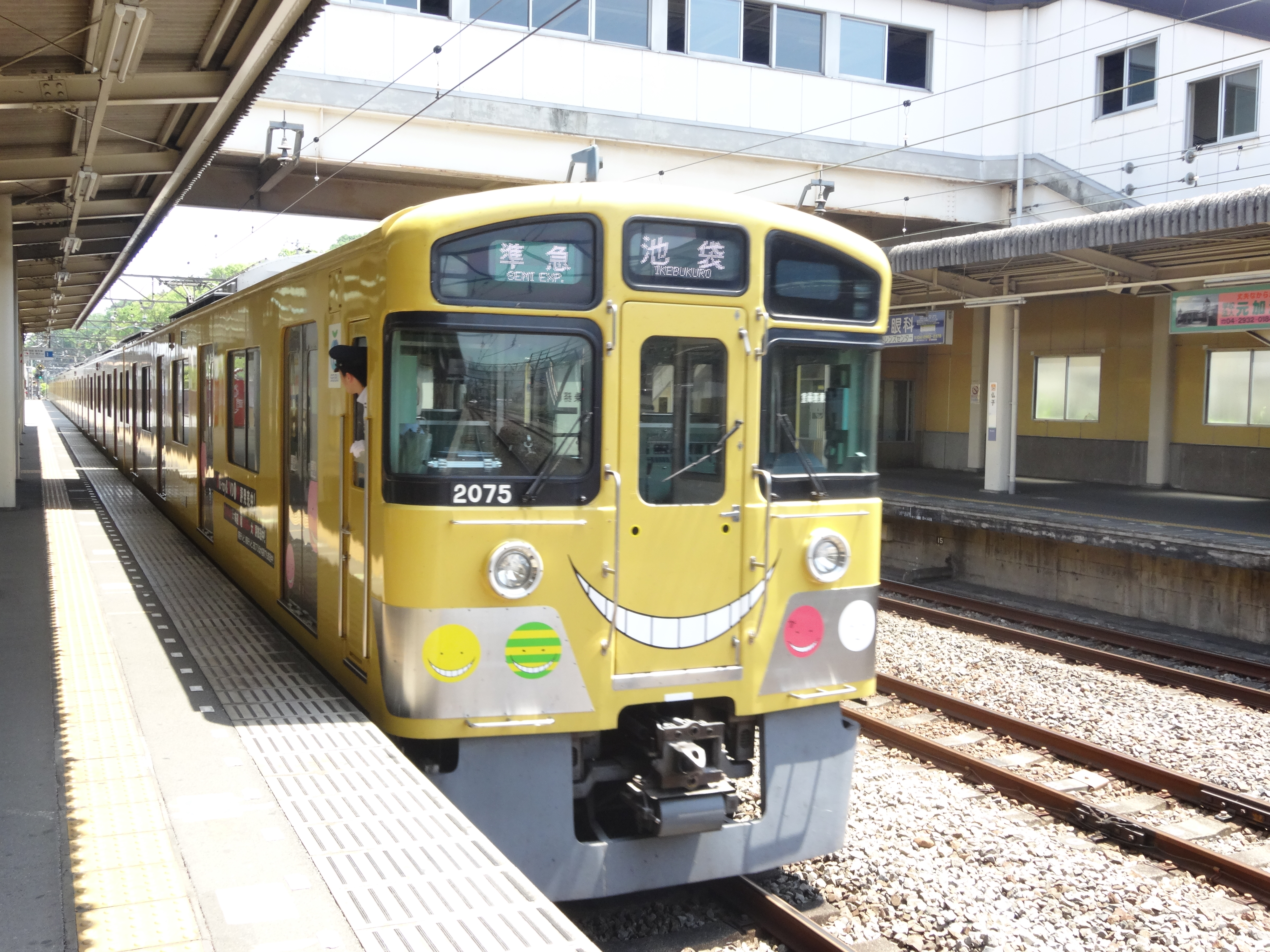
殺せんせーラッピング電車

## その他
米フロリダでは、教師を殺すシーンが不適切と判断され禁書となっている。